# الإخوان المسلمون
الإخوان المسلمون هي حركة إسلامية سياسية تصف نفسها بأنها "إصلاحية شاملة"، أسسها حسن البنا في مصر في 22 مارس 1928م عقب تخرجه من دار العلوم. - انتشرت تعاليم البنا إلى ما هو أبعد من مصر، حيث أثرت اليوم على مجموعة متنوعة من الحركات الإسلامية من المنظمات الخيرية والدعوية إلى الأحزاب السياسية في اكثر من ثمانين دولة وليس جميعها تستخدم نفس الاسم.
بدأت كحركة دينية واجتماعية، دعت إلى الإسلام في مصر، وعلمت الأميين، وأنشأت المساجد والمدارس الإسلامية والمستشفيات والشركات التجارية. تقدمت لاحقًا إلى الساحة السياسية لإنهاء السيطرة الاستعمارية البريطانية على مصر.
الهدف المعلن للجماعة حسب موقعها الرسمي هو إقامة دولة مدنية ديمقراطية ذات مرجعية إسلامية وتحكم بالشريعة الإسلامية.
الجماعة ممتدة إلى دول إسلامية أخرى، وتوجد في مصر واحدة من أقدم تنظيماتها، على الرغم من سلسلة الحظر وحملات القمع الحكومية التي بدأت في عام 1948م حتى اليوم، مع اتهامات بالتخطيط لاغتيالات ومؤامرات لقلب نظام الحكم. كما تلقت الجماعة دعمًا من المملكة العربية السعودية التي تشاركت معها أعداء مشتركين مثل الشيوعية والقومية العربية. ظلت مجموعة هامشية في السياسة في العالم العربي حتى حرب 1967، عندما تمكنت الإسلاموية من استبدال القومية العربية العلمانية الشعبية بعد هزيمة عربية مدوية على يد إسرائيل.
أدى الربيع العربي إلى إضفاء الشرعية عليه وسلطة سياسية كبيرة في البداية بعد أن كانت جماعة محظورة قانونيًا في مصر، والعديد من الدول العربية الأخرى، ولكن اعتبارًا من عام 2013م عانت من انتكاسات شديدة وتراجعت شعبيتها، وفقدت مصداقيتها بين مؤيديها إلى حد كبير. تم إضفاء الشرعية على جماعة الإخوان المسلمين المصرية في عام 2011م، وفي أبريل من نفس العام أطلقت حزبًا سياسيًا مدنيًا يسمي حزب الحرية والعدالة وفازت بالعديد من الانتخابات، بما في ذلك الإنتخابات البرلمانية المصرية في 2011م - 2012م والانتخابات الرئاسية لعام 2012م عندما أصبح مرشحها محمد مرسي أول رئيس مدني لمصر يتسلم السلطة ديمقراطيًا من خلال الانتخابات، على الرغم من أنه بعد عام واحد، بعد انتخابات حاشدة مظاهرات واضطرابات في 30 يونيو 2013م، وفي 3 يوليو أطاح به الجيش ووضعه رهن الإقامة الجبرية، عارضت الجماعة ذلك واعتبرته "إنقلابًا عسكريًا" في حين اعتبره معارضو مرسي استجابة لمطالب شعبية، ودعت الجماعة لعدة مظاهرات واعتصامات احتجاجًا على عزله، ولكن تم فض الاعتصامات بالقوة مما أدى لمئات القتلى وآلاف الجرحى. أُعيد حظر الجماعة مجددًا في مصر في 23 سبتمبر 2013م، وأُدرِجت في 25 ديسمبر 2013م ضمن المنظمات الإرهابية بعد هجمات إرهابية استهدفت المؤسسات الأمنية. وتم تصنيفها كمنظمة إرهابية في السعودية والإمارات، تضامنًا مع مصر ومدفوعة بفكرة أن جماعة الإخوان تشكل تهديدًا لحكمهم. جماعة الإخوان نفسها تدعي أنها منظمة سلمية وديمقراطية وأن قائدها "يدين العنف وأعمال العنف". في حين تُتهم من قبل العديد من السياسين الغربيين والعرب بتغذية التطرف الإسلامي، وبأنها المصدر الأيديولوجي للإرهابيين الأكثر تطرفًا حول العالم.
تُصنف كمنظمة إرهابية في مصر، وسوريا، وليبيا (مجلس النواب الليبي)، والإمارات، والسعودية، والبحرين. وجزر القمر. وروسيا، وباراغواي، وكازاخستان، وطاجيكستان، والأردن ومنظمة معاهدة الأمن الجماعي.

## التأسيس والنواة

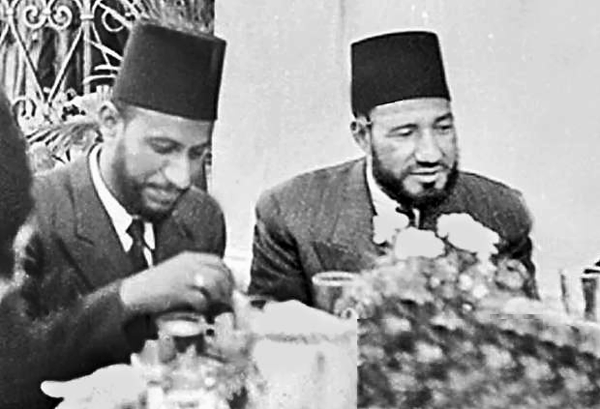
حسن البنا مع صالح عشماوي عضو مكتب الإرشاد العام وأحد قادة النظام الخاص.

حسن البنا مع بعض الشباب الذين ألفوا إحدي الشعب بالشرقية.

عندما تألفت جمعية الأخلاق الأدبية وقع اختيار زملاء حسن البنا عليه ليكون رئيسًا لمجلس إدارة هذه الجمعية، ثم أنشأوا جمعية أخرى خارج نطاق مدرستهم سموها جمعية منع المحرمات، أسس صديقه محب الدين الخطيب جمعية الشبان المسلمين لمقاومة التبشير الذي يقوم به الأستعمار بين المسلمين وانضمَّ حسن البنا للشبان المسلمين،
بعد إلغاء الخلافة الإسلامية سنة 1924 أصبح الدين من وجهة نظر البعض علامة على الجهل والتأخر والبعد عن الحضارة، فعمل حسن البنا على تكوين جماعة من الدعاة المتحمسين من طلبة دار العلوم والأزهر، وخرجوا إلى الناس في المساجد والمقاهي يخاطبونهم بأسلوب بسيط، ويرشدونهم إلى التمسك بدينهم واتباع سنة الرسول، حتى عند تعيينه مدرساً عام 1927 بمدارس الإسماعيلية للبنين، لم يتوقف عن دعوته، واختار أن يتوجه بالدعوة للناس في المقاهي التي تزدحم بهم فكان يصور لهم الحياة الإسلامية على أنَّها بناء يقوم على أربعة أعمدة؛ الحكومة، والأمة، والأسرة، والفرد. تأثر بدعوته الكثيرون، فأسس البنا جمعية الإخوان المسلمون في الإسماعيلية، ثم نُقل ليعمل مدرساً في القاهرة، وأخذ يدعو المسلمين إلى العودة إلى كتاب الله وسنة رسوله.
تأسست جماعة الإخوان في مارس - آذار سنة 1928، حيث زار حسن البنا في منزله ستة أشخاص هم: حافظ عبد الحميد، أحمد الحصري، فؤاد إبراهيم، عبد الرحمن حسب الله، إسماعيل عز، وزكي المغربي، الذين تأثّروا من محاضراته، وافق البنا وكانت البيعة، فتأسست مدرسة التهذيب لحفظ القرآن وشرح السور، وحفظ وشرح الأحاديث النبوية وآداب الإسلام، فصارت المدرسة مقراً للإخوان، وخرّجت الدفعة الأولى من الإخوان وكان عددهم أكثر من سبعين، بدأ عمل الإخوان ينتشر في نواحي حياتية واسعة مثل بناء المساجد ونشر العلم ومساعدة المحتاجين.
ودعى حسن البنا الملوك والحكام إلى تطبيق الشريعة الإسلاميّة في شؤون الحياة سنة 1948م، وبشر المسلمين بالدولة الإسلامية في صورة الخلافة، وقال: «إذا لم تقم الحكومة الإسلامية فإن جميع المسلمين آثمون».
وقد أتهم عباس العقاد حسن البنا بأنه من أصول يهودية وأن عائلته جائت من المغرب إلي البحيرة والتي كانت بها جالية يهودية كبيرة، بهدف عمل فتنة في مصر وباقي الدول العربية تحت شعار الدين بهدف إقامة إسرائيل وإضعاف الدول العربية، وأستدل بأن والده كان ساعاتي وهي مهنة كانت حكرا على اليهود حينها وأن عائلته يُقال أنها جائت من المغرب خلال الحرب العالمية الأولى، في حين أتهمه آخرون بأنّه كان ممولا من النازيين في ألمانيا، أو وفدي يسعى للإطاحة بالحكومة، أو يتفوّه ضد الملك فؤاد، أو يجمع المال بصورة غير قانونية.

## أهداف الجماعة ووسائلها
طبقاً لمواثيق الجماعة فإن «الإخوان المسلمون» يهدفون إلى إصلاح اجتماعي وسياسي واقتصادي وكل مظاهر الحياة من منظور إسلامي شامل في مصر وفي الدول العربية التي ينشط فيها الإخوان المسلمون مثل الأردن والكويت وفلسطين والسعودية، كما أن الجماعة لها دور في دعم عدد من الحركات الجهادية التي تعتبرها حركات مقاومة في الوطن العربي والعالم الإسلامي ضد كافة أنواع الاحتلال أو التدّخل الأجنبي، مثل حركة حماس في فلسطين، وحماس العراق في العراق وقوات الفجر في لبنان كما شاركت ودعمت الجهاد في أفغانستان والشيشان والبوسنة والهرسك. وتسعى الجماعة في سبيل الإصلاح الذي تنشده إلى تكوين «الفرد المسلم والأسرة المسلمة والمجتمع المسلم، ثم الحكومة الإسلامية، فالدولة الإسلامية فأستاذية العالم» وفقاً للأسس الحضارية للإسلام عن طريق منظورهم فيقول حسن البنا: «اذكروا دائما أن أمامكم هدفين أساسيين:
الأول: أن يتحررَ الوطن الإسلامي من كل سلطان أجنبي.
الثاني: أن تقوم في هذا الوطنِ الحرِّ دولةٌ إسلاميةٌ حرةٌ تعمل بأحكام الإسلام، وتطبِّق نظامَه الاجتماعي، وتبلِّغ دعوتَه للناس.» وشعار الجماعة «الله غايتنا، والرسول قدوتنا، والقرآن دستورنا، والجهاد سبيلنا، والموت في سبيل الله أسمى أمانينا».

## رؤى وأفكار الإخوان

### منهج الجماعة

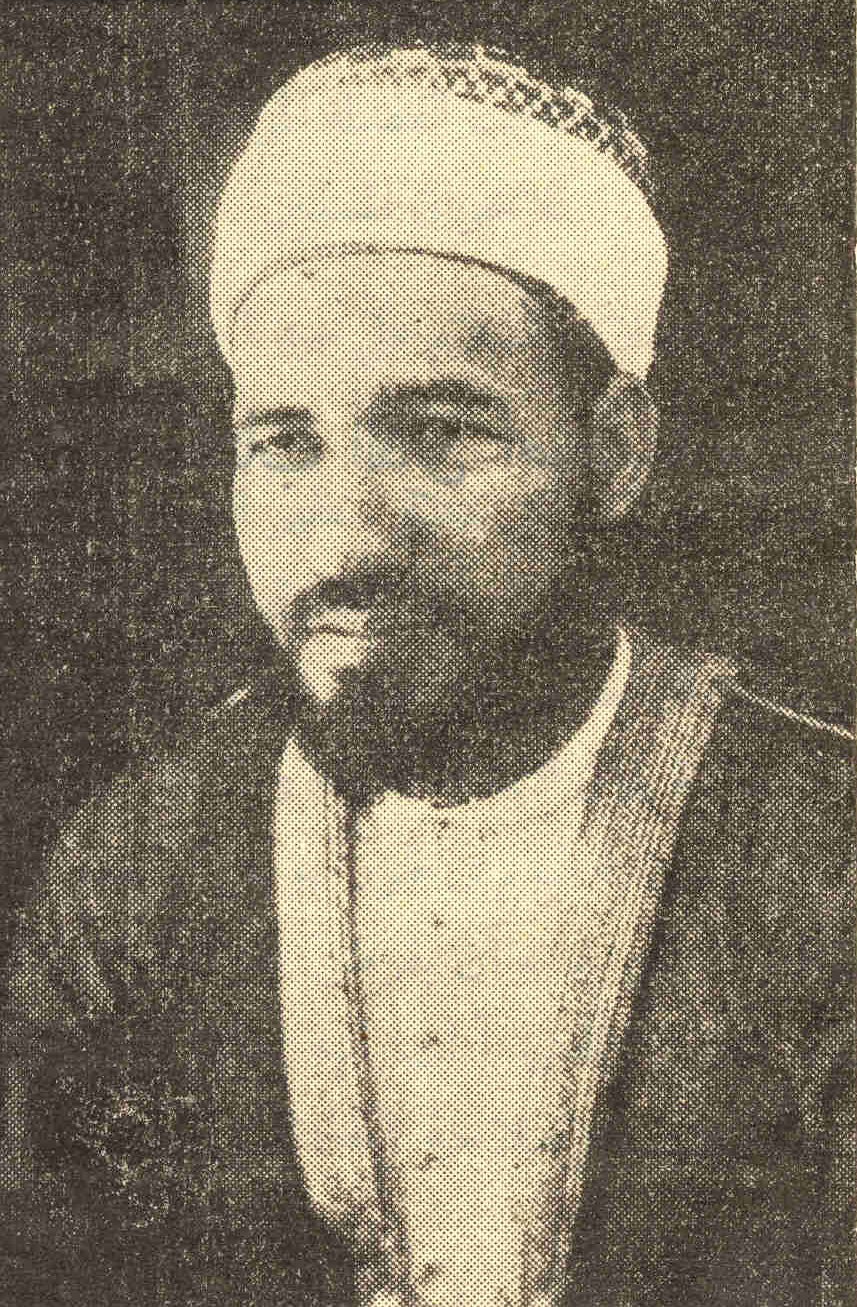
المرشد العام للجماعة الشيخ حسن البنا مؤسس الجماعة وصاحب المنهج الفكري المؤثر فيها.

وصف حسن البنا جماعة الإخوان في رسالة المؤتمر الخامس بأنها جماعة إصلاحية شاملة تفهم الإسلام فهما شاملا وتشمل فكرتهم كل نواحي الإصلاح في الأمة وأنها:
- دعوة سلفية، إذ يدعون إلى العودة إلى الإسلام، وإلى أصوله الصافية القرآن والسنة النبوية بفهم السلف الصالح وبأن لن يصلح آخر هذه الأمة إلا بما صلح به أولها فيقول حسن البنا: «أن نفهم الإسلام كما كان يفهمه الصحابة و التابعون من السلف الصالح رضوان الله عليهم».[73][74]
- طريقة سُنية لأنهم يحملون أنفسهم علي العمل بالسنة المطهرة في كل شيء، وبخاصة في العقائد والعبادات ما وجدوا إلى ذلك سبيلا.
- حقيقة صوفية، أي الحق الذي هم عليه، فيعتقدون أن أساس الخير طهارة النفس، ونقاء القلب، وسلامة الصدر، والمواظبة على العمل، والإعراض عن الخلق، والحب في الله، والأخوة في الله.
- هيئة سياسية، يطالبون بالإصلاح في الحكم، وتعديل النظر في صلة الأمة بغيرها من الأمم، وتربية الشعب على العزة والكرامة.
- جماعة رياضية، يعتنون بالصحة، ويعلمون أن المؤمن القوي هو خير من المؤمن الضعيف، ويلتزمون قول النبي: «إن لبدنك عليك حقًا»، وأن تكاليف الإسلام كلها لا يمكن أن تُؤدى إلا بالجسم القوي، والقلب الذاخر بالإيمان، والذهن ذي الفهم الصحيح.
- رابطة علمية ثقافية، فالعلم في الإسلام فريضة يحض عليها، وعلى طلبها، ولو كان في الصين، والدولة تنهض على الإيمان، والعلم.
- شركة اقتصادية، فالإسلام في منظورهم يُعنَى بتدبير المال وكسبه، والنبي يقول: «نعم المال الصالح للرجل الصالح» و (من أمسى كالاً من عمل يده أمسى مغفورًا له).
- كما أنهم فكرة اجتماعية، يعنون بأدواء المجتمع، ويحاولون الوصول إلى طرق علاجها وشفاء الأمة منها. أي أن فكر الإخوان مبني على شمول معنى الإسلام، الذي جاء شاملاً لكل أوجه ومناحي الحياة، ولكل أمور الدنيا والدين.[72]

### فهم الإخوان للإسلام

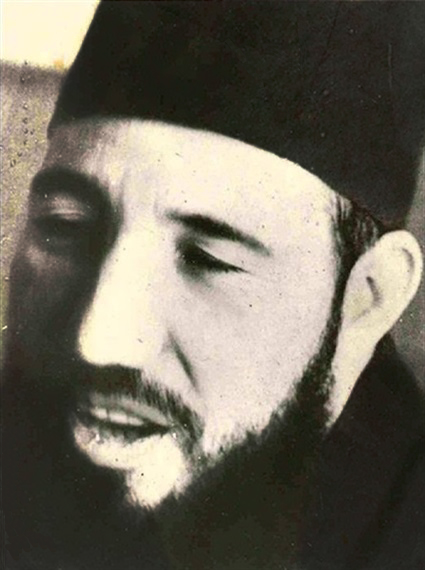
حسن البنا يتحدث.

ذكر حسن البنا في رسالة المؤتمر الخامس تحت عنوان (إسلام الإخوان المسلمين) «إن الإسلام عقيدة وعبادة، ووطن وجنسية، ودين ودولة، وروحانية وعمل، ومصحف وسيف». وذكر أيضاً «أن فكرة الإخوان المسلمين نتيجة الفهم العام الشامل للإسلام، قد شملت كل نواحي الإصلاح في الأمة، فهي دعوة سلفية، وطريقة سُنية، وحقيقة صوفية، وهيئة سياسية، وجماعة رياضية، ورابطة علمية ثقافية، وشركة اقتصادية، وفكرة اجتماعية».
وذكر أيضا في نفس الرسالة أن خصائص دعوة الإخوان التي تميزت بها عن غيرها من الدعوات:
1. البعد عن مواطن الخلاف
2. البعد عن هيمنة الأعيان والكبراء
3. البعد عن الأحزاب والهيئات
4. العناية بالتكوين والتدرج في الخطوات
5. إيثار الناحية العملية الإنتاجية على الدعاية والإعلانات

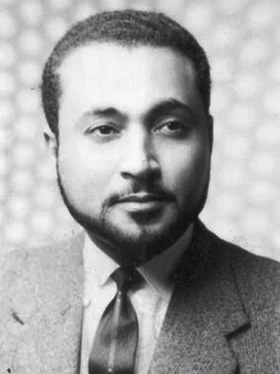
سعيد رمضان سكرتير المرشد العام الشيخ حسن البنا ومؤسس المركز الإسلامي في جنيف في أغسطس 1961.

6. شدة الإقبال من الشباب
7. سرعة الانتشار في القرى والمدن

### الأصول العشرون
هي قواعد عشرين وضعها حسن البنا لفهم القرآن والسنة في إطارهم.

### الوصايا العشر
هي وصايا حسن البنا للإخوان وهي. 1- قم إلى الصلاة متى سمعت النداء مهما تكن الظروف. 2- اتل القرآن أو طالع أو استمع أو اذكر الله ولا تصرف جزءا من وقتك في غير فائدة. 3- اجتهد أن تتكلم العربية الفصحى فإن ذلك من شعار الإسلام. 4- لا تكثر الجدل في أي شأن من الشئون أيًّا كان فإن المراء لا يأتي بخير. 5- لا تكثر الضحك فإن القلب الموصول بالله ساكن وقور. 6- لا تمزح فإن الأمة المجاهدة لا تعرف إلاّ الجد. 7- لا ترفع صوتك أكثر مما يحتاج إليه السامع فإنه رعونة وإيذاء. 8- تجنب غيبة الأشخاص وتجريح الهيئات ولا تتكلم إلاّ بخير. 9- تعرّف إلى من تلقاه من إخوانك وإن لم يطلب إليك ذلك، فإن أساس دعوتنا الحب والتعارف. 10- الواجبات أكثر من الأوقات، فعاون غيرك على الانتفاع بوقته وإن كان لك مهمة فأوجز في قضائها.

### المطالب الخمسون
هي مطالب الإخوان الأساسية وقد كتبها حسن البنا في رسالة «نحو النور»، وتوضح ملامح الدولة الإسلامية المنشودة، وقد أرسلها لحكام الدول الإسلامية ودعاهم للعمل لتحقيقها.

### بيعة الإخوان
«أبايعك بعهد الله وميثاقه على أن أكون جندياً مخلصاً في جماعة الإخوان المسلمين، وعلى أن أسمع وأطيع في العسر واليسر والمنشط والمكره إلا في معصية الله، وعلى أثره على، وعلى ألا أنازع الأمر أهله، وعلى أن أبذل جهدي ومالي ودمي في سبيل الله ما استطعت إلى ذلك سبيلا، والله على ما أقول وكيل فمن نكث فإنما ينكث على نفسه ومن أوفى بما عاهد عليه الله فسيؤتيه أجرا عظيماً»

#### أركان البيعة
وضع حسن البنا عشرة أركان للبيعة لدى الإخوان في رسالته الشهيرة رسالة التعاليم وهي «الفهم والإخلاص والعمل والجهاد والتضحية والطاعة والثبات والتجرد والأخوَّة والثقة». وذكر ضمن ركن الفهم الأصول العشرين لفهم الإخوان للإسلام والتي تعتبر الرؤية والأرضية التي تقوم عليها الجماعة في كل مكان. وقام العديد من مفكري الجماعة بشرح هذه الأصول مثل الدكتور يوسف القرضاوي والشيخ جمعة أمين. وتشترط جماعة الإخوان المسلمين على التنظيمات الإخوانية في العالم فهم الإسلام ضمن الأصول العشرين.

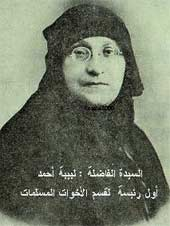
لبيبة أحمد أول رئيسة لقسم الأخوات المسلمات عام 1933م.

### رؤية الإخوان للمرأة

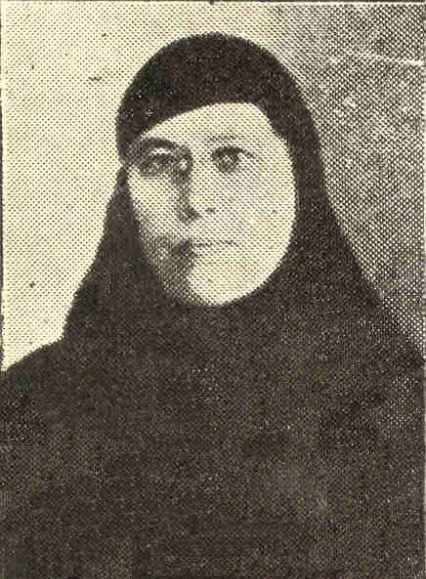
الداعية زينب جبارة.

أسس حسن البنا قسم الأخوات المسلمات في 26 أبريل 1933م، وأولاه اهتماما بالغا إدراكا لأهمية دور المرأة في إصلاح المجتمع وكانت أول رئيسة لهذا القسم هي لبيبة أحمد. وكون 5 الآف داعية نسائية وأنضمت للقسم بعد ذلك جماعة السيدات المسلمات التي أسستها زينب جبارة وبعدها جمعية السيدات المسلمات التي أسستها زينب الغزالي ووضع لهن لائحة خاصة وهي:
- التمسك بالآداب الإسلامية والدعوة إلى الفضيلة، وبيان أضرار الخرافات الشائعة بين المسلمات.
- الدروس والمحاضرات في المجتمعات الخاصة بالسيدات والنصح الشخصي والكتابة والنشر.
- تعتبر عضوًا في الفرقة كل مسلمة تود العمل على مبادئها وتقسم قسمها وهو: (عليَّ عهد الله وميثاقه أن أتمسك بآداب الإسلام، وأدعو إلى الفضيلة ما استطعت).
- رئيس الفرقة هو المرشد العام لجمعيات الإخوان المسلمين ويتصل بأعضائها بوكيلة عنه تكون صلة بينهن وبينه.
- كل أعضاء الفرقة، ومنهن الوكيلة، أخوات في الدرجة والمبدأ، وتوزع الأعمال التي يستدعيها تحقيق الفكرة عليهن، كل فيما يخصه.

ولقد كان قسم الأخوات يقع في مكان منفصل عن المركز العام للإخوان. كما أن الجماعة رشّحت أكثر من مرة نساء على قوائمها الانتخابية مثل د.منال أبو الحسن ود.مكارم الديري وجيهان الحلفاوي في مصر، وأم نضال ومريم صالح في فلسطين، ود.حياة المسيمي في الأردن. غير أن الجماعة في مصر تتمسك بعدم أهلية المرأة لرئاسة الدولة ولكن لها ما دون ذلك من المناصب بما فيها رئاسة الوزراء بينما حسن البنا يرى عدم جواز تولي المراة مناصب قيادية وهو ضد عمل المرأة وأن المرأة جوهرة ودورها الأساسي تريية أجيال الأمة.

### رؤية الإخوان للطفل
أسس حسن البنا قسم الأشبال في الجماعة باعتبار مرحلة الطفولة مرحلة تكوين شخصية الفرد، فاهتموا بغرس مبادئ وأفكار الإخوان بهذا النشء، فيقوم القسم على رعاية الأشبال والزهرات في سن الطفولة وتربيتهم تربية إسلامية وتخصيص مناهج شرعية وتربوية تناسب أعمارهم ويجري تخصيص أناشيد لأشبال الإخوان، وتخصيص أوقات لاكتشاف المواهب وإقامة رحلات ترفيهية، وكل مرحلة سنية لها مناهجها.
واهتمت الجماعة كذلك برعاية أطفال الشوارع وحمايتهم من التنصير الذي تقوم به الملاجئ الأجنبية.

### رؤية الإخوان للشريعة والخلافة

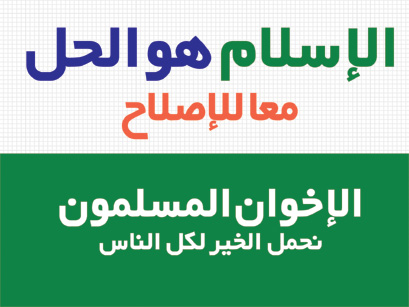
الإسلام هو الحل أحد شعارات الجماعة في الإنتخابات البرلمانية في الثمانينيات.

حسن البنا يلتقي بإسماعيل الأزهري عام 1946م.

يقول حسن البنا في رسائله: «الإخوان يعتقدون أن الخلافة رمز الوحدة الإسلامية، ومظهر الارتباط بين أمم الإسلام، وأنها شعيرة إسلامية يجب على المسلمين التفكير في أمرها، والاهتمام بشأنها، والخليفة مناط كثير من الأحكام في دين الله، ولهذا قدم الصحابة رضوان الله عليهم النظر في شأنها على النظر في تجهيز النبى صلى الله عليه وسلم ودفنه، حتى فرغوا من تلك المهمة، واطمأنوا إلى إنجازها. والأحاديث التي وردت في وجوب نصب الإمام، وبيان أحكام الإمامة وتفصيل ما يتعلق بها، لا تدع مجالاً للشك في أن من واجب المسلمين أن يهتموا بالتفكير في أمر خلافتهم منذ حورت عن منهاجها، ثم ألغيت بتاتًا إلى الآن. والإخوان المسلمون لهذا يجعلون فكرة الخلافة والعمل لإعادتها في رأس منهاجهم، وهم مع هذا يعتقدون أن ذلك يحتاج إلى كثير من التمهيدات التى لابد منها، وأن الخطوة المباشرة لإعادة الخلافة لابد أن تسبقها خطوات: لابد من تعاون تام ثقافي واجتماعي واقتصادي بين الشعوب الإسلامية كلها، يلى ذلك تكوين الأحلاف والمعاهدات، وعقد المجامع والمؤتمرات بين هذه البلاد.»
وقال المرشد العام الخامس مصطفي مشهور في حواره مع جريدة «الشرق الأوسط» العدد 8655 في 9 أغسطس 2002: «الجماعة لم تتخل يوماً عن مبدئها الأساسي وهو المطالبة بتطبيق الشريعة واقامة الدولة الاسلامية واستعادة الخلافة الضائعة.»
وقد أكد المرشد العام محمد بديع في رسالته بعنوان «وضوح الهدف والإصرار عليه» في 29 ديسمبر 2011 بأن العمل لإحياء دولة الإسلام المتمثلة في الخلافة وأستاذية العالم وتطبيق الشريعة من ثوابت الجماعة وهي الهدف التي قامت من أجله.

### رؤية الإخوان لإسرائيل
طالع معركة صور باهر (1948)

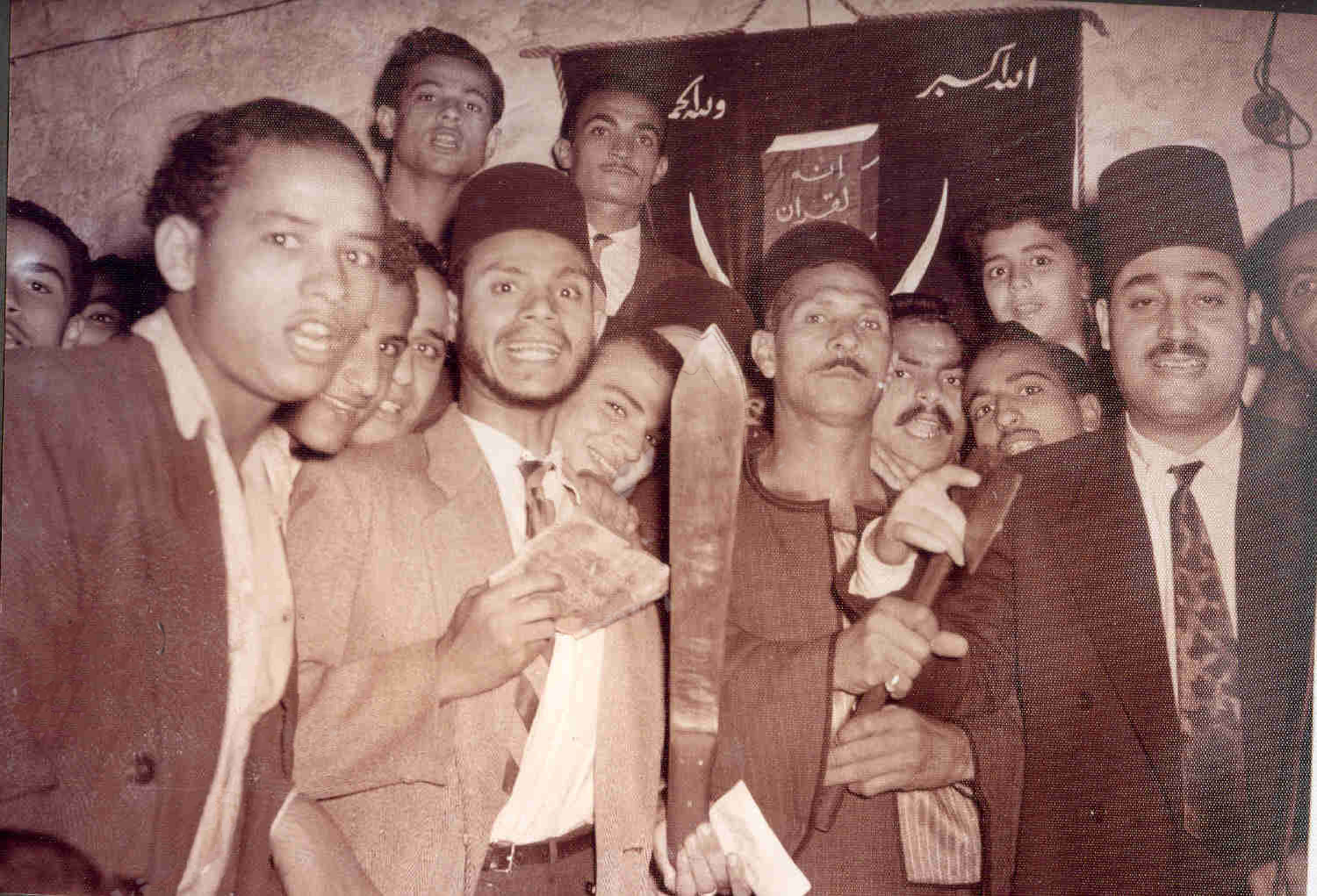
الإخوان الذين تطوعوا لحرب فلسطين عام 1948م.

يرفض الإخوان المسلمون الاعتراف بإسرائيل ولكن قضيتهم الأولي إقامة الدولة الإسلامية التي ستحرر فلسطين فيقول حسن البنا «إن الطريق طويل والمعركة الكبرى معركة الإسلام التي ربينا لها هذا الشباب لا تزال أمامه، أما إسرائيل فستقوم، وستظل قائمة إلى أن يبطلها الإسلام كما أبطل غيرها.»

البنا يخطب في جموع الإخوان.

وقال حسن البنا بأن الصراع مع اليهود في فلسطين ليس ديني بل سياسي:
ويقول محمد مهدي عاكف المرشد العام السابق للجماعة: «هذه المسألة ثابت من ثوابت الجماعة وليست محل جدل أو نقاش»، مشيراً إلى أن «إسرائيل في نظر الجماعة مجرد كيان صهيوني مغتصب لأراضينا العربية والإسلامية المقدسة، قام على (الجماجم) والدماء، وسنعمل على إزالته مهما طال الزمن».
و قد أكد المرشد الحالي الدكتور محمد بديع ما قاله المرشد السابق محمد مهدي عاكف. وقد شارك الإخوان منذ البداية في حرب فلسطين ضد إنشاء الدولة العبرية، مما كان له أكبر الأثر في اضطهاد الجماعة تاريخياً بسبب بلائهم الحسن في هذه المعارك، وكان له أكبر الأثر في تاريخ الجماعة أيضاً وأدبياتها حيث تبنت قضية فلسطين تماماً في الأناشيد والفكر واستراتيجية التوجه الفكري العام، ومن الجدير بالذكر أن حركة حماس تتبع فكر الجماعة في كل شيء تقريباً، وتعتبر فرع الجماعة في فلسطين، ومواقفها العامة من كل القضايا تنبع مباشرة من رؤية الإخوان المسلمين العامة لكافة القضايا.
بعد قيام ثورة 25 يناير في مصر، أعلن المرشد العام كما أعلن غيره من ممثلين لكافة القوى السياسية الإسلامية، أن اتفاقية كامب ديفيد لا تراجع عنها وإن كان من الممكن تعديل بعض البنود، وهو مماثل لقول وزير خارجية مصر ما بعد الثورة نبيل العربي، ويبدو هذا واضحاً كرسالة لإسرائيل وللقوى الدولية بأنهم لن يأتوا لدمار الدولة العبرية كما هو مشهور عن الإسلاميين عامة من شعارات، مما يدفع تلك القوى نحو رفض الاعتراف بالحركات الإسلامية وبالتالي دعم أنظمة الإستبداد.

### التقارب بين المذاهب الإسلامية

الشيخ حسن البنا.

دعا حسن البنا إلي اللامذهبية ووحدة المذاهب الإسلامية ونبذ الخلافات بينها تحت مبدأ مجلة المنار «نتعاون فيما اتفقنا عليه، ويعذر بعضنا بعضًا فيما اختلفنا فيه»، وقد ساهم حسن البنا في تأسيس "دار التقريب بين المذاهب الإسلامية" عام 1947م؛ بهدف التقريب بين الأشاعرة وأهل الحديث حول إثبات الصفات أو تأويلها، وكذلك التقارب مع الشيعة والإباضية وباقي الفرق الإسلامية. وقد ألتقي مع العديد من الإسلاميين الشيعة المؤيدون للتقريب ومنهم محمد تقي القمي وآية الله الكشاني ونواب صفوي مؤسس حركة فدائيو الإسلام الإيرانية. وقد تبنت مجلة المنار والشيخ رشيد رضا الدعوة للتقارب والوحدة بين السنة والشيعة.ويعد هذا أبرز الخلافات بين الإخوان والسلفية. وقد كان الملياردير الإخواني يوسف ندا قام بترتيب بعض اللقاءات مع آية الله الخميني في بداية الثورة الإيرانية عام 1979، حيث رتب يوسف ندا أول لقاء مع آية الله الخميني - قبل توجهه إلى إيران - في منفاه في قرية نوفو شاتيل الفرنسية، وبعد عودة الخميني إلى إيران تم تشكيل وفد من جماعة الإخوان المسلمين لتهنئته بنجاح الثورة الإيرانية.
ولكن تراجع الشيخ يوسف القرضاوي المرجع الروحي للإخوان المسلمين عن فكرة التقارب مع الشيعة خاصًا بعد المجازر التي قاموا بها في سوريا، فقال: «بعد هذا العمر الطويل لم أجد فائدة من التقريب بين السنة والشيعة سوى تضييع السنة وتكسيب الشيعة، السنة لا يكسبون شيئا وهم يكسبون من ورائنا» وأضاف«الشيعة يكفرون الصحابة جميعا ويكفرون سيدنا أبي بكر الصديق وسيدنا عمر بن الخطاب، وسيدنا عثمان بن عفان وسيدنا طلحة والزبير والسيدة عائشة والسيدة حفصة»

### منزلة غير المسلمين

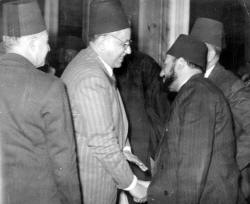
حسن البنا يصافح الوزير المسيحي مكرم عبيد.

يقول حسن البنا «"غير المسلمين"، فهؤلاء نسالمهم ما سالمونا، ونحب لهم الخير ما كفونا عداوتهم عنا، ونعتقد أن بيننا وبينهم رابطة هي رابطة الدعوة؛ علينا أن ندعوهم إلى ما نحن عليه؛ لأنه خير الإنسانية كلها، وأن نسلك إلى نجاح هذه الدعوة ما حدد لها الدين نفسه من سبل ووسائل، فمن اعتدى علينا منهم رددنا عدوانه بأفضل ما يرد به عدوان المعتدين، ويقول الله تعالى: ﴿لاَ يَنْهَاكُمُ اللهُ عَنِ الَّذِينَ لَمْ يُقَاتِلُوكُمْ فِي الدِّينِ وَلَمْ يُخْرِجُوكُم مِّن دِيَارِكُمْ أَن تَبَرُّوهُمْ وَتُقْسِطُوا إِلَيْهِمْ إِنَّ اللهَ يُحِبُّ الْمُقْسِطِينَ* إِنَّمَا يَنْهَاكُمُ اللهُ عَنِ الَّذِينَ قَاتَلُوكُمْ فِي الدِّينِ وَأَخْرَجُوكُم مِّن دِيَارِكُمْ وَظَاهَرُوا عَلَى إِخْرَاجِكُمْ أَن تَوَلَّوْهُمْ وَمَن يَتَوَلَّهُمْ فَأُولَئِكَ هُمُ الظَّالِمُونَ﴾ (الممتحنة: 8-9»
في عام 1997، أخبر المرشد العام مصطفى مشهور الصحفي خالد داود أنه يؤمن أن المسيحيين واليهود في مصر يجب أن يدفعوا الجزية التي تم التخلي عنها منذ فترة طويلة، والتي تُفرض على غير المسلمين مقابل الحماية وتقديم الخدمات من الدولة الإسلامية حيث أن غير المسلمين معفيون من الخدمة العسكرية وهي إلزامية للمسلمين. ومضى يقول: «لا مانع لدينا من وجود أعضاء مسيحيين في مجلس الشعب .. يجب أن يكون كبار المسؤولين، وخاصة في الجيش، مسلمين لأننا بلد مسلم .. هذا ضروري. لأنه عندما تهاجم دولة مسيحية دولة مسلمة ويكون للجيش عناصر مسيحية، فيمكنهم تسهيل هزيمتنا على يد العدو». وبحسب صحيفة الجارديان ، أثار الاقتراح "ضجة" بين 16 مليون مسيحي قبطي في مصر و "تراجعت الحركة لاحقًا".

## وسائل التربية عند الإخوان

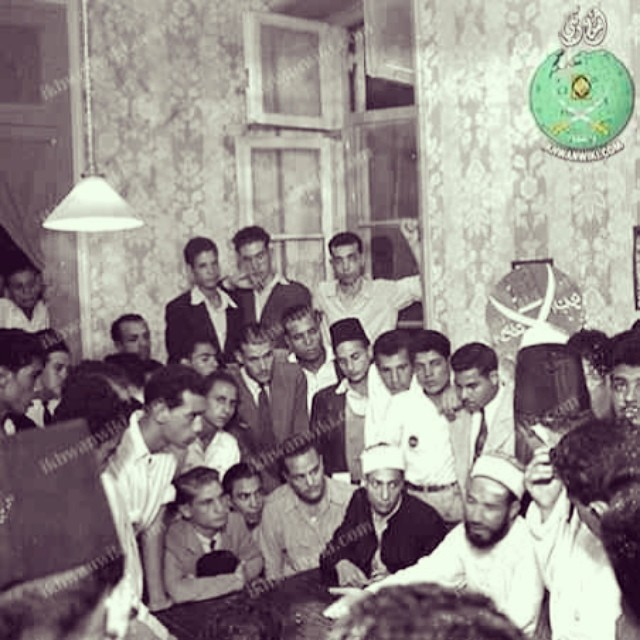
حسن البنا مع إحدي أسر الإخوان.

للإخوان عدة وسائل لها أبعاد تربوية وتنظيمية، ذكرها د. علي عبد الحليم محمود (عضو الهيئة التأسيسية) في كتابه الشهير «وسائل التربية عند الإخوان المسلمين» وهي:

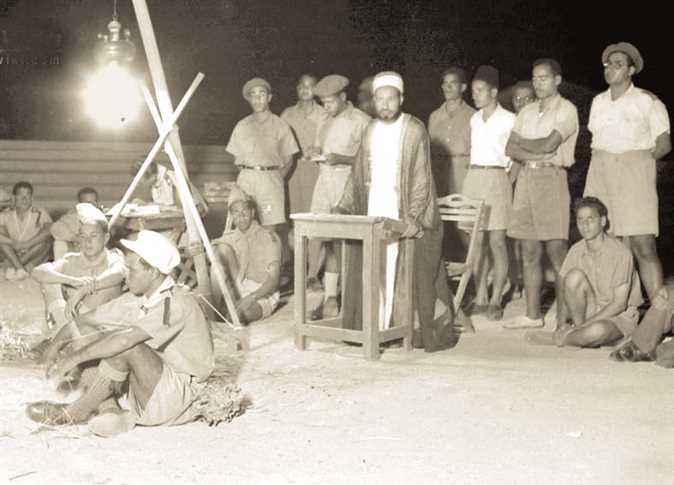
الشيخ حسن البنا وسط معسكرات الإخوان المسلمين.

1. الأسرة: وهي تعتبر أصغر وحدة تنظيمية في الجماعة والمسؤول عنها يسمي نقيب الأسرة، وفيها يدرس الأفراد مناهج تربوية وثقافية وسياسية مقررة من قبل الجماعة تهدف لتكوين شخصية الفرد المسلم وتصحيح ودراسة العقيدة وتوثيق الروابط بين أفرادها وزيادة التعارف والتفاهم والتكافل فيما بينهم ويكون لها لقاء إسبوعي.[113] حسن البنا وهو يتناول الطعام مع إخوانه في كتيبة إسلامية.

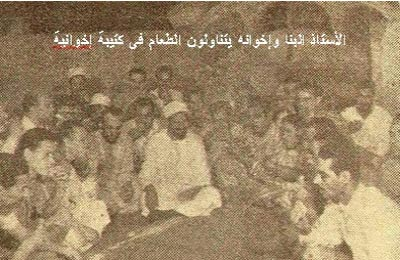
حسن البنا وهو يتناول الطعام مع إخوانه في كتيبة إسلامية.

2. الكتيبة : وهي تجمع أكبر من الأسرة، وتضم عدة أسر ويلتقي أفرادها مرة شهرياً ويبيتون هذه الليلة سوياً، وتهدف الكتيبة إلى تنمية الجانب الروحي لدى الأفراد وتقوية صلتهم بالله عن طريق التنفل وقيام الليل وعقد المزيد من الترابط لدى عدد أكبر من الإخوان وأيضاً تهدف إلى تعويد الإخوان على الطاعة والانضباط ومجاهدة النفس والإخشوشان والتزوّد بالعلم والمعرفة، وتعويد الإخوان على محاسبة أنفسهم بأنفسهم، ولذلك يوزع أمير الكتيبة كشفاً لمحاسبة النفس على كل عضو.[113]
3. الرحلة : هي وسيلة تربوية متممة للوسائل التربوية الأخرى وهي مثل الكتيبة تغلب عليها التربية الجماعية، وفيها يتاح للمشاركين حرية في الحركة والتريض والتدرّب والصبر على بذل الجهد وتحمل الجوع والعطش، بمقدار لا تسمح به ظروف لقاء الأسرة ولا ظروف لقاء الكتيبة. والأصل في الرحلة أن تكون لعدد من الأسر الإخوانية وقد تكون لمجموعة من المنضمين انضماماً عاماً أو أخوياً، والمكان الأفضل للرحلة يكون بعيداً عن صَخِب المدينة وخالياً وأن يرتحل إليه صحروياً كان أو ريفياُ، وقد تكون الرحلة للإخوان العاملين، أو لعائلات الإخوان، لزيادة التعارف والمودة مع مراعاة ألا يختلط الرجال بالنساء، أو رحلة لأبناء الإخوان، أو رحلة لبنات الإخوان، أو رحلة للدعاة من الإخوان.[113]
4. المعسكر أو المخيم : تعد المعسكرات في تاريخ الجماعة امتدادا وتطبيقا لنظام الجوالة. بدأ استخدام هذه الوسيلة مع بداية نشأة الجماعة، وتهدف إلي التجميع والتربية والتدريب وإكساب الإخوان مهارات قيادية وجدية وتعويد المشاركين في المعسكر على ممارسة الحياة العسكرية الخشنة والصبر والالتزام، دعماً لفكرة الجهاد في سبيل الله، وتكون مدة المعسكر، لغير الطلاب، من يومين إلى ثلاثة أيام، ويمتدّ وقت معسكر الطلاب أثناء عطلة المدارس والجامعات من إسبوع إلى الصيف كله.[113]
5. الدورة : وفيها يتجمع عدد غير قليل من الإخوان في مكان خاص لتلقي أنوعاً من المحاضرات والمدارسات والبحوث والتدريبات حول موضوع معين من المواضيع التي تتعلّق بالعمل الإسلامي، ومن خصائص الدورة الدراسة المكثفة حول موضوع بعينه علمي أو تدريبي، والأساتذة المستعان بهم في الدورات يكونون على أكبر قدر من الخبرة والتخصص في الموضوع المدروس، ويحدّد الموضوع بعد الحوار وتبادل وجهات النظر.[113]
6. الندوة : وفيها يجري استضافة عدد من الخبراء والمختصين للإسهام في دراسة موضوع أو مشكلة، ولا يشترط أن يكون المدعوون أو المحاضرون من الإخوان، وهي سيلة تربوية ثقافية فكرية، تزيد من الرصيد الثقافي عند السامع وتمكنه من الإلمام بأطراف مشكلة من المشكلات، والتعرف على أنسب الحلول لها.[113]
7. المؤتمر : ويضم حشداً كبيراً من المشاركين في الدراسة، غالباً ما يكون المساهمون قد أعدوا أنفسهم لبحث أو لدراسة جيدة في الموضوع المطروح في المؤتمر، ويضم حشداً كبيراً من الحاضرين، وتنمي المؤتمرات لدى الأفراد الجانب الثقافي والفكري، وفي المؤتمر العام للإخوان الأول والثاني والثالث اتُخِذ قرار إنشاء أول مكتب إرشاد وتحديد الهيكل التنظيمي للجماعة، وأهداف ووسائل الجماعة، وإتخاذ القرار بإنشاء «جريدة الإخوان المسلمون» وتكوين شركة لإنشاء مطبعة للإخوان.[113]

## تاريخ الجماعة

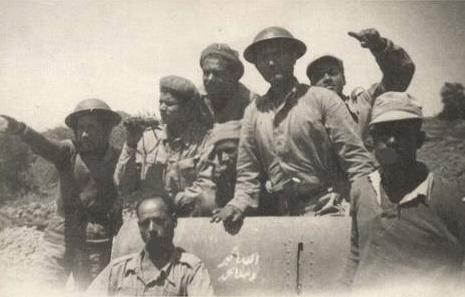
مُدرَّعة صهيونية استولى عليها الإخوان عام 1948م وكتبوا عليها شعار الجماعة: «الله أكبر ولله الحمد».

محمد محمود الصواف قائد كتائب الإخوان في العراق.

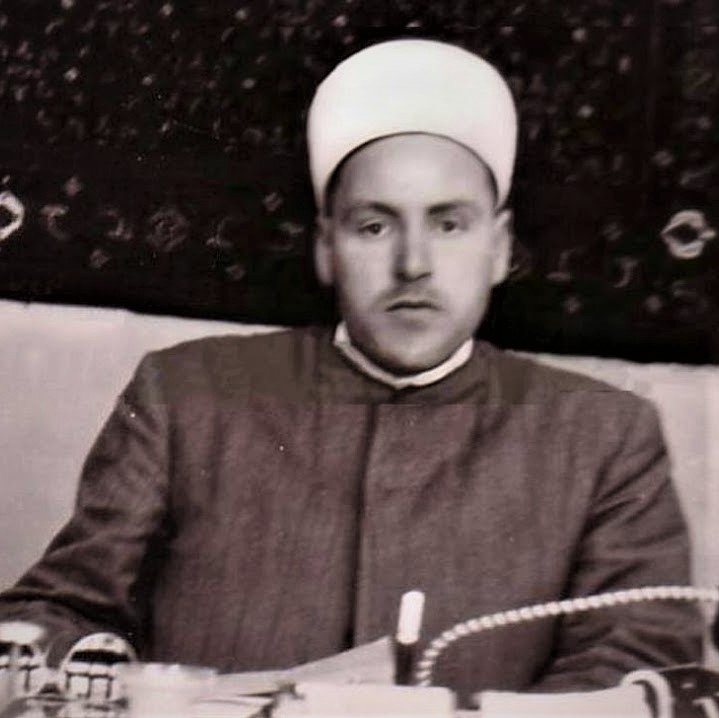
الشيخ مصطفى السباعي مؤسس الإخوان في سوريا وقائد كتائبهم في حرب 48

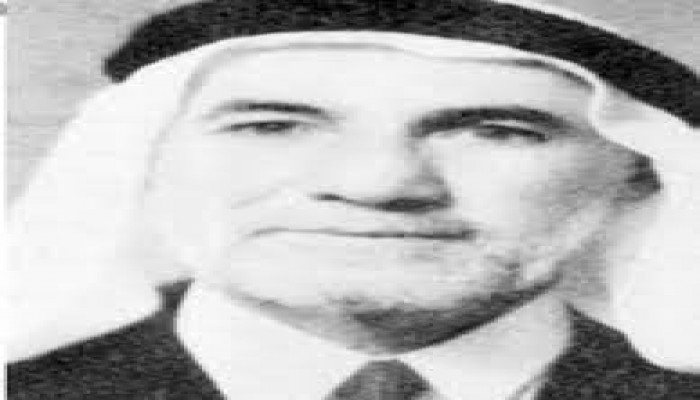
الشيخ عبداللطيف أبو قورة ومؤسس الإخوان في الأردن و قائد كتائب إخوان الأردن في حرب 48.

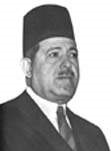
رئيس وزراء مصرالنقراشي باشا الذي تم إغتياله بعد حله للجماعة.

بدأ نشاط الإخوان المسلمين في مصر كحركة جامعة شاملة تُعنى بالإصلاح الاجتماعي والسياسي. أسسها حسن البنا مع صديق طفولته أحمد السكري عام 1928م في مدينة الإسماعيلية وما لبثت أن انتقلت إلى القاهرة. وفى 13 يونيه 1929م أفتتح الإخوان أول مسجد ومقر لهم في حفل ضخم في شهر رمضان في مدينة الإسماعيلية وقاموا ببناء أول مدرسة لهم فوق المسجد الذي افتتحوه، وفى 24 سبتمبر 1930م صدر أول قانون للإخوان المسلمين بعد اجتماع الجمعية العمومية في انعقادها، وفي 8 ديسمبر 1931م بعث حسن البنا إلى المؤتمر الإسلامي الأول الذي عقده السيد أمين الحسينى مفتي فلسطين ببيت المقدس، في يناير 1932م صدرت أول لائحة داخلية عامة للإخوان المسلمين، في إبريل عام 1933م شهد تكوين أول فرقة للأخوات المسلمات داخل جماعة الأخوان المسلمين من اجل دعوة المسلمات للإلتزام بتعاليم الإسلام والدعوة للفضيلة ومحاربة الخرافات والعادات السيئة الشائعة بين النساء، وفى شهر يونيه 1933م انعقد أول اجتماع لمجلس شورى عام الجماعة، وفي نفس الشهر صدر العدد الأول من المجلة الأسبوعية «جريدة الإخوان المسلمين»، وفي أغسطس التقى حسن البنا 6 من الطلاب الجامعيين ليبايعوه على العمل للإسلام وتكونت الحركة الطلابية للإخوان، وفى يناير 1934م انعقد أول مجلس الشورى العام الثاني للإخوان في مدينة بور سعيد، وفى مارس 1934م اكتتب الإخوان لإنشاء أول مطبعة لهم، وفى مايو 1934م كتب حسن البنا أول رسالة له بعنوان «إلى أي شيء ندعو الناس»، وفى يونيه 1934م جرى إنشاء مسرح الإخوان الذي تولى أمره عبد الرحمن البنا شقيق حسن البنا، وفى أغسطس 1934م نشر حسن البنا مقال من 10 مقالات تمثل رسالة «هل نحن قوم عمليون؟» في مجلة الإخوان المسلمين، في مارس عام 1935 عقد الإخوان مجلس الشورى العام الثالث بالقاهرة، وفى مارس 1936م الإخوان أقروا لائحة الحج في مؤتمر مجلس الشورى، في مايو من عام 1937م أصدر مكتب الإرشاد القانون المعدل للإخوان المسلمين ولائحته ولائحة الأخوات، وفى يونيه 1937م أعلن الإخوان عن الشعب والمناطق في العالم الخارجى معلنين عن وجود 18 شعبة في 11 دولة، وفى يوليو 1937م شارك الإخوان في حفل تتويج الملك فاروق، وفى سبتمبر 1937م نظموا أول كتيبة إخوانية كان أغلبها من الطلاب، وفى أكتوبر نُظمت مظاهرة حاشدة من طلاب الإخوان لإعلان سخطها على موقف بريطانيا المشين من قضية فلسطين واسموها «يوم فلسطين العظيم». في فبراير عام 1938م أقام قسم الطلاب بالجماعة مؤتمراً عاماً انعقد في المركز العام لجمعيات الشبان المسلمين بالقاهرة، وفى مايو صدر العدد الأول من مجلة «النذير» أصدرها الإخوان بعد توقف مجلة «الإخوان المسلمين»، وفى يوليو نظم الإخوان أول معسكر تربوي في منطقة الدخيلة، في فبراير 1939م عقد الإخوان مؤتمرهم الدوري الخامس لمرور 10 سنوات على تاسيس الدعوة، وفي إبريل 1939م ألقى حسن البنا رسالته «الإخوان المسلمين تحت راية القرآن»، وفى يوليو 1939م تولى حسن البنا رئاسة تحرير مجلة المنار، وفي عام 1940م أُسست جماعة «شباب محمد» التي أنشقت عن الإخوان بعد خلافها معهم في بعض القضايا، زاد التفاعل الاجتماعي والسياسي للإخوان المسلمين وأصبحوا في عداد التيارات المؤثرة سياسياً واجتماعياً. وفي عام 1942 وخلال الحرب العالمية الثانية عمل الإخوان على نشر فكرهم في كل من شرق الأردن وفلسطين، كما قام الفرع السوري بالانتقال إلى العاصمة دمشق في عام 1944م. في فبراير عام 1943م أصدرت حكومة النحاس باشا قراراً بإغلاق جميع شعب الإخوان باستثناء المركز العام، وفي عام 1946م اصدر الإخوان بياناً اعترضت فيه على المذكرة التي قدمتها الحكومة للإنجليز، وقد نظم طلاب الإخوان مظاهرات ضخمة شارك فيها كل فئات الشعب في كوبري عباس الثاني تطالب بإجلاء الإنجليز عن مصر قُتل فيها 28 طالباً وأصيب 160 آخرين. كانت الجماعة من داعمي الحزب السعدي الذي قاده أحمد ماهر والنقراشي باشا ضد حزب الوفد الذي كان يعتبر حزب الغالبية وقتها لكن توترت العلاقة بينهم لأحقًا بسبب قضية السيارة الجيب.

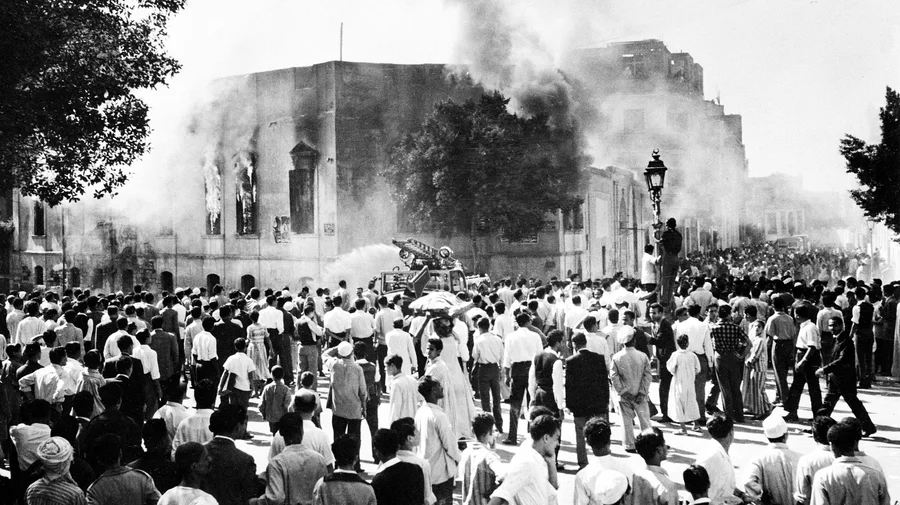
حشود متجمعة حول مقر الإخوان المسلمين في الحلمية بالقاهرة يوم 27 أكتوبر 1954. تم إحراق المبنى بعد محاولة اغتيال الرئيس جمال عبد الناصر.

وبعد الحرب العالمية الثانية، قام الإخوان المسلمون بالمشاركة في حرب 1948م لتحرير فلسطين بكتائب انطلقت من كل من مصر بقيادة البطل أحمد عبد العزيز والصاغ محمود لبيب والشيخ محمد فرغلي وسعيد رمضان ومن سوريا بقيادة مصطفي السباعي ومن الأردن بقيادة عبد اللطيف أبو قورة وكامل الشريف ومن العراق بقيادة محمد محمود الصواف وفلسطين. وحلت الجماعة وأعتقل أعضائها وأُممت أموالها وممتلكاتها خلال حرب فلسطين عام 1948م من قبل محمود فهمي النقراشي رئيس الوزراء المصري آنذاك، بتهمة «التحريض والعمل ضد أمن الدولة» بسبب «قضية السيارة الجيب» التي كانت تحمل أسلحة ومتفجرات حيث أنكشف وجود جناح عسكري سري للجماعة تحت أسم النظام الخاص. ولاحقاً اغتيل محمود فهمي النقراشي، وقد أدان الإخوان قتل النقراشي وتبرؤوا من القتلة بعدما قال البنا مقولته الشهيرة على القتلة «ليسوا إخوانا، وليسوا مسلمين». قام بهذا العمل طالباً بكلية الطب البيطري بجامعة فؤاد الأول بالقاهرة، يُدعي «عبد المجيد حسن» عضو من النظام الخاص الذي كان يرأسه عبدالرحمن السندي، قُبض على عبد المجيد في الحال، وأودع في السجن وتم إعدامه شنقا، وقد نفذ العملية وهو يرتدي زي ضابط شرطة، لهذا لم يُشَك فيه حين دخل وزارة الداخلية، وتربصّ بالنقراشي، لإطلاق النار عليه. وبعد اغتيال النقراشي بعدة أشهر، جرى اغتيال مؤسس الجماعة حسن البنا مساء السبت 12 فبراير 1949م. وعادت الجماعة إلى مزاولة نشاطها عام 1951م نتيجة صدور قرار من مجلس الدولة بعدم مشروعية قرار حل الجماعة ومصادرة ممتلكاتها. أيدت الجماعة ثورة يوليو 1952م وقد أقدر مجلس قيادة الثورة جميع الاحزاب باستثناء الاخوان باعتبارها جماعة دينية واجتماعية، وقد حلت الجماعة وتم اعتقال قادتها وأعضائها ومن بينهم المرشد حسن الهضيبي ومصادرة أموالها وممتلكاتها مرة ثانية في 29 أكتوبر 1954م بعد إتهامها بالتورط في محاولة إغتيال جمال عبدالناصر في حادثة المنشية بالإسكندرية في 26 أكتوبر 1954، رغم نفي الجماعة صلتها بالحادث. بعد تولي السادات الحكم أواخر 1970م تم إغلاق السجون والمعتقلات التي انشأت في عهد جمال عبد الناصر واجراء مصالحة للقوي سياسية حيث أراد إستخدام الجماعات الإسلاموية لمواجهة الفكر الشيوعي الذي توغل في حكم عبدالناصر. توترت العلاقات بين السادات والإسلاميين بعد معاهدة كامب ديفيد 1978م ثم بعد إجراءات التحفظ في سبتمبر 1981 وإعتقال العديد من رموز الجماعات الإسلامية مما أدي لإغتياله في العرض العسكري علي يد الجماعة الإسلامية وتنظيم الجهاد في 6 أكتوبر 1981م. وظلت الجماعة محظورة خلال عهد الرئيس محمد حسني مبارك وبعد 11 سبتمبر بدأ السماح بحرية سياسية بعد ضغط الولايات المتحدة علي نظام مبارك لفتح المجال السياسي، مما سمح للجماعة بإستغلال الفرصة وبترشيح نواب لها تحت اسم مستقلين أو نواب "الجماعة المحظورة" وقد رأي مبارك ذلك مفيدًا كي يستخدم الجماعة كفزاعة للولايات المتحدة والغرب لكي لا يطالبونه بإقامة إنتخابات ديمقراطية لأن البديل له في حال رحيله سيكون الإسلاميين. وخلال ثورة 25 يناير لعبت الجماعة دورًا رئيسيًا فيها بإعتبارها القوة الأكثر تنظيمًا وإنضباطًا بسبب عملها السري، وقوتها المستمدة من دعوتها للقيم الدينية التقليدية وأعمالها الخيرية. أفرج المجلس العسكري المصري عن خيرت الشاطر نائب مرشد الجماعة بعفو صحي بعد أن كان سجينًا ويُحاكم عسكريًا في «قضية مليشيات الأزهر»، وفي 2011م أسست الجماعة حزبًا سياسيًا مدنيًا يُدعي حزب الحرية والعدالة وفاز الحزب بأغلبية مقاعد البرلمان المصري وفاز مرشحها محمد مرسي بإنتخابات الرئاسية المصرية 2012م بنسبة 51% فقط من الأصوات، تراجع تأييد مرسي تدريجيًا بعد حدوث عدة أزمات أقتصادية بعد تولية الرئاسة كإنقطاع الكهرباء وعدم توفر البنزين وإنتشار القمامة والإنفلات الأمني وظلت البلاد في حالة إضطرابات مستمرة ومظاهرات معارضه له منذ توليه الرئاسة، وفي 30 يونيو 2013 حدثت مظاهرات حاشدة في ميدان التحرير وباقي المحافظات المصرية إحتجاجًا علي فشله في إدارة البلاد مطالبين إياه بالرحيل وإجراء إنتخابات رئاسية مبكرة. أعلن مرسي عن إصلاحات وتغييرات في الحكومة وأعلن عن تمسكه بالشرعية ورفضه للرحيل. وفي 3 يوليو أطاح به الجيش إستجابه للمتظاهرين، وفي 23 سبتمبر 2013م تم حظر الجماعة مجددًا في مصر وتأميم أموالها وممتلكاتها. وفي 25 ديسمبر 2013 تم تصنيفها كمنظمة إرهابية بعد تفجير مديرية أمن الدقهلية رغم نفي الجماعة صلته به. وتم تصنيفها منظمة إرهابية كذلك في السعودية والإمارات والبحرين بحلول عام 2014م تضامنًا مع مصر، وحظرتها الأردن في 23 أبريل 2025.

## الإخوان المسلمون والنشاط السياسي

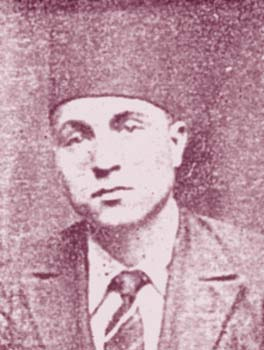
عبد الحكيم عابدين السكرتير العام للجماعة.

تشمل الجماعة كونها هيئة سياسية نتيجة لفهمهم العام للإسلام  وتري أن مشاركتها السياسية تأتي من منطلق الاهتمام بشؤون الامة والإصلاح في الحكم وتطبيق تعاليم الإسلام وأحكامه فيقول حسن البنا «إن المسلم لن يتم إسلامه إلا إذا كان سياسيا بعيد النظر في شؤون أمته، مهتما بها، فالمسلم مطالب بحكم إسلامه أن يعني بكل شؤون أمته إننا سياسيون، بمعنى أننا نهتم بشئون أمتنا». وليسوا حزبا سياسيا بحد ذاته فيقول حسن البنا «إننا لسنا حزباً سياسياً، وإن كانت السياسة على قواعد الإسلام من صميم فكرتنا».

### الدخول في السياسة (1936-1939)

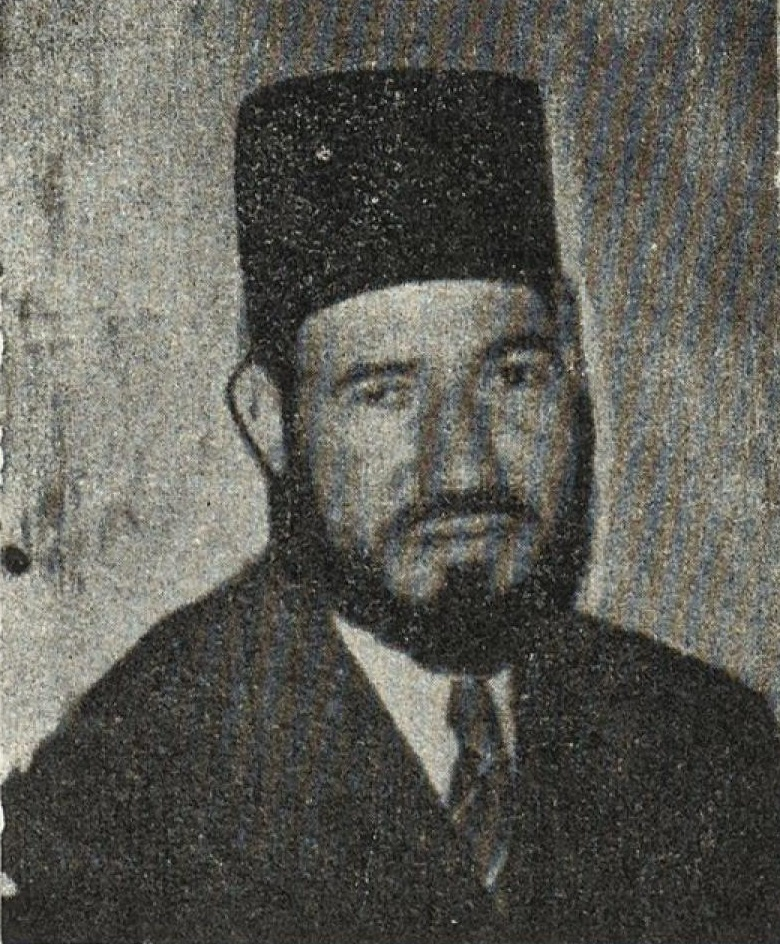
الأستاذ حسن البنا.

ومع تنامي نفوذ الجماعة، عارضت الحكم البريطاني في مصر بدءًا من عام 1936، كان الشاغل الرئيسي للإخوان المسلمين الأوائل هو نشاطهم المؤيد للعرب في الصراع العربي الصهيوني في فلسطين، والذي بلغ ذروته في 1936-1939 في ثورة فلسطين الكبرى. رغم غيابهم قبل اندلاع الثورة، بدأ الإخوان الآن في استخدام الخطاب العدواني المعادي للصهيونية الذي استهدف أيضًا الجالية الصهيونية في مصر. الجريدة الأسبوعية الرسمية للإخوان المسلمين "النذير"، نشرت سلسلة من المقالات بعنوان "خطر اليهود"، محذرة من مؤامرات يهودية ضد الإسلام مثل الماسونية أو الماركسية. في عام 1938، صحيفة النذير طالبت يهود مصر إما بتبني موقف مناهض للصهيونية علانية أو مواجهة "العداء". كما انتقدت الدور البارز لليهود في المجتمع المصري وبروزهم في الصحافة والتجارية وصناعة الترفيه. بل إن الناظر دعا إلى مقاطعتهم وطردهم "لأنهم أفسدوا مصر وسكانها".] وفي حالة أخرى ، تمت الإشارة إلى اليهود باسم "سرطان المجتمع". أصدرت جماعة الإخوان في النهاية مقاطعة للأعمال التجارية اليهودية، بحجة أن أصحابها يدعمون الصهاينة. كان هذا الخلط بين اليهود والصهاينة أمرًا شائعًا.
في السنوات التي سبقت الحرب العالمية الثانية، طوَّر الإخوان المسلمون صلاتهم بألمانيا النازية، وتم الحفاظ عليها عبر وكالة الانباء الالمانية في القاهرة وقائد الثورة الفلسطينية أمين الحسيني. كونها مهتمة بتقوية منظمة متشددة مناهضة لبريطانيا، ربما تكون ألمانيا النازية قد مولت جماعة الإخوان المسلمين في وقت مبكر من عام 1934. وادعى مصدر بريطاني لاحق أنه في عام 1936 وحده، قامت ألمانيا بتحويل أكثر من 5.000 جنيه إسترليني. أعرب البنا وأعضاء آخرون في جماعة الإخوان المسلمين عن إعجابهم بجوانب الأيديولوجية النازية، بما في ذلك نزعتها العسكرية ومركزيتها التي تدور حول زعيم كاريزمي، لكنها عارضت الآخرين مثل سياساتها العرقية والقومية العرقية. أدى اندلاع الحرب إلى إنهاء العلاقة بين ألمانيا والإخوان المسلمين. نفى البنا أنه تلقى تمويلًا ألمانيًا. التمويل الإيطالي للإخوان غير مرجح ، حيث عارض الأخير بشدة الاحتلال الإيطالي لليبيا .

### السعي للحكم والموقف من الحكومات

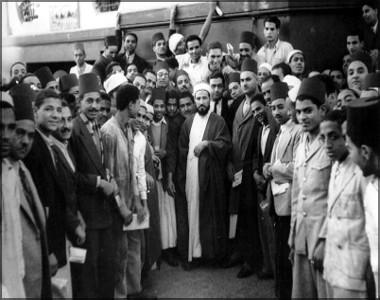
إستقبال حسن البنا في أحد القري.

دعي حسن البنا إلي السعي للحكم من أجل الإصلاح ولكن بعد أن تنتشر وتسود مبادئ الإخوان في المجتمع فيقول: «إن قعود المصلحين الإسلاميين عن المطالبة بالحكم جريمة إسلامية لا يكفرها إلا النهوض واستخلاص قوة التنفيذ من أيدي الذين لا يدينون بأحكام الإسلام الحنيف . هذا كلام واضح لم نأت به من عند أنفسنا , و لكننا نقرر به أحكام الإسلام الحنيف وعلى هذا فالإخوان المسلمون لا يطلبون الحكم لأنفسهم فإن وجدوا من الأمة من يستعد لحمل العبء وأداء هذه الأمانة والحكم بمنهاج إسلامي قرآني فهم جنوده وأنصاره وأعوانه وإن لم يجدوا فالحكم من منهاجهم وسيعملون لاستخلاصه من أيدي كل حكومة لا تنفذ أوامر الله . وعلى هذا فالإخوان المسلمون أعقل و أحزم من أن يتقدموا لمهمة الحكم و نفوس الأمة على هذا الحال , فلابد من فترة تنتشر فيها مبادئ الإخوان و تسود , و يتعلم فيها الشعب كيف يؤثر المصلحة العامة على المصلحة الخاصة . و كلمة لابد أن نقولها في هذا الموقف : هي أن الإخوان المسلمين لم يروا في حكومة من الحكومات التي عاصروها ـ و لا الحكومة القائمة و لا الحكومة السابقة , و لا غيرهما من الحكومات الحزبية ـ ن ينهض بهذا العبء أو من يبدي الاستعداد الصحيح لمناصرة الفكرة الإسلامية , فلتعلم الأمة ذلك , و لتطالب حكامها بحقوقها الإسلامية , و ليعمل الإخوان المسلمون .»
ويقول البنا أيضا «نحن حرب على كل زعيم، أو رئيس حزب، أو هيئة لا تعمل على نصرة الإسلام»
وحذر الإخوان من السعي للوصول للسلطة قبل أن يكون المجتمع مؤمن بأفكارهم ومستعد للتضحية من أجله فقال: «إنّ دعوتكم لا زالت مجهولةً عند كثير من الناس، ويوم يعرفونها ويُدركون مراميها وأهدافها ستلقون منهم خصومة شديدة وعداوة قاسية. وستجدون أمامكم الكثير من المشقات وسيعترضكم كثير من العقبات، وفي هذا الوقت وحده تكونون قد بدأتم تسلكون سبيل أصحاب الدعوات، أما الآن فلا زلتم مجهولين ولا زلتم تمهدون للدعوة وتستعدون لما تتطلبه من كفاح وجهاد
سيقف جهل الشعب بحقيقة الإسلام عقبة في طريقكم، وستجدون من أهل التدين من العلماء الرسميين من يستغرب فهمكم للإسلام، وينكر عليكم جهادكم في سبيله، وسيحقد عليكم الرؤساء والزعماء وذوو الجاه والسلطان، وستقف في وجوهكم كل الحكومات على السواء، وستحاول كل حكومة أن تحد من نشاطكم، وأن تضع العراقيل في طريقكم، وسيستعينون في ذلك بالحكومات الضعيفة، والأخلاق الضعيفة، والأيدي الممتدة إليهم بالسؤال، وإليكم بالإساءة والعدوان، وسيثير الجمع حول دعوتكم غبار الشبهات، وظلم الاتهامات، وسيحاولون أن يلصقوا بها كل نقيصة، وأن يظهروها للناس في أبشع صورة، معتمدين على قوتهم وسلطانهم، معتدين بأموالهم ونفوذهم وستدخلون بذلك ولا شك في دور التجربة والامتحان (أَحَسِبَ النَّاسُ أَنْ يُتْرَكُوا أَنْ يَقُولُوا آمَنَّا وَهُمْ لا يُفْتَنُونَ؟)، ولكن الله وعدكم من بعد ذلك كله نصرة المجاهدين، ومثوبة العاملين المحسنين.»

## الإخوان المسلمون والعمل الدعوي

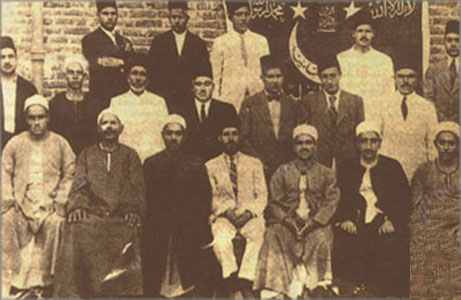
الهيئة التأسيسية لجماعة الإخوان المسلمين مكونة من دعاة من الأزهر ودار العلوم.

تشمل فكرة الإخوان كونهم جماعة دعوية تربوية كما أسس حسن البنا قسم نشر الدعوة بجميع الأقطار الإسلامية، ووضع له لائحة لأهدافه ووسائله عام 1945م:
- ينشأ بالمركز العام لجماعات الإخوان المسلمين قسم يسمى (قسم نشر الدعوة)
- الغرض من إنشاء هذا القسم هو الدعاية لفكر الإخوان المسلمين بكافة الوسائل التي لا تتنافى مع روح الدعوة الإسلامية.
- الوسائل هي: الصحافة بوجه عام وصحافة الإخوان على الأخص، والرسائل (في فقه الدعوة، وفي التاريخ الإسلامى، وفي الدفاع عن الفكرة الإسلامية) والخطابة، وتنظيم احتفالات في المناسبات الإسلامية الماضية والحاضرة، والتمثيل والسينما والراديو في الحدود الشرعية، والزيارات والرحلات الداخلية وكل وسيلة تنشر بها الدعوة وتتفق مع تعاليم الإسلام الحنيف.
- يطبع مكتب الإرشاد على نفقته ما يراه صالحاً من الرسائل والمسرحيات والسينمائيات بعد الإتفاق مالياً مع مقدميها ويتولى المكتب نشرها وبيعها أو إخراجها على المسرح أو السينما، ويجب أن يقر رئيس تحرير مجلة الإخوان المسلمين الموضوعات التي تنشر في الصحف، ويجب أن تراجع رئيس قسم نشر الدعوة المحاضرات التي تذاع بالراديو أما ما يلقى من الخطب في الأحفال فيجب عرضه على اللجنة التي تتولى التنظيم.
- يجوز للقسم أن يؤلف لجاناً تهتم كل لجنة منها بناحية من نواحى الدعاية، ومرد كل لجنة في جميع أعمالها إلى القسم باعتباره المسئول عن كل هذه الأعمال.
- يقدم القسم تقريراً مفصلاً عن عمله كل شهر إلى مكتب الإرشاد العام.
- لقسم نشر الدعوة أن يطلب الى أقسام العمل بالدار موافاته بتقارير وافية على أعمالها التى تود النشر عنها ليقوم هو بهذا النشر وليتخذ من هذه الأعمال وسيلة الى الدعاية للفكرة كما أن له أن يتقدم لغيره من الأقسام بالمقترحات التى يرى في تحقيقها نفعاً للناس ومساعدة على تحقيق مهمته.

## الإخوان المسلمون والنشاط الرياضي

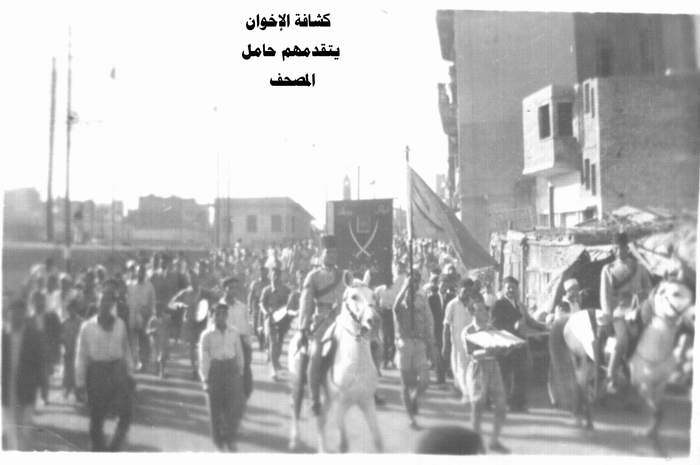
كشافة الإخوان يتقدمهم حامل المصحف.

الإخوان المسلمون جماعة رياضية، ويُعد النشاط الرياضي أحد العناصر الأساسية لنشاط شُعب الإخوان في كافةِ أنحاء البلاد، وكان بكل شعبةٍ نادٍ رياضي يمارس فيه شباب ورجال الإخوان مختلف الألعاب الرياضية، وتكونت بمعظم شعب الإخوان فرقٌ رياضيةٌ تمارس اللعبات الجماعية والفردية بصورة منظمة، وتشارك في مسابقاتها الرسمية في مختلف الدرجات. ومن أجل تنظيم وتطوير النشاط الرياضي في محيط الإخوان المسلمين أُنشئت عام 1944م إدارة للفرق الرياضية يشرف عليها الأخ: عبد الغني عابدين يعاونه مجموعة من الإخوان. وتعاونت شعب الإخوان مع الهيئاتِ الرياضية الرسمية في نشر النشاط الرياضي؛ فقرر مراقب منطقة وسط الدلتا للمعارف أن يكون نادي الإخوان بطنطا مقرًّا لنشاط المدرب العام للمنطقة، واعتمد اتحاد الملاكمة العام أن يكون نادي الإخوان بطنطا مقرًّا لمنطقة الغربية للملاكمة.

### كشافة وجوالة الإخوان

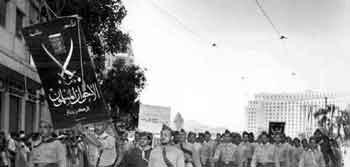
جوالة الإخوان يرفعون راية الجماعة عام 1940م.

أنشأ حسن البنا الكشافة والجوالة الإخوانية بأسم فرقة الرحلات لمزاولة النشاط الرياضي متأثرا بفكرة الجهاد الإسلامي. وكان هذا مع تأسيس أول شعبة للإخوان عام 1928 في الإسماعيلية ثم أسس فرقا أخرى في القاهرة وكل فروع الإخوان وكانت هذه الفرق نواة الجوالة.
وفي عام 1935 أقر المؤتمر الثالث للإخوان لائحة الرحلات وعمل على تعميم فرقها في كل فروعها، وسجلوا أول فرق للكشافة الإخوانية في الكشافة الأهلية المصرية عام 1940، وكانت تتكون من 35 فردا، وفي عام 1941 عملوا على تعميم الحركة الكشفية في كل مصر على أن يكون هناك مجلس أعلى للجوالة من 7 أعضاء. وافتتحت الجماعة مدرسة لمدربي الجوالة تخرج منها خمسة وثلاثين مدربا بعد شهرين لتدريب جوالة الإخوان، وعملوا على تكوين المجموعات بوضع 10 في كل شعبة في القاهرة والإسكندرية، أزداد عدد جوالة الإخوان فبلغوا 15 ألف جوال عام 1942، و45 ألفا عام 1945 و60 ألفا عام 1946 و75 ألفا عام 1947 و1948.

## الإخوان المسلمون والعمل الخيري والإجتماعي

شعار الإخوان المسلمون.

أكد حسن البنا أن الإخوان كذلك جمعية خيرية إصلاحية، وأن عمل الخير والإصلاح من أعظم مقاصدهم، تنقسم هذه الخدمات إلى أربعة أقسام:
1. خدمات مسكنة: كإعطاء مساعدات للمحتاجين وعادة تكون عينية إلا إذا اقتضت الضرورة أن تكون مساعدات مالية وجمع زكاة الفطر، ولحوم الأضاحي وجلودها، لتوزيعها على المستحقين.
2. خدمات شافية: كمساعدة العاطل للحصول على عمل، وذلك بالاتصال بمصلحة العمل، وإقراض رءوس أموال صغيرة بدون فائدة، وكذلك علاج المرض بالمجان أو نظير أجر أسمى.
3. خدمات واقية: مثل بث الدعوة الصحية بين الأسر التي يرعاها المكتب.
4. خدمات إنشائية: للارتقاء بمستوى الحياة العادي من حيث إنشاء ناد للعمال، وصغار أصحاب الأعمال الحرة، وكانت المساعدات المادية تقدم للفئات الآتي

- الأسر التي أخنى عليها الدهر.
- الأسر التي فقدت عائلها الوحيد وليس لها أي مورد.
- الأسر الفقيرة التي اشتهرت بحسن السير والسلوك

## الإخوان المسلمون والنشاط الاقتصادي
أكد الإخوان أنهم كذلك شركة أقتصادية فأهتم الإخوان بتكوين نشاط اقتصادي يساهم في الإنفاق علي أنشطتهم المختلفة فأنشئوا مجموعة من الشركات كانت أسهمها جميعًا موزعة على مجموعة كبيرة جدا من المساهمين، ولعلَّ أوضح مثال لذلك هو شركة الإخوان المسلمين للغزل والنسيج، فرأس المال الفعلي لها كان 6500 جنيه، وكان عدد المساهمين 550 مساهمًا، ومعظمهم من العمال، ومن هذه الشركات: شركة المعاملات الإسلامية وقد تكوَّنت سنة 1939م برأسمال أساسيٍّ قدره 4000 جنيه، زيد إلى عشرين ألف جنيه مصري سنة 1945م، وقامت الشركة بإنشاء خطوط نقل، وأقامت مصنعًا كبيرًا للنحاس، ينتج (وابور غاز) كاملاً، وقطع غياره المختلفة راجت في الأسواق المحلية والخارجية.

## الإخوان المسلمون والمسرح الإسلامي
الإخوان كذلك رابطة علمية ثقافية فسعوا نحو تأسيس فرقةٍ مسرحية خاصة للإخوان المسلمين، وجائت الفكرة وبدأ عبد الرحمن البنا التأليفَ المسرحيَ "حين قرأ في مجلة الصباح الأسبوعية أن فرقةً أوروبيةً عرضت على مسرح الأوبرا المصرية، تناولت ذكر الرسول بما ينقص من قدرِه، فحاول كتابة مسرحية ردًّا على هذه الفرية، فكتب أولى مسرحياته (جميل بثينة)، وبدأت الفرقة بدايةً متواضعةً وبذل أفرادها جهدًا كبيرًا، ويقول عن ذلك: "لقد رحلنا بفريقنا عدة رحلات في عواصم الجمهورية، وكنا أحيانًا نبيت بالمساجد" ثم تطورت الفرقة، وعُرضت مسرحياتُها التي بلغت ثماني مسرحيات على أكبر المسارح المصرية كـ"دار الأوبرا" و "مسرح الأزبكية"، ونقلتها الإذاعة على الهواء مباشرةً، ومن أمثلة العروض التي قدمها الفريق:مسرحية عامان في شعب: عن اضطهاد المسلمين الأوائل في شعب مكة.
- مسرحية غزوة بدر: وقد مثلت على مسرح حديقة الأزبكية يوم 16 أغسطس سنة 1946، وكان يمثل فيها عبد المنعم مدبولي، ويقوم بدور كوميدي هو دور «ضمضم الغفاري».
- مسرحية الهجرة: ويقول البنا عنها في ذكرياته «وأذكر أن مسرحية (الهجرة) التي عُرضت على مسرح الأزبكية يوم الأربعاء 26 نوفمبر 1947 وأذاعتها محطة الإذاعة المصرية قد توافد علينا كثيرٌ من رجال السينما للتفاوض في إخراجها سينمائيًّا».
- مسرحية صلاح الدين الأيوبي: وكان إهداء المسرحية «إلى شهداء فلسطين الأبرار، وأبطال الجهاد المقدس لإنقاذ الوطن الإسلامي وتحرير الأرض.. إليكم هذه المسرحية التي أُعدت لتعمل عملها مع قصف المدافع وأزيز الطائرات؛ لإدراك الغاية ورفع الراية الإسلامية وإصابة الأهداف».
- مسرحية بنت الإخشيد: التي أُلِّفت عام 1939م، ودعا فيها إلى التقريب بين طوائف المسلمين، وحذَّر من استغلال الخلافات المذهبية في إضعاف شوكة الأمة وتفريق كلمتها"، وعنها يقول البنا: "وفي رحلة من رحلات الأستاذ سعد أردش إلى الجزائر تفضَّل باصطحاب بعض مسرحياتي معه، وأخرَج منها للجزائر مسرحية (بنت الإخشيد) في 15 حلقةً مذاعةً واستُقبلت بحماس شديد وأحدثت أثرًا مدويًا".
- المسرحية النثرية (أبطال المنصورية).
- مسرحية المعز لدين الله الفاطمى: وهي مسرحية تاريخية من فصل واحد تُصوِّر دخول المعز لمصر بعد أن فتحها جوهر الصقلي (مُثِّلت على مسرح حديقة الأزبكية يوم الخميس 6 نوفمبر 1952).[150][151][152]

## الإخوان المسلمون والحركة الطلابية

مظاهرات أقامها طلاب الإخوان أمام قصر عابدين ضد قرار الأمم المتحدة بتقسيم فلسطين عام 1947

الإخوان كذلك فكرة إجتماعية فتهتم الجماعة بإنتشار دعوتها في الجامعات والمدارس إيمانا بالدور الأكبر للشباب والفتيات في الإصلاح، فيقول حسن البنا «الشباب قديمًا وحديثًا في كل أمة عماد نهضتها، وفي كل نهضة سر قوتها، وفي كل فكرة حامل رايتها». بدأت أول نواة طلاب الإخوان عام 1933م عندما تأسست رابطة أطلقوا عليها «شباب الإسلام» وقدموا البيعة للإخوان على العمل للإسلام، وتعتبر أقدم هيئة قامت بالدعوة إلى الله في الجامعات والمدارس وأسسوا مساجد بكليات مصر المختلفة وتبنوا مشروع لجنة البر بالطلاب الفقراء في عام 1944م لرعاية الطلاب ماديًّا واجتماعيًّا، وقد حرص طلاب الإخوان على التصدي لكل ما يخالف الشريعة، وكان لهم دور كبير في تنظيم المظاهرات المطالبة بجلاء الإنجليز عن مصر وقاد طلبة الإخوان أضخم مظاهرات تطالب بالجلاء ووحدة وادي النيل عام 1946م والتي سُميت مذبحة كوبري عباس، ومظاهرات طلاب الإخوان أمام قصر عابدين ضد قرار تقسيم فلسطين عام 1947.
تتلخص أغراض قسم الطلاب بالمركز العام لجماعة الإخوان المسلمين وفروعها في جميع الأقطار الإسلامية التي وضعت في اللائحة العامة لقسم الطلاب عام 1944م علي الآتي:
- تغيير الاتجاه الثقافي العام لينهل الطلاب من معين الثقافات الإسلامية مع الانتفاع بما يناسبها، ولا يتعارض معها من الثقافات.
- بث الروح الإسلامية بكامل معانيها في وسط الشباب، وتهيئتهم لحمل عبء الدعوة الإسلامية الشاملة، وإيقاد مشعلها في الخافقين.
- تكوين الشاب المسلم الكامل، فالأسرة المسلمة، فالدولة المسلمة، فالعالم المسلم؛ حتى لا تكون فتنة، ويكون الدين كله لله.
- العمل على تحقيق دعوة الإخوان المسلمين من جميع نواحيها."[154]

## الإخوان المسلمون والعمل السري
تؤكد الجماعة على سرية التنظيم وعلنية الدعوة وتعتبر أن هدف التنظيم هو خدمة الدعوة، وترى الجماعة أن هذا كان نهج الرسول ﷺ في مرحلة ما قبل التمكين، ويعود تاريخ العمل السري للجماعة إلي الإستعمار البريطاني لمصر حيث كان البوليس السياسي يطارد المعارضين والوطنيين لذلك أتبعت الجماعة السرية منذ تأسيسها لتتفادي المطاردة الأمنية.

## الانتقادات الموجهة للجماعة

### انتقادات علماء الدين لجماعة الإخوان المسلمين
انتقد عدد من المشايخ في السعودية جماعة الإخوان المسلمين وغالبهم ينسبون إلى التيار السلفي منهم عبد العزيز بن باز ومحمد بن صالح العثيمين وغيرهم بجانب إنتقادات من مشايخ الأزهر كالشيخ أحمد محمد شاكر وعلي جمعة وشوقي علام.
وتتركز هذه الانتقادات في:
- عدم الإهتمام بالعقيدة والعلم الشرعي وإهمال الدعوة للتوحيد وتقصيرها في محاربة عبادة القبور والأضرحة و إقرارها الشرك الأكبر والبدع تحت مبدأ جمع الكلمة، وقاعدة مجلة المنار «نتعاون فيما اتفقنا عليه، ويعذر بعضنا بعضًا فيما اختلفنا فيه»، وإهمال عقيدة الولاء والبراء فيقول الألباني: «ابتلينا وابتليتم بهم ممن يسمون بالإخوان المسلمين بأنهم لا يفهمون من إسلامهم إلا أيضا مظاهر وهتافات لا غذاء فيها»
- أنها جماعة حزبية عملها يؤدي إلى تفريق المسلمين إلى شيع وأحزاب وجماعات وإنتشار التكفير ﴿مِنَ الَّذِينَ فَرَّقُوا دِينَهُمْ وَكَانُوا شِيَعًا ۖ كُلُّ حِزْبٍ بِمَا لَدَيْهِمْ فَرِحُونَ﴾.

- منازعة الحكام وأولياء الأمور في ملكهم والدعوة للمظاهرات التي مفاسدها أكبر من نفعها، والإستهانة بحرمة دماء المسلمين وإهمال قاعدة المصالح والمفاسد في السياسة الشرعية، رغم أن الله لم يكلفنا بإصلاح الحاكم و لن يحاسبنا علي فساده، وأن النبي دعي لطاعة ولي الأمر في غير معصية ونهي عن منازعة ومنابذة الحكام والأمراء لما يتسبب في ذلك من حروب وفتن وسفك للدماء وإنتهاك للأعراض ومفاسد لا حصر لها.[159][160][161]
- تمييع الدين والمداهنة فيه والتنازل عن الثوابت من أجل مكاسب سياسية تحت مبدأ ميكافيلي الغاية تبرر الوسيلة.[162][163][164]
- أستخدام الجماعة للدين كسلم للوصول للحكم، والمزايدة علي الحكام بالدين، ثم فعل نفس المُنكرات التي يقوم بها الحكام إذا وصلوا للحكم كما حدث في عدة دول كغزة ومصر وتونس والسودان والأردن وغيرهم.
- الدعوة للخلافة والغلو فيها رغم أنها ليست من أصول الدين بل من فروعه، وأن غاية الإسلام هو تحقيق توحيد الله وليس الخلافة والحكم. حيث أن الرسل وأتباعهم ما كلفوا إلا بالدعوة إلى التوحيد استناداً واستشهاداً بقول الرب في القرآن ﴿وَلَقَدْ بَعَثْنَا فِي كُلِّ أُمَّةٍ رَسُولًا أَنِ اعْبُدُوا اللَّهَ وَاجْتَنِبُوا الطَّاغُوتَ﴾.
- تشوية سمعة الإسلام بسبب الخلط بين أفعالها السياسية والدين.[165]
- في عام 1949م أنتقد الشيخ أحمد شاكر الجماعة بعد إغتيالها لرئيس وزراء مصر النقراشي باشا بعد حظره للجماعة في مقال له بعنوان "الإيمان قيد الفتك" واصفًا إياها بأنها دعوة إجرامية هدامة فقال: «حركة الشيخ حسن البنا وإخوانه المسلمين الذين قلبوا الدعوة الإسلامية إلى دعوة إجرامية هدامة، ينفق عليها الشيوعيون واليهود كما نعلم ذلك علم اليقين».[165] ووصف قتلة النقراشي بأنهم خوارج كقتله عثمان بن عفان، وأفتي بوجوب إعدامهم وعدم التسامح مع القتل السياسي.[166]
- قال الشيخ أحمد النجمي عن منهج (الإخوان المسلمين): «إنه يغسل أدمغة الشباب الذين يتربون فيه، ويحولهم إلى ثوريين تكفيريين إرهابيين خوارج والأدلة على ذلك كثيرة».[167]
- أنتقد الشيخ مقبل بن هادي الوادعي زعيم السلفيين في اليمن الجماعة مؤكدًا عدم جدوي منهجها الفاسد الذي لم يأتي علي شباب الأمة سوي بالسجون وسفك الدماء فوصفهم ب"الإخوان المفلسون" فقال: «فلتقر عينك يا أمريكا أبشري عندك الإخوان المفلسون مستعدون أن يدعوا إلى ما تريدين، وأن يلبسوا دعوتك لباسا إسلاميا».[168][169]
- أتهم مفتي مصر السابق الشيخ علي جمعة الجماعة وأصفًا إياها بالجهل بأصول الدين وأنهم مخربون ومفلسون ويسعون لنشر الفوضي في مصر بعد ثورة الشعب عليهم في 30 يونيو.[170][170][171]

### إنتقادات أخري
- في 2014م أتهم ديك تشيني، نائب الرئيس الأمريكي الأسبق، الجماعة بتغذية التطرف والإرهاب الإسلامي وقال أنها «أصل جميع الجماعات الإسلامية التي نحاربها حالياً مثل حماس وداعش»، موضحاً أنه «ينبغي علينا أن ندرك أن الإخوان المسلمين هم المصدر الأيديولوجي للإرهابيين الأكثر تطرفاً حول العالم».[172]
- اتهم الرئيس المصري السابق حسني مبارك جماعة الإخوان المسلمين بأنها «جماعة لها تاريخ إرهابي» وذلك في حوار صحفي له مع مجلة دير شبيغل - Der Spigel الألمانية، نشر في ديسمبر 2004، حيث قال «إن جماعة الإخوان المسلمين لها تاريخ إرهابي لقد قتلوا واحداً من رؤساء الوزارة قبل الثورة لاختلاف آرائهم السياسية وفي عام 1954 حاولوا قتل الرئيس جمال عبد الناصر وكرروا محاولاتهم عدة مرات» مضيفا بأن الأحزاب الدينية «تهدد السلام الاجتماعي». بينما رفضت الجماعة إتهامها بالإرهاب وأعلنت أنها تدين الإرهاب وأن موقفها ثابت من العنف والإرهاب وقالت أن تاريخها ناصع البياض وأن ما حدث في الماضي كانت أعمال فردية استنكرها الإخوان ومرشدهم حسن البنا في حينها، وعلق د. محمد حبيب النائب الأول للمرشد علي محاولة قتل جمال عبد الناصر في حادثة المنشية قائلا: «إن هذا الحادث تمثيلية كبرى أحكم تدبيرها بهدف القبض على الإخوان المسلمين والزج بهم في السجون والمعتقلات وإزاحتهم من الطريق للاستئثار بالسلطة والانفراد بالحكم».[173][174]
- ترك بعض من أبناء الجماعة لها، وأبرز من تركوا الجماعة هم من عرفوا بأعضاء حزب الوسط، وكان على رأسهم المهندس أبو العلا ماضي وهو نقابي وعضو سابق في الجماعة، وهناك أيضا مختار نوح وثروت الخرباوي وآخرين، ولكن الإخوان المسلمون يردّون على هذا بأن كل قرار يجري تنفيذه داخل الجماعة لا يُتخذ إلا بالشورى. ومن الطبيعي أن يختلف الأشخاص في الآراء ولكن كما يوجد في أي حزب هناك ما يسمى بالالتزام الحزبي ويعني تنفيذ المنتمي للحزب لكل قرارات الحزب -التي يجري اتخاذها بالتصويت- حتى وإن خالفت رأيه الشخصي، كما أنه من الطبيعي أنه عند أخذ الشورى فإنها لن تؤخذ من كل أفراد الجماعة ولكن تؤخذ من قيادات الجماعة المنتخبين في مجلس الشورى، بينما ورد في استطلاع مركز أبحاث أمريكي أن أكثر من ثلثي المصريين (69%) يعتقدون أن جماعة الإخوان تؤمن بالديمقراطية.[175]
- وفي أول دراسة ميدانية عن الإخوان منذ أربعين عاما، والتي استمرت لمدة عامين ونصف، يشير صاحب البحث الكاتب المصري المتخصص في شؤون الحركات الإسلامية، خليل العناني، في كتابه «الاخوان المسلمون في مصر، شيخوخة تصارع الزمن» الصادر في 2007 إلى «وجود فجوة كبيرة داخل الجماعة في فهمهم لمسألة الديمقراطية، حيث يفهمونها كممارسة وليس كقيم، أي يدخلون الانتخابات ويطلقون مظاهرات لكن لا يوجد إيمان لديهم بقيم الديمقراطية من مساواة وحرية وعدالة».[176][177]
- مؤخرا قام معهد ديل كارنيجي للسلام بدراسة حول جماعة الإخوان في مصر جاء فيها: أن الإخوان يواجهون أربع إشكاليات في مواجهة المجتمع المدني المصري وهي الديمقراطية والمرأة والأقباط والعلاقة مع الغرب.
- وتتهم جماعة الاخوان المسلمين من قبل الحكومة المصرية وعدد من المحللين بتهمة استغلال الدين للوصول سياسيا إلى السلطة،[178][179][180] من خلال شعار «الإسلام هو الحل».[181]، وتنص التعديلات الدستورية التي جرى اقرارها في مصر في مارس 2007 م على منع استغلال الدين لأغراض سياسية.[182]
- كذلك هناك اتهام للجماعة في تاريخها الذي يتضمن عددا من عمليات الاغتيال السياسية التي أودت بحياة عدد من الزعماء والمسؤولين المصريين، أمثال رئيس الوزراء المصري بين عامي (1944 - 1945) أحمد ماهر باشا الذي اغتاله محمود العيسوي أحد المنتمين للحزب الوطني فيما يقول البعض أن العيسوي كان ينتمي للإخوان[183]، ورئيس الوزراء المصري بين عامي (1945 - 1948) محمود فهمي النقراشي[184]، والقاضي أحمد الخازندار الذي أصدر أحكاما قضائية على عدد من المتهمين في جرائم والمنتمين لجماعة الاخوان المسلمين، والذي اغتيل علي يد أفراد من النظام الخاص بالجماعة.[185] كذلك اتهم رفعت السعيد الجماعة بتفجير عدد من مراكز الشرطة المصرية في العام 1946.[186]
- ألف الدكتور أيمن الظواهري زعيم جماعة الجهاد الإسلامي في مصر والرجل الثاني في تنظيم القاعدة كتابا بعنوان «الحصاد المر: الإخوان المسلمون في ستين عاما» ينتقد فيه الجماعة بشدة ويتهمها بالخلل والانحراف ويعطي أمثلة على تأييد الإخوان للحكام في مصر، ومواقفهم المؤيدة للدستور والديمقراطية ورفضهم العنف وقبولهم بالأحزاب العلمانية وغير الإسلامية، وقبولهم ومشاركتهم في عمليات تداول السلطة والتنافس عليها سلميا، وقبولهم بالقوانين والأنظمة والتشريعات الوضعية القائمة في مصر والعالم الإسلامي. ويجد الظواهري أن الجماعة لم تكتف بعدم تكفير الحكام بغير ما أنزل الله، بل تجاوزت هذا إلى الاعتراف بأقوالها وأفعالها بشرعية هؤلاء الحكام وتركت هذا الفهم يستشري في صفوفها، بل واعترفت الجماعة بشرعية المؤسسات الدستورية العلمانية والبرلمان والانتخابات والديمقراطية !! قائلا: «رضيت جماعة الإخوان بالاحتكام إلى الديمقراطية وسيادة الشعب والانتخاب كطريق للتغيير والوصول إلى الحكم حتى قال حسن البنا إن مؤاخذتهم على الدستور يمكن تغييرها بالطرق التي وصفها الدستور نفسه، أي الأسلوب الديمقراطي»، ويرى الظواهري أن الجماعة نبذت العنف الذي هو الجهاد في سبيل الله وتبرأت ممن يتبنون العنف ولو من أتباعها، ويعتبرها مخالفات شرعية كبيرة رافقت تأسيس الجماعة وقامت عليها ومتهما الجماعة بعدم جهاد الحكام معلقا على جهاد الإخوان في فلسطين وحرب السويس: «ثم إن القتال في فلسطين أقل وجوبا من قتال الحكام المرتدين لأن قتال المرتد مقدم على قتال الكافر الأصلي، ولأن تحرير فلسطين والبلاد الإسلامية المحتلة يكون بعد إقامة حكم الله»[187]

### نسبة أو نفي الإرهاب للجماعة
| الجهة                      | التاريخ        | مراجع   |
| سوريا                      | 1982           |         |
| روسيا                      | 12 فبراير 2003 | [ 188 ] |
| منظمة معاهدة الأمن الجماعي | 7 مايو 2009    | [ 189 ] |
| مصر                        | 25 ديسمبر 2013 | [ 190 ] |
| السعودية                   | 7 مارس 2014    |         |
| البحرين                    | 21 مارس 2014   |         |
| الإمارات العربية المتحدة   | 15 نوفمبر 2014 | [ 191 ] |
| الأردن                     | 23 أبريل 2025  | [ 62 ]  |

استشهد خصوم الإخوان بمحاضرة ألقاها مصطفى مشهور المرشد الخامس للجماعة للرد علي من يتهمون الجماعة بالإرهاب فيري أن الإرهاب فريضة ومن الفاظ القرآن الكريم وأن الإخوان يفتخرون بالإرهاب ولا يرونه عارًا لانه إرهاب لاعداء الله وأعدائهم، قال فيها
وكان من الذي استدل به في هذا الموضع قول الله «ترهبون به عدو الله وعدوكم» وقوله أيضاً «سنلقى في قلوب الذين كفروا الرعب» واستطرد مشهور في محاضرته قائلًا:
 من كلمات «مشهور» هذه نعرف أن تنظير سيد قطب في كتابه معالم في الطريق هو الذي فتح لهم باب إعمال القياس التاريخي.
وكذلك أستشهدوا بمقولة عبد الله عزام للرد علي من يتهمون المجاهدين الأفغان بالإرهاب: «نحن إرهابيون والإرهاب فريضة، وليعلم الغرب والشرق أنّنا إرهابيون وأننا مُرعبون قال تعالي (وأعدوّا لهم ما استطعتم من قوة ومن رباط الخيل تُرهبون به عدو الله وعدوكم)، نحن إرهابيون لا نخفِ أنفسنا، نحن إرهابيون والإرهاب فريضة بالكتاب والسنة وما لم يرهبنا الكفار، فلسنا على الطريق الإسلامي إذا لم يرهبونا فلسنا مسلمين حقيقيين.. ممنوع أن تقوم دولة إسلامية أي واحد يفكر بالدولة الإسلامية إرهابي، يجب أن نعلنها نحن إرهابيون، المسلم إرهابي، والمسلم مرعب "نصرنا بالرعب"، ديننا قام بالسيف، بدون السيف ما في دين.. السيف لإزالة الطواغيت..»
تباينت تعاملات الدول مع جماعة الإخوان المسلمين، ففي الوقت الذي قامت بعض الدول بإدراجها كمنظمة إرهابية نجد البعض الآخر يرفض نسبتها للإرهاب.
ومن بين الدول التي تصنفها إرهابية سوريا عام 1982 التي سنّت قانونًا يقضي بإعدام المنتسبين للجماعة، وروسيا التي أدرجت الجماعة في 28 يوليو 2006 ضمن قائمة ضمت 17 منظمة تصنفها كإرهابية، كما أدرجت جمعية الإصلاح الاجتماعي الكويتية كجماعة إرهابية. لكن الحكومة الأردنية أكدت أن الجماعة في الأردن هي تنظيم سلمي ينبذ العنف والإرهاب وقالت «حركة الإخوان المسلمون في الأردن بالذات هي حركة شرعية تعمل تحت مظلة دستور وقوانين الأردن وهي ذات خصوصية أردنية تميزها عن أي تنظيم آخر يحمل ذات العنوان»، وطالب مجلس النواب الأردني السلطات الروسية بالعودة عن قراره هذا. وفي فبراير 2012 وبعد نجاح الإخوان في مصر في الانتخابات البرلمانية قالت روسيا أنها مستعدة لإقامة علاقات بناءة مع جماعة الإخوان المسلمين.
كذلك اعتبر تقرير أمريكي صدر في 2008 عن «المشروع الأميركي الاستقصائي لمكافحة الإرهاب» بأن جماعة الإخوان «تستغل نشاطها لبناء قاعدة دعم كبيرة داخل الطبقات الفقيرة بمصر وأن لها دورا في تعزيز الإرهاب ضد مصالح أمريكا» «وأنهم ما زالوا يتحركون برأي مؤسس الجماعة حسن البنا، بأن الإسلام سوف يسود العالم، وأنهم (الإخوان) يسعون إلى استعادة الخلافة الإسلامية»، لكن د. محمد حبيب النائب الأول للمرشد آنذاك أبدى استغرابه لما ورد في التقرير، قائلاً: «هل هناك ارتباط ما بين التواصل مع الجماهير ومحاولة رفع المعاناة عنها، والحرب على الإرهاب.. هذا أمر يستحق منا الاستغراب والدهشة».
أيضا قامت كازاخستان بإعلان جماعة الإخوان المسلمين وجمعية الإصلاح الاجتماعي في الكويت ضمن قائمة ضمت 12 منظمة دولية تصفها بالإرهابية.
و7 مايو 2009 أعلنت وكالة أنباء نوفوستي الرسمية الروسية أن منظمة معاهدة الأمن الجماعي والتي تشارك فيها روسيا وكازاخستان وبيلوروسيا وأرمينيا وقيرغيزيا وطاجيكستان وأوزبكستان قامت بتوسيع قائمة المنظمات الإرهابية إلى 31 متضمنة جماعة الإخوان المسلمين.
وفي 26 ديسمبر 2013، بعد تفجير مديرية أمن الدقهلية، أعلنت الحكومة المصرية لأول مرة في تاريخ الجماعة اعتبار جماعة الإخوان المسلمين «تنظيما إرهابيا» على خلفية التفجير الانتحاري الذي استهدف مديرية أمن الدقهلية، بالرغم من إعلان جماعة تسمى «أنصار بيت المقدس» مسئوليتها عن الحادث الإرهابي، وقد رحبت بعض التيارات السياسية المناهضة للإخوان في مصر بهذا القرار بينما استنكرت ذلك بعض التيارات السياسية الأخرى مثل : حركة 6 ابريل والجماعة الإسلامية وبعض قيادي جبهة الإنقاذ الوطني. كما انتقدت الولايات المتحدة هذا القرار علي لسان وزير خارجيتها معتبرة أن الحكومة المصرية ذهبت إلى «مدى بعيد جدا» في حملتها الحالية على الإخوان المسلمين ومؤيديهم.
وبعد ذلك فقد قامت كلا من السعودية والإمارات بتصنيف الجماعة كجماعة إرهابية.
أما في بريطانيا والولايات المتحدة الأمريكية فقد جرى تشكيل لجان لمراجعة نشاط الجماعة ومدى ارتباطها بالإرهاب، وجاءت النتيجة في بريطانيا لتعلن أنه «ليست هناك أدلة على أية صلات للإخوان المسلمين بأنشطة إرهابية»، كما رفض الموقع الرسمى للبيت الأبيض الأمريكي اعتبار جماعة الإخوان جماعة إرهابية، معلنا أنه «لا يملك أدلة موثوق بها تفيد بأن الإخوان تخلوا عن التزامهم طوال عقود طويلة بنبذ العنف».
وفي 2023 صنفت منظمة إرهابية في باراغواي وجزر القمر.
وفي 23 أبريل 2025 صنفت منظمة إرهابية في الأردن.

## أعلام الجماعة

### قيادات معاصرة
- محمود حسين: القائم بأعمال المرشد العام منذ 16 نوفمبر 2022، والأمين العام السابق لجماعة الإخوان المسلمين.[218]
- مصطفي طلبة: الرئيس السابق للجنة القائمة مؤقتًا بأعمال المرشد العام لجماعة الإخوان المسلمين العالمية.[219]
- حسن صالح: متحدث إعلامي باسم جماعة الإخوان المسلمين في مصر.[220]
- طلعت فهمي: متحدث إعلامي باسم جماعة الإخوان المسلمين في مصر.[221][222]
- علي حمد متحدث الإخوان المسلمين في مصر بالخارج.[223]
- عبد المجيد ذنيبات: المراقب العام لجماعة الإخوان المسلمين في الأردن[224]
- سيف الدين أرباب: المراقب العام لجماعة الإخوان المسلمين في السودان[225]
- علي باشا عمر: المراقب العام لجماعة الإخوان المسلمون في الصومال.[226]
- محمد حكمت وليد: المراقب العام لجماعة الإخوان المسلمين في سوريا.[227]
- خالد مشعل: رئيس المكتب السياسي لحركة المقاومة الإسلامية حماس، ومسؤول الحركة في سوريا.
- إسماعيل هنية: رئيس الوزراء الفلسطيني في الحكومة الفلسطينية العاشرة وحكومة الوحدة الوطنية سابقا، وعضو المجلس التشريعي الفلسطيني، ورئيس المكتب السياسي لحركة حماس
- رائد صلاح: رئيس الجناح الشمالي للحركة الإسلامية في الداخل الفلسطيني المحتل وهو أحد أجنحة الإخوان المسلمون في فلسطين.[228]
- المستشار القاضي فيصل مولوي: الأمين العام لجماعة الإخوان المسلمين في لبنان، ونائب رئيس المجلس الأوروبي للإفتاء والبحوث.
- علي عثمان محمد طه: النائب الأول للرئيس السوداني ورئيس الحركة الإسلامية السودانية - التي تمثل الجزء الأكبر من الإخوان المسلمون في السودان - ونائب رئيس حزب المؤتمر الوطني السوداني الحاكم، ومسئول الحركة الإسلامية في السودان.
- خالد المذكور: رئيس مجلس إدارة جمعية الإصلاح الاجتماعي، التي تمثل تيار الإخوان المسلمون في الكويت
- عبد المجيد الزنداني: رئيس مجلس شورى الإخوان المسلمون في اليمن.
- صلاح الدين محمد بهاء الدين: الأمين العام للإتحاد الإسلامي الكردستاني الفرع الكردي لجماعة الإخوان المسلمين.[229]
- عبد الهادي أوانج: قائد الحزب الإسلامي الماليزي الذي يمثل تيار الإخوان المسلمين في ماليزيا.[230]
- قلب الدين حكمتيار: قائد الحزب الإسلامي في أفغانستان وهو أحد فصائل الإخوان المسلمين في أفغانستان.[231][232]
- محي الدين الكبيري: رئيس حزب النهضة الإسلامية في طاجيكستان الذي يمثل تيار الإخوان المسلمين في طاجيكستان[233]
- أحمد شيخ: رئيس حزب العدالة والرفاهية والذي يمثل تيار الإخوان المسلمين في إندونيسيا.
- يوسف ندا: رجل أعمال مصري إيطالي مفوض العلاقات الدولية في جماعة الإخوان المسلمين سابقا، ورئيس بنك التقوى، وله دور فعال في العلاقات الدولية.[234]
- محمد الحسن ولد الددو الشنقيطي زعيم حزب التجمع الوطني للإصلاح والتنمية (موريتانيا) المعروف بحزب تواصل.[235]

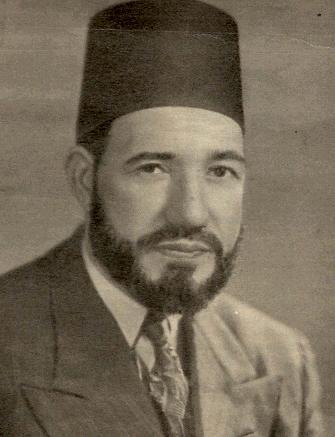
حسن البنا مؤسس الجماعة ومرشدها الأول.

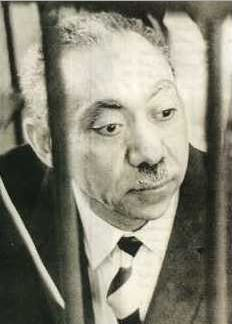
سيد قطب في السجون المصرية.

### أعلام تاريخية وعلمية
- حسن البنا: ويلقب بين أنصاره «بالإمام الشهيد»، مؤسس الجماعة وصاحب الفكر الرئيسي المؤثر في أفرادها من خلال العديد من الرسائل التي ألفها.
- القاضي والفقيه عبد القادر عودة: كان فقيها دستوريا كبيرا وأستاذا جامعيا مصريا مشهورا، أُعدِمَ بعد أحداث المنشية في عهد الرئيس جمال عبد الناصر.
- المفكر سيد قطب: مفكّر إسلامي معاصر، تولي بعد ذلك منصب رئيس قسم نشر الدعوة بالإخوان المسلمين ومؤلف في ظلال القرآن،[236][237]
- كمال الدين السنانيري: أحد قادة الإخوان وزوج أمينة قطب شقيقة سيد قطب وهو أحد رجال النظام الخاص، حكم عليه بالسجن 25 عامًا، وافرج عنه وهاجر للمشاركة في الجهاد الافغاني وكان صاحب دور بارز في دعم وتمويل المجاهدين في أفغانستان، قُتل في السجن بعد عودته من أفغانستان.
- جمعة أمين: داعية إسلامي وأحد أهم مفكري الجماعة والمؤرخ الرسمي لها ونائب المرشد سابقًا له العديد من المؤلفات مثل «شرح الأصول العشرين للفهم» و«تاريخ جماعة الإخوان المسلمين» والذي يُعد الكتاب الموثق لتاريخ الجماعة في مصر.
- أحمد ياسين: مؤسس حركة المقاومة الإسلامية (حماس)، وشيخ الانتفاضة الفلسطينية والأب الروحي للمقاومة الفلسطينية.
- يحيى عياش: قائد، ومهندس متفجرات، ومهندس كهربائي، ومجاهد ومناضل فلسطيني، أنضم لإحدى أسر (مجموعات) الإخوان المسلمين في مدينة رام الله عندما كان طالبا في جامعة بيرزيت، توصل إلى مخرج لمشكلة شح الإمكانات المتوفرة وندرة المواد المتفجرة، وذلك بتصنيع هذه المواد من المواد الكيماوية الأولية التي تتوفر بكثرة في الصيدليات ومحلات بيع الأدوية والمستحضرات الطبية، قام جهاز الشاباك الإسرائيلي بإغتياله عبر وضع مادة متفجرة في تليفون محمول أخذه من صديقه.[238]
- عبد العزيز الرنتيسي: أحد قيادات جماعة الإخوان المسلمين في قطاع غزة، ومن مؤسسي حركة المقاومة الإسلامية.
- محمود عبد الحليم: عضو الهيئة التأسيسية للجماعة، وأول مؤرخ لتاريخها في كتابه الموسوعي «الإخوان المسلمون أحداث صنعت التاريخ».
- سيد سابق: أحد علماء الأزهر، اشتهر بكتابه «فقه السنة» والذي يعد من أهم المراجع الفقهية في العصر الحديث.
- عمر الأشقر: أستاذ في كلية الشريعة في الجامعة الأردنية، له مؤلفات عديدة في الأسماء والصفات والعقيدة في أبوابها المختلفة، وهو أحد أعلام جماعة الإخوان المسلمون في الأردن.[239]
- عبدالكريم زيدان: فقيه عراقي يعد أحد علماء أهل السنة في العراق، وأحد علماء أصول الفقه والشريعة الإسلامية، ومراقب عام سابق لالإخوان في العراق ووزير أوقاف عراقي سابق عام 1968م.[240]
- الشيخ مصطفى حلمي: أستاذ الفلسفة الإسلامية الذي يمكن أن يعد صاحب أهم الدراسات الفلسفية عن السلفية في العالم العربي.[241]
- عبد الفتاح إسماعيل: أحد المتهمين في قضية تنظيم 65 مع سيد قطب وأُعدم معه في نفس اليوم.
- الشيخ صلاح أبو إسماعيل: داعية إسلامي وأحد أعلام الإخوان المسلمين في مصر وهو والد الداعية حازم صلاح أبو إسماعيل.أحمد ياسين من أعلام إخوان فلسطينالشيخ سيد سابق أحد كبار علماء الأزهر، ومؤلف كتاب فقه السنة الذي يعد من أشهر الكتب لتعليم الفقه.

أحمد ياسين من أعلام إخوان فلسطين

الشيخ سيد سابق أحد كبار علماء الأزهر، ومؤلف كتاب فقه السنة الذي يعد من أشهر الكتب لتعليم الفقه.

- الشيخ محمد حسين عيسى: داعية إسلامي مصري وأحد رموز وقيادات الاخوان المسلمين في مصر وعضو مجلس شورى جماعة الاخوان المسلمين.
- الشيخ وجدي غنيم: داعية إسلامي مصري عاصر الشيخ كشك في السجن وكان يلقي دروسا في مسجد القائد إبراهيم بالإسكندرية وقد أطلق عليه لقب «كشك الإسكندرية».
- الشيخ محمد الحامد: من كبار علماء سوريا له العديد من المؤلفات، تفرّغ لتعليم العلوم الشرعيّة، وتربية الناشئين في حماة.[242]
- الشيخ عبد اللطيف الشعشاعي: من رموز ومشايخ وعلماء قرية شعشاع إحدى قرى مركز أشمون بالمنوفية بمصر، عام 1914م، كان كفيفا ومع ذلك ساهم في إنشاء شعب الإخوان وصار رئيس قسم للأخوات المسلمات في الجماعة.
- الفريق عبد المنعم عبد الرؤوف: ضابط طيار مصري إسلامي الإتجاه والفكر وانتمى إلي الجماعة ومن مؤسسي تنظيم الضباط الأحرار.[243]
- عبد اللطيف أبو قورة: مؤسس فرع الإخوان المسلمين في الأردن والمراقب العام الأول لها.
- الشيخ عبد العزيز العلي المطوع: مؤسس حركة الإخوان في الكويت له جهود في مجال العمل الخيري، والإسهام في خدمة الدعوة الإسلامية المعاصرة.
- عايش عميرة: مؤسس أول شعبة في تنظيم الإخوان المسلمين في قطاع غزة بفلسطين عام 1946م.
- عبد الكريم الخطيب: مؤسس حركة الإخوان في المغرب
- عصام العطار: داعية إسلامي سوري ومراقب عام سابق لجماعة الإخوان المسلمين في سورية.
- سيد عبد الله نوري: مؤسس فرع جماعة الإخوان في طاجيكستان.
- الشيخ عوض القرني: أحد أهم رموز الإخوان المسلمين في المملكة العربية السعودية ومن أصحاب الجهد العلمي والفكري والحركي الوافر بها، له العديد من المؤلفات في الفقه الإسلامي والعلوم الشرعية.
- د.مصطفى السباعي: مؤسس حركة الإخوان المسلمين في سوريا وأول مراقب للإخوان في سوريا ولبنان، ورئيس المكتب التنفيذي للإخوان في الخارج إبان الحقبة الناصرية، وأول عميد لكلية الشريعة بجامعة دمشق.
- محمد محمود الصواف: مؤسس فرع الإخوان المسلمين في العراق وأول مراقب للإخوان في العراق، وعضو المجلس التأسيسي لرابطة العالم الإسلامي.
- الشيخ المجاهد عبد الله عزام: «إمام المجاهدين العرب» في أفغانستان وقائد تحرير أفغانستان من الاحتلال السوفيتي.
- عبد رب الرسول سياف: مجاهد أفغاني شارك في تحرير أفغانستان ورئيس الاتحاد الإسلامي الأفغاني وهو أحد فصائل الإخوان في أفغانستان.
- قلب الدين حكمتيار: مجاهد أفغاني رئيس الحزب الإسلامي الأفغاني وهو من فصائل الإخوان في أفغانستان

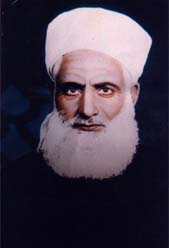
الشيخ محمد الحامد أحد أعلام إخوان سوريا

- الشيخ محمد الحامد أحد أعلام إخوان سوريادوكو عمروف: مجاهد شيشاني انتمى إلى جماعة الإخوان المسلمين تزَعَّم الجهاد لتحرير الشيشان ودول القوقاز من الاحتلال الروسي لإقامة إمارة إسلامية في القوقاز.[244]
- الشيخ ناصر سبحاني: مؤسس فرع جماعة الإخوان المسلمين في كردستان الإيرانية (جماعة الدعوة والإصلاح في إيران).
- الشيخ سعيد حوي: المراقب العام للإخوان المسلمين في سوريا سابقا، وأحد أبرز مفكري الجماعة.
- محمد فرغلي: قائد كتائب مجاهدي الإخوان المسلمين في حرب فلسطين 1948، وحرب القنال 1951م، وعضو مكتب الإرشاد للإخوان المسلمين، ورئيس منطقة الإسماعيلية والقناة وكان أحد المرشحين لمشيخة الأزهر الشريف أعدمه جمال عبد الناصر.
- يوسف طلعت الملقب بجزار الإنجليز في القنال، أحد مجاهدي الإخوان المسلمين في حرب فلسطين وحرب القنال ضد الإنجليز أعدم في عهد جمال عبد الناصر.
- السيد نزيلي: مسؤول جماعة الإخوان المسلمين في منطقة امبابة" وهو أحد رفاق سيد قطب في قضية تنظيم 65 حكم عليه بالسجن 13 عاما.
- عبدالرحمن السندي: قائد النظام الخاص السري الجناح العسكري للجماعة الذي أسسه حسن البنا للجهاد ضد الإنجليز والوجود الأجنبي واليهود في فلسطين وردع أعداء الإخوان.[245]
- كامل الشريف: وزير الأوقاف الأردني الأسبق وقيادي إسلامي أردني، وعضو مجلس الأعيان، والهيئة التنفيذية للمؤتمر الإسلامي وسفير بعدة دول إسلامية، والأمين العام للمجلس الإسلامي الأعلى للدعوة والإغاثة. بدأ حياته «مجاهدا» في كتائب الإخوان المسلمين إلى أن قاد الكتائب في حرب فلسطين عام 1948م.

عبد الله عزام قائد المجاهدين العرب في حرب تحرير أفغانستان من الاحتلال السوفيتي

- عبد الله عزام قائد المجاهدين العرب في حرب تحرير أفغانستان من الاحتلال السوفيتي زينب الغزالي: داعية إسلامية مصرية تعرضت في فترة حكم الرئيس عبد الناصر للاعتقال في أغسطس 1965 وسجنت 6 سنوات تعرضت خلالها لاضطهاد شديد سجلته في كتابها «أيام من حياتي».
- لبيبة أحمد: داعية إسلامية وناشطة اجتماعية وسياسية، وأول رئيسة لقسم الأخوات المسلمات في جماعة الإخوان المسلمين عام 1933م قادت العمل الدعوي النسائي في الجماعة.[246]
- فاطمة عبد الهادي: وكيلة لجنة الإرشاد العامة للأخوات المسلمات عام 1948م، تخرجت من مدرسة المعلمات بالزقازيق في الشرقية عام 1937م، وعُينت بمدينة السويس سنة 1939م، قام قسم الأخوات بافتتاح مدرسة البنات اليتيمات، وهي «دار التربية الإسلامية للفتاة» بشارع قنطرة السكرة بالمنيرة، واختيرت الأخت فاطمة عبد الهادي لتكون ناظرة لهذه المدرسة، وكانت آمال العشماوي رئيسة مجلس إدارتها؛
- أمينة قطب: أديبة وشاعرة المصرية وشقيقة الأديب سيد قطب، تزوجت من كمال السنانيري والذي حكم عليه بالسجن لمدة 25 سنة خلال محنة الستينيات وقد انتشرت قصيدتها «هل ترانا نلتقـي» بقوة في العالم العربي والتي كانت قد كتبتها لزوجها فترة إعتقاله.[247]
- حميدة قطب: أدبية مصرية، الشقيقة الصغرى لسيد قطب، اعتقلت في العام 1965 في قضية تنظيم الإخوان الشهيرة، وحكم عليها بالأشغال الشاقة لعشر سنوات وعمرها حينئذ 29 عاماً حيث اتهمت بنقل معلومات وتعليمات من سيد قطب إلى زينب الغزالي، وكذلك المساهمة في لجنة لإعالة أسر المعتقلين في الفترة من 1954 و1964.[248]
- بنان الطنطاوي: داعية إسلامية سورية مؤثرة، وابنة الشيخ علي الطنطاوي وزوجة الداعية الإسلامي والمراقب العام الأسبق للإخوان المسلمين بسوريا عصام العطار، اُغتيلت في مدينة آخن الألمانية عام 1981 بخمس رصاصات على يد أجهزة المخابرات السورية بعد فشلهم في إغتيال زوجها لعدم وجوده في البيت.[249]
- محفوظ نحناح (مؤسس حركة مجتمع السلم حمس - الجزائر)
- عبد الحكيم عابدين: شاعر وسياسي إسلامي مصري وزوج شقيقة حسن البنا، شغل منصب الأمين العام لجماعة الإخوان المسلمين، ومستشار رابطة العالم الإسلامي بمكة المكرمة وقد ألف نشيد كتائب الإخوان «هو الحق يحشد أجناده»[250]
- الدكتور يوسف القرضاوي: أحد كبار علماء الإسلام في العصر الحديث، وهو رئيس الاتحاد العالمي لعلماء المسلمين، وله العديد من المؤلفات، وله برنامج أسبوعي على قناة الجزيرة الفضائية.
- الدكتور محمد مرسي: رئيس جمهورية مصر العربية الراحل.
- الدكتور العالم زغلول النجار: داعية إسلامي كبير وأحد كبار العلماء الجيولوجيين في العالم واعتنق الإسلام علي يديه الآلاف من البشر، ويعدّ من أفضل من تكلم في الإعجاز العلمي للقرآن الكريم وهو مستشار الهيئة العالمية للإعجاز العلمي في القرآن والسنة ويعمل مستشار لعدة جامعات ومؤسسات علمية ودعوية عالمية.

## فروع الجماعة

### السودان

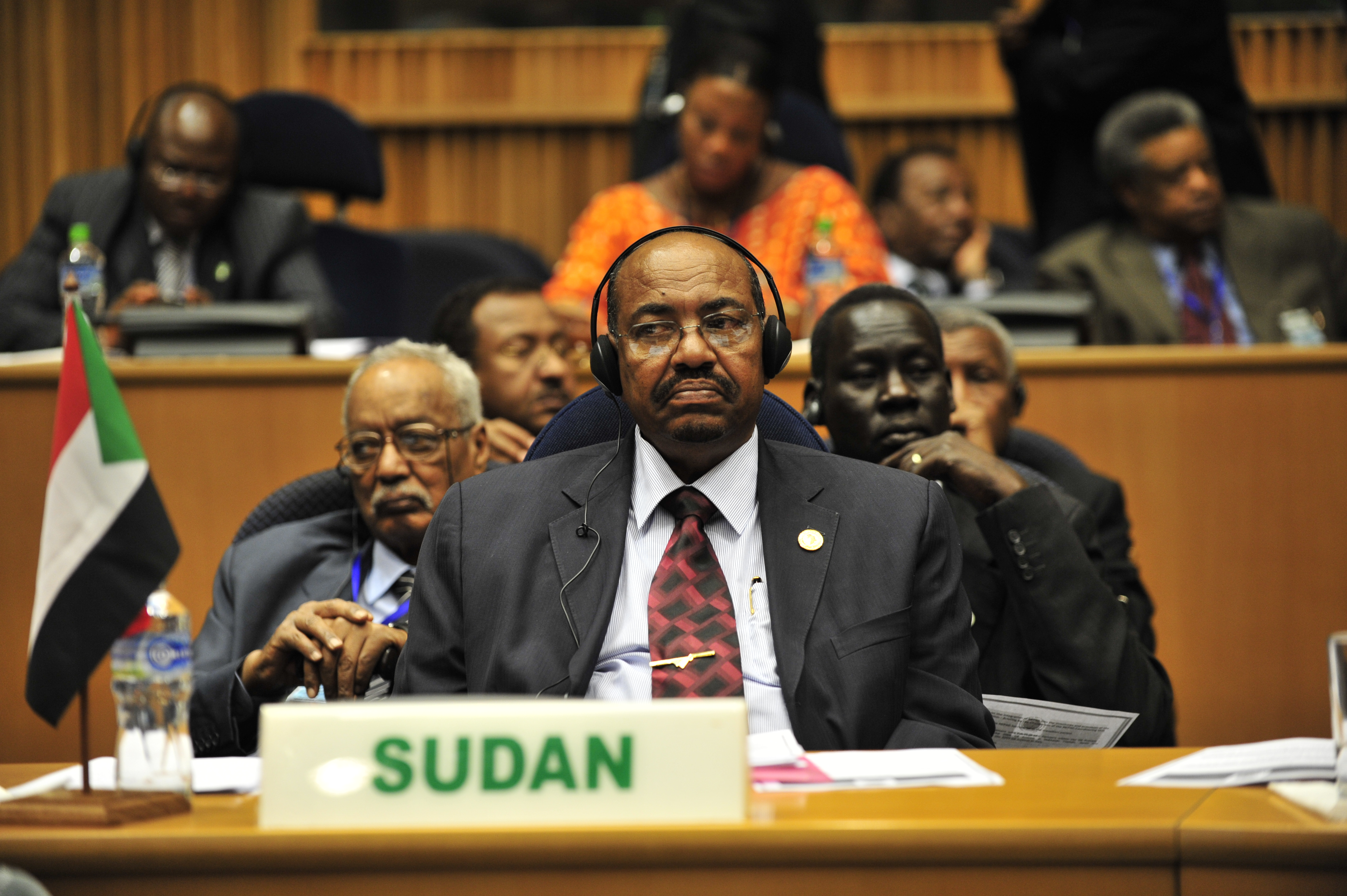
كان الرئيس عمر البشير ينتمي فكريا لجماعة الإخوان المسلمين في السودان وقام بإنقلاب عسكري في 30 يونيو 1989م وإستطاع السيطرة علي مقاليد الحكم وسعي لفرض قوانين الشريعة الإسلامية.

في عام 1945، قام وفد من جماعة الإخوان المسلمين في مصر بزيارة السودان وعقد اجتماعات مختلفة داخل البلاد للدعوة وشرح أيديولوجيتهم. للسودان تاريخ طويل وعميق مع الإخوان المسلمين مقارنة بالعديد من البلدان الأخرى. بحلول أبريل 1949، ظهر الفرع الأول لتنظيم الإخوان المسلمين السوداني. ومع ذلك، في الوقت نفسه، تعرف العديد من الطلاب السودانيين الذين يدرسون في مصر على أيديولوجية جماعة الإخوان المسلمين. كما بدأت مجموعات الطلاب المسلمين في التنظيم في الجامعات خلال الأربعينيات من القرن الماضي، وظلت قاعدة الدعم الرئيسية لجماعة الإخوان المسلمين حاصلة على تعليم جامعي. من أجل توحيدهم، في عام 1954، عُقد مؤتمر حضره ممثلون مختلفون من مجموعات مختلفة يبدو أن لديها نفس الأيديولوجية. وصوت المؤتمر على إنشاء جماعة الإخوان المسلمين السودانية الموحدة على أساس تعاليم حسن البنا.
نجحت الحركة الاسلامية القومية المنشقة عن جماعة الإخوان السودانية في الوصول للحكم عبر انقلاب عسكري قام به عمر البشير في 30 يونيو 1989. وقد كانت الحركة الاسلامية القومية تتكون من بعض رموز الجماعة وقامت بالإنقلاب بالتنسيق مع جماعة الإخوان المسلمين وكانت تقوم بتبادل الأدوار بحيث إذا لم ينجح إنقلاب البشير، فيتبرأ تنظيم الإخوان منه ولا يتضرر من أثاره، واذا نجح تقوم بتأييده ومباركته. أعتقل لاحقا عمر البشير حسن الترابي زعيم الجبهة الإسلامية القومية بعد أن أتفق مع البشير في ذلك لخداع الغرب ودعمه في الوصول للحكم كونه يحارب الإسلاميين. دعم البشير حركة حماس وتحالف مع إيران ودعم الجهاديين في أفغانستان ووفر المأوي لأسامة بن لادن لعدة سنوات مما دفع الولايات المتحدة لتصنيف السودان كدولة راعية للإرهاب وتم فرض عقوبات أمريكية علي السودان وتم طلب البشير في الجنائية الدولية بتهمة إرتكاب الإبادة الجماعية في دارفور. تمت الإطاحة بالمشير عمر البشير بعد حدوث ثورة شعبية في عام 2019 بسبب عدم توفر الخبز والبنزين والعديد من الأزمات الإقتصادية نتيجة العقوبات الأمريكية. وفي 29 يونيو 2021 حاولت حركة إسلامية تتبع التنظيم السري للإخوان في السودان بمحاولة إنقلاب عسكري أخر في السودان علي الحكومة الإنتقالية تحت قيادة حمدوك لكن تم إحباطها.

### أفغانستان

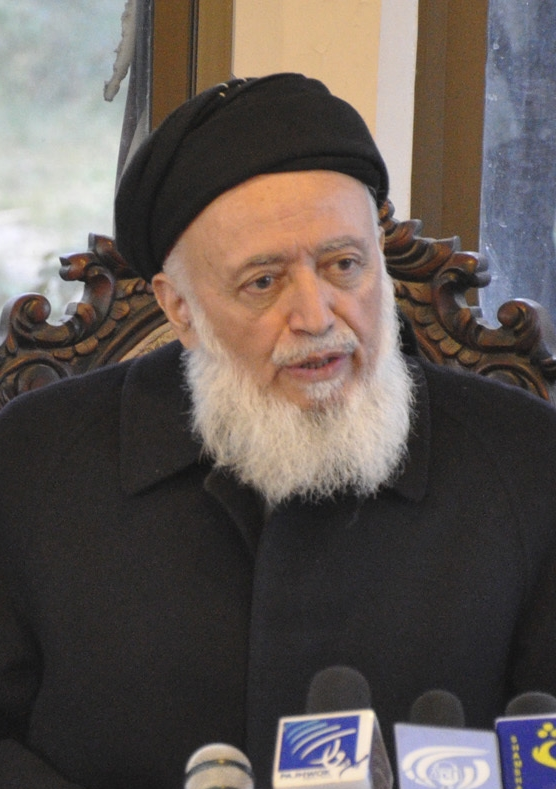
برهان الدين رباني رئيس دولة المُجاهدين في أفغانستان (دولة أفغانستان الإسلامية).

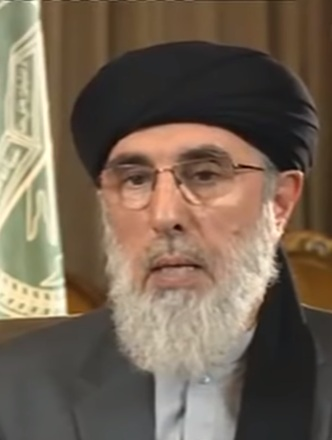
حكمتيار رئيس الحزب الإسلامي (أفغانستان) عام 2019م.

لعب الإخوان دورا كبير في حرب تحرير أفغانستان (1979-1989) حيث كان منهم غالبية قادة المجاهدين العرب كعبد الله عزام وأسامة بن لادن وبرهان الدين رباني وعبد رب الرسول سياف وقلب الدين حكمتيار، لعبت شبكات الإخوان المسلمين التابعة لمحمد كمال الدين السنانيري زوج أمينة قطب شقيقة سيد قطب، دورًا رئيسيًا في جمع الأموال والمجندين العرب للمجاهدين الأفغان. تضمنت هذه الشبكات مجموعات مجاهدين تابعة للقائد الأفغاني عبد رب الرسول سياف وعبد الله عزام، الباحث الإسلامي الفلسطيني والشخصية الرئيسية في اليمن ومن قيادات الإخوان المسلمون الأردنيون. بعد اعتقال ومقتل السنانيري في سجن أمني مصري عام 1981م، أصبح عبد الله عزام المحكم الرئيسي بين الأفغان العرب والمجاهدين الأفغان. الذي أمدهم بأموال تقارب 600 مليون دولار في السنة.
وقد تأسست فصائل مختلفة للإخوان الأفغان بأسماء مختلفة ومتصارعة فيما بينها علي الحكم. ومن فصائل الإخوان الحزب الإسلامي الأفغاني الذي يقوده قلب الدين حكمتيار. والإتحاد الإسلامي الأفغاني الذي أسسه عبد رب الرسول سياف والجمعية الإسلامية الأفغانية التي أسسها برهان الدين رباني ومن أعلامهم محمد هارون المجددي.
سيطرت الجمعية الإسلامية الأفغانية وهي إحدي فصائل إخوان أفغانستان علي الحكم، وأعلنت قيام دولة أفغانستان الإسلامية تحت رئاسة برهان الدين رباني في أبريل 1992.
حارب الحزب الإسلامي حكومة دولة أفغانستان الإسلامية التي أسسها برهان الدين رباني بسبب إستبعادها له من السلطة، وقد أعلن التنظيم العالمي للإخوان المسلمين دعمه لحكمتيار في المشاركة في الحكم، واستمرت الحرب الأهلية الأفغانية بينهم لمدة 4 سنوات منذ 1992 إلي 1996 إلى أن قامت حركة طالبان بالسيطرة على الحكم في أفغانستان في سنة 1996 والتي أنشئت إمارة أفغانستان الإسلامية 1996-2001.
.

### الإمارات

شعار جمعية الإصلاح والتوجيه الاجتماعي التي تمثل الإخوان المسلمين الإماراتيين.

بدأ وجود الإخوان المسلمين في الإمارات العربية المتحدة مع تشكيل جمعية الإصلاح والتوجيه الاجتماعي في الإمارات العربية المتحدة عام 1974 بموافقة الشيخ راشد بن سعيد آل مكتوم.
أعلن حزب الإصلاح في الإمارات العربية المتحدة علناً أنه يتقاسم أيديولوجية الإخوان المسلمين في مصر.  انتقد الإصلاح الإمارات على وجود كنائس مسيحية مجتمعية ومعابد هندوسية في الإمارات. وقد سعى أعضاؤها منذ تشكيلها إلى فرض السيطرة على القضايا الاجتماعية للدولة، مثل تعزيز العديد من الإجراءات التي تحد من مساواة المرأة بالرجل.
ورد أن الإصلاح كان يشكل سرا جناحًا عسكريًا سعى إلى تجنيد ضباط عسكريين متقاعدين وشباب إماراتي، ويُزعم أنه خطط للإطاحة بالحكومة الحالية وإنشاء دولة إسلامية في الإمارات.
في 1 يناير 2013، ألقت السلطات القبض على خلية إخوانية تضم أكثر من عشرة أشخاص من قيادة تنظيم جماعة الإخوان المسلمين المصري.
في 7 مارس 2014، قامت حكومة الإمارات العربية المتحدة بتصنيف جماعة الإخوان المسلمين على أنها جماعة إرهابية.
استأجرت الإمارات شركة Alp Services السويسرية لتشغيل دعاية ضد الإخوان المسلمين وقطر. استهدفت Alp، بقيادة ماريو بريرو، الأشخاص الذين يُنظر إليهم على أنهم متعاطفون مع جماعة الإخوان المسلمين. نيابة عن الإمارات العربية المتحدة، نظمت Alp Services حملة سرية لتشويه سمعة الأمريكي حازم ندا وشركته، لورد إنيرجي. حازم هو نجل يوسف ندا الذي التحق بجماعة الإخوان المسلمين عام 1947. مبينًا أنه امتداد لوالده، استهدفت خدمات Alp حازم من خلال الحصول على تاريخ مكالمته لمدة ثلاثة أشهر من عام 2017. ونشرت الحملة معلومات كاذبة لنشر رواية مفادها أن اللورد إنيرجي كان له صلات بالإرهاب. كان بريرو على اتصال مع الإمارات من خلال المسؤول الإماراتي مطر حميد النيادي. في صفقة أولية، دفعت الإمارات العربية المتحدة لشركة Alp حوالي مليون ونصف يورو "للحصول على أدلة ملموسة" ضد كل من قطر والإخوان المسلمين في أوروبا. كشفت الوثائق أن فواتير شركة Alp ذهبت مباشرة إلى الرئيس الإماراتي محمد بن زايد.,

### الجزائر
وصل الإخوان المسلمون إلى الجزائر خلال السنوات الأخيرة من الوجود الاستعماري الفرنسي في البلاد (1830-1962). قاد الشيخ أحمد سحنون التنظيم في الجزائر بين 1953 و1954 خلال فترة الاستعمار الفرنسي. شارك أعضاء جماعة الإخوان والمتعاطفون معها في الانتفاضة ضد فرنسا في 1954-1962، ولكن جرى تهميش الحركة خلال حكم الحزب الواحد العلماني إلى حد كبير جبهة التحرير الوطني الذي جرى تنصيبه عند الاستقلال في عام 1962. وظلت نشطة بشكل غير رسمي، وتحتج أحيانًا على الحكومة وتدعو إلى زيادة الأسلمة والتعريب لسياسة البلاد.

### موريتانيا

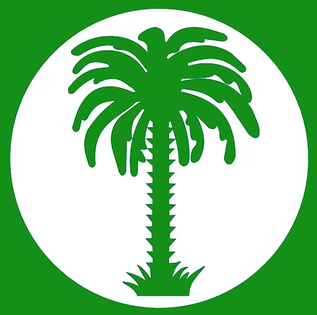
التجمع الوطني للإصلاح والتنمية.

ساهمت التغييرات التي طرأت على التركيب الديموغرافي والسياسي لموريتانيا في السبعينيات بشكل كبير في نمو الإسلام السياسي داخل المجتمع الموريتاني. أدت فترات الجفاف الشديد إلى التحضر، حيث انتقلت أعداد كبيرة من الموريتانيين من الريف إلى المدن، ولا سيما نواكشوط، هربًا من الجفاف. أدت هذه الزيادة الحادة في التحضر إلى تشكيل جمعيات مدنية جديدة، وشكل الموريتانيون المتعاطفون مع جماعة الإخوان المسلمين أول منظمة إسلامية في موريتانيا، تُعرف باسم الجماعة الإسلامية.
كان هناك نشاط متزايد فيما يتعلق بالإخوان المسلمين في الثمانينيات، مدفوعًا جزئيًا بأعضاء جماعة الإخوان المسلمين المصرية.
في عام 2007، جرى تقنين حزب التجمع الوطني للإصلاح والتنمية، المعروف باسم تواصل، كحزب سياسي. والحزب مرتبط بالجناح الموريتاني لجماعة الإخوان المسلمين.

### الأردن

عبد اللطيف أبو قورة وسط جوالة الاخوان في فلسطين.

أنشأ عبد اللطيف أبو قورة جماعة الإخوان المسلمين في الأردن عام 1945 بالتنسيق مع جماعة الإخوان المسلمين في مصر عبر اندماج مجموعتين منفصلتين تمثلان المكونين من الشعب الأردني: شرق الأردن والضفة الغربية الفلسطينية. في 9 نوفمبر 1945، سُجلت جمعية الإخوان المسلمين رسميًا وأصبح أبو قورة أول مشرف عام لها. حيث كانت الجماعة في تلك الفترة تعيش مداً جماهيرياً، بسبب مواقفها وجهادها في قضية فلسطين والقضايا التحررية في العالم العربي، وكان التأسيس بمبادرة عبد اللطيف أبو قورة، الذي اتصل بالمرشد العام حسن البنا، وتعرف على الجماعة وكان عضواً في الهيئة التأسيسية في مصر، ومن أهم أعمال الجماعة في هذه الفترة : إقامة الندوات والمحاضرات والاحتفالات الإسلامية والدعوة إلى الخير والأمر بالمعروف والنهي عن المنكر، كما ساهمت ممثلة بشخص قائدها عبد اللطيف أبو قورة، في إنشاء الكلية العلمية الإسلامية في عمان، والمشاركة كذلك في رابطة العالم الإسلامي، والمؤتمر الإسلامي، ولجنة نصرة الجزائر، والمؤتمر الإسلامي لـبيت المقدس، وغيرها وشارك الإخوان في حرب فلسطين عام 1948م بسرية أبو عبيدة عامر بن الجراح، وكان مقرها في قرية عين كارم، حيث كان قوامها 120 رجلاً وبقيادة عبد اللطيف أبو قورة، وقُتِل عدد منهم، من بينهم سالم المبسلط، وبشير سلطان.
حظرت الأردن الجماعة في 23 أبريل 2025 بعد ثبوت تورطها في تصنيع أسلحة داخل الأردن مما يهدد الأمن الوطني الأردني، وقد صادرت الشرطة الأردنية مقراتها.

### فلسطين

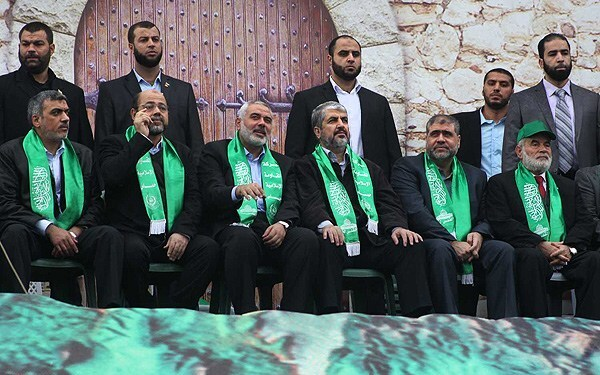
حركة حماس الفلسطينية انبثقت من تنظيم الإخوان المسلمين في غزة.

نشأ تنظيم الإخوان المسلمون في قطاع غزة في 25 نوفمبر 1946م وقد افتتح الإخوان الفلسطينيون مقرهم، وأقاموا حفل افتتاحه في قاعة سينما السامر بغزة، وأسس عايش عميرة أول شعبة للإخوان في غزة. وقام حسن البنا بزيارة فلسطين بتاريخ 20 مارس 1948م، وكان حريصاً علي زيارة العديد من مدن غزة، واستقبلته الجماهير بحفاوة بالغة. وفيما بعد أصبح هذا الفرع من أنشط فروع الإخوان في فلسطين. وقد مارست شعبة الإخوان في غزة إلي جانب دورها السابق في نشر الدعوة دوراً واضحاً في مساعدة اللاجئين، فقامت الشعب بجمع التبرعات لهم، وبتوزيعها عليهم في قطاع غزة. وفي واقع الأمر كان للإخوان المسلمين الذين قدموا من مصر للقتال في فلسطين تحت قيادة الجيش المصري أو مجموعات من المتطوعين دور واضح في دعم وإسناد شعبيتهم في غزة. أعلن أحمد ياسين وهو أحد مؤسسي تنظيم الاخوان في غزة عن تشكيل جناح عسكري للتنظيم تحت مسمي حركة المقاومة الإسلامية بعد حادث الشاحنة الصهيونية في 6 ديسمبر 1987م. وفي 25 يناير 2006 فازت حماس بأكثر من نصف المقاعد في الانتخابات التشريعية الفلسطينية، وحصدت 76 مقعدا من أصل 132 هم مجموع مقاعد المجلس، ورفضت الولايات المتحدة والاتحاد الأوروبي، واسرائيل الاعتراف بنتائج الانتخابات.
,وفي 2017 حذفت حركة حماس المادة التي تنص علي كونها جزء من الإخوان المسلمين من ميثاقها، وتحولت لتنظيم فلسطيني مستقل.

### لبنان

الداعية الإسلامي فتحي يكن مؤسس فرع الإخوان في لبنان.

شعار إخوان لبنان.

أرسل حسن البنا خطابًا إلى سعادة وزير لبنان المفوض بتاريخ 28 مايو 1945م، وفيه يعلن استعداد الإخوان لإرسال عشرة آلاف متطوع للجهاد بجانب إخوانهم اللبنانيين، وقد نشأت الجماعة الإسلامية في لبنان علي يد فتحي يكن وتنتمي الجماعة إلى مدرسة الإخوان المسلمين الفكرية. وقد تأكدت صلات هذا التيار الإسلامي اللبناني بحركة الإخوان المسلمين خلال زيارة المرشد العام للإخوان المسلمين في مصر (حسن الهضيبي) إلى لبنان عام 1953، وانعقاد المكتب التنفيذي لقادة جماعة الإخوان المسلمين في مصيف بحمدون حيث حضره إضافة إلى الهضيبي (مصر) والسباعي (سوريا) ومحمد عمر الداعوق (لبنان).. كل من الشيخ محمد محمود الصواف (العراق) ومحمد عبد الرحمن خليفة (الأردن) وغيرهم.
كما أسس الإخوان في لبنان قوات الفجر كجناح عسكري للجماعة بعد الاجتياح الإسرائيلي للبنان في حزيران عام 1982 واحتلال الكثير من مناطق في لبنان ولوصول إلى العاصمة بيروت، وقد قامت قوات الفجر بدور كبير في استهداف القوات الإسرائيلية وتحرير لبنان من الاحتلال الإسرائيلي. نشأت الجماعة في ظروف قاسية، حيث كان العمل الإسلامي فيها متهماً بالعمالة والخيانة.. وكان التيار الناصري في أرجاء الوطن الإسلامي يترصد الحركات الإسلامية، ويشكل تنظيمات مسلحة لمكافحة كل تحرك إسلامي..

### سوريا

شعار الإخوان المسلمون في سورية.

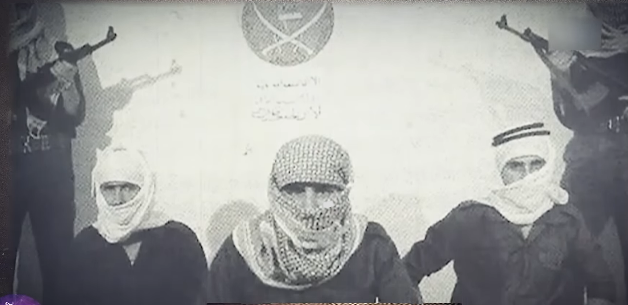
الطليعة المقاتلة الجناح العسكري للإخوان المسلمين في سوريا خلال التمرد المسلح ضد حكومة الرئيس حافظ الأسد وحزب البعث السوري.

تعرف مصطفي السباعي في فترة دراسته في الأزهر بمصر على حسن البنا، وظلت الصلة قائمة بينهما بعد عودته إلى سوريا، وأسس بعدها مصطفى السباعي بجانب مجموعة طلاب ودعاة جماعة الإخوان المسلمين لعموم القطر السوري عام 1942م. وعند إعتقال المُرشد العام حسن الهضيبي والحكم بإعدامه بعد محاولة إغتيال عبدالناصر في المنشية بالإسكندرية، تولي مصطفي السباعي منصب القائم بأعمال المرشد بعد تشكيل لجنة للإخوان في الأقطار العربية، صُنِّف الإخوان في سوريا كمنظمة إرهابية في 1982م بعد التمرد المسلح للجماعة في مدينة حماة ضد الجيش السوري بدعم العراق تحت رئاسة صدام حسين، وأصدرت حكومة حزب البعث قانون بإعدام أي منتمي للجماعة في سوريا. وقد بدأت بالعمل من المنفي في تركيا وغيرها من الدول، في بداية الاحتجاجات عام 2011، امتنعت جماعة الإخوان المسلمين بحذر عن المشاركة. ولم يصدر أول بيان رسمي لها لدعم الانتفاضة إلا في نهاية أبريل/نيسان، ودعت صراحة إلى إسقاط نظام الأسد. وفي تشرين الأول/أكتوبر، شاركت جماعة الإخوان المسلمين السورية في تأسيس المجلس الوطني السوري في إسطنبول، الذي ضم فصائل مختلفة من المعارضة السورية. وتعتبر جماعة الإخوان المسلمين السورية العنصر الإسلامي الأكثر نفوذا داخل المجلس، ويمثلها محمد رياض الشقفة ونائبه محمد فاروق طيفور، وكلاهما يسعى إلى تقديم وجه معتدل للإخوان لصالح حلفائهم والمجتمع الدولي.

### الصومال
تأسس جناح الإخوان المسلمين في الصومال باسم حركة الإصلاح. وصلت أيديولوجية الإخوان المسلمين إلى الصومال في أوائل الستينيات، لكن حركة الإصلاح تشكلت في عام 1978 ونمت ببطء في الثمانينيات. وتوصف حركة الإصلاح بأنها «حركة إسلامية غير عنيفة وحديثة بشكل عام وتدعو لإصلاح إسلامي لمواجهة تحديات العالم الحديث»، وأكدت أن «هدفها إقامة الخلافة الإسلامية» والتي «تعمل بشكل رئيسي في مقديشو».  قام التنظيم ببناء نفسه بشكل فضفاض ولم يكن مرئيًا بشكل علني في المشهد السياسي للمجتمع الصومالي.
تم تشكيل الإصلاح عام 1978م على يد عضو الإخوان الشيخ محمد جارياري. في عام 1981م، بدأ الرئيس الصومالي محمد سياد بري في اعتقال المعارضين السياسيين وقمع الحريات المدنية ردًا على المعارضة المتزايدة. بعد سنوات من العمل السري ، عاد حزب الإصلاح إلى الظهور بعد الإطاحة بري عام 1991م، مستفيدًا من فراغ السلطة الناتج عن الحرب الأهلية الصومالية.*وميزت الجماعة نفسها عن الجماعات الإسلامية الناشئة الأخرى من خلال نبذ العنف علانية. كما قدم الإصلاح المساعدات والخدمات الاجتماعية للصوماليين على أمل بناء شبكة من الدعم وخلق «قوافل السلام» التي سافرت في جميع أنحاء الصومال في محاولة لحل النزاعات المحلية باستخدام التعاليم الإسلامية.*

### جيبوتي
تأسست جماعة الإخوان في جيبوتي جاء ذلك عن طريق أحد الجيبوتيين زار فرع الإخوان بالقاهرة، وقد أعجب بدعوتها، وبعد رجوعه إلى بلده أرسل خطابًا إلى فرع القاهرة يعلن فيه إنشاء شعبة للإخوان المسلمين في جيبوتي وتعتبر أقدم التنظيمات الإسلامية المعاصـرة التي تتبنى تطبيق الإسلام في واقع المسلمين وتعمل على رفـع مستـوى التزام المجتمـع بالقيـم والمبادئ الإسلاميـة.وقد كانت جيبوتي ثاني محطة لجماعة الإخوان المسلمين التي أسسها حسن البنا وذلك بعد مصر ـ بلد المنشأ.
عبد الله حسين علي نور اليماني هو رئيس فرع جمعية الإخوان المسلمين بجيبوتي، ومن أعلامها القاضي عبد الرحمن سليمان بشير.

### الكويت

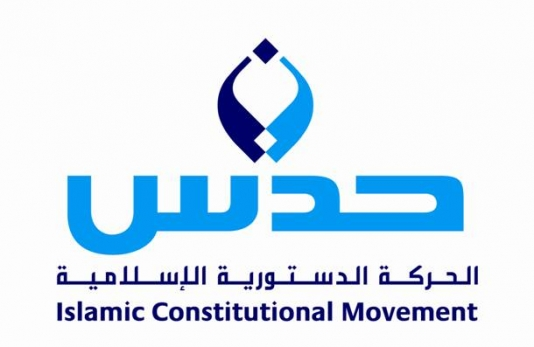
الحركة الدستورية الإسلامية الجناح السياسي لجمعية الإصلاح الاجتماعي الكويتية

تأسس فرع الإخوان في الكويت عبر الشيخ عبد العزيز العلي المطوع الذي تعرف في منتصف الأربعينيات على الشيخ حسن البنا المؤسس والمرشد العام للإخوان المسلمين، وذلك خلال دراسته في القاهرة. وقد جاء الإخوان المصريون إلى الكويت في الخمسينيات من القرن الماضي بسبب الأضطهاد الذي تعرضوا له من قبل نظام جمال عبد الناصر والقومية العربية واندمجوا في وزارة التعليم وأجزاء أخرى من الدولة وقاموا بنشر أفكارهم هناك. وهناك قام يُطلق على الذراع الخيرية للإخوان في الكويت اسم «جمعية الإصلاح الاجتماعي»  وذراعها السياسي يسمى الحركة الدستورية الإسلامية أو «حدس».  جرى انتخاب أعضاء المجلس الإسلامي للوزراء في البرلمان وخدموا في الحكومة «ويعتقد على نطاق واسع أنهم يسيطرون على وزارة الأوقاف» (الوقف الإسلامي) والشؤون الإسلامية، لكنهم لم يصلوا أبدًا إلى الأغلبية أو حتى التعددية - «حقيقة تتطلب منهم أن يكونوا براغماتيين في العمل مع المجموعات السياسية الأخرى».  أثناء غزو الكويت دعمت جماعة الإخوان المسلمين الكويتية (إلى جانب الإخوان المسلمين الآخرين في دول الخليج) قوات التحالف الأمريكية السعودية ضد العراق و «انسحبت من التنظيم العالمي للإخوان المسلمين» إحتجاجًا على موقف التنظيم العالمي المؤيد لصدام.  _ ولم يسلم الإخوان في دول الخليج الأخرى من ضغوط حكوماتهم المحلية.

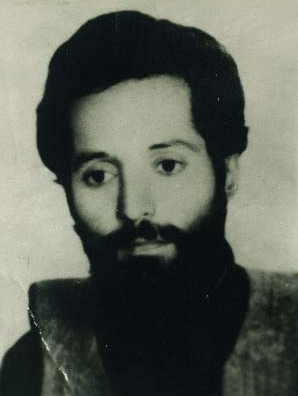
ناصر سبحاني في شبابه. يُعتقد أنه تم اعدامه بعد أن أنتقد كتب الخميني حول ولاية الفقيه.

### إيران

شعار جماعة الإخوان الإيرانية.

جماعة الدعوة والإصلاح في إيران هي جماعة تكونت من الأقلية السنية في إيران وتمثل فرع الإخوان المسلمين في إيران، تأسست عام 1980م في في بداية انتصار الثورة الايرانية في 1979 على يد الشيخ ناصر سبحاني ومجموعةٍ من الدعاة الأكراد السنة المتأثرين بالصحوة الإسلامية العالمية في أوساط أهل السنة والجماعة في إيران قبل ثلاثين سنة، وهي جماعة إسلامية إيرانية مستقلة ولها وجودها ورموزها في كل المحافظات التي يقطنها أهل السنة في إيران وتمارس نشاطاتها بشكل شبه رسمي ملتزمة بمنهج الوسطية، بعيدة عن التطرف وإثارة الخلافات بین المسلمین، جماعة الدعوة والإصلاح مع كونها مستقلة في اتخاذ مواقفها وقراراتها، لكنها تلتزم بمبادئ حركة الإخوان المسلمين وثوابتها وتفتخر بانتمائها الفكريّ والتنظيمي لها، جماعة الدعوة والإصلاح تنشط بشكل علني ولها مواقف شفافة، وأسسها الفكرية متطابقة تماما مع الأسس الفكرية لحركة الإخوان، لكنها تحظى باستقلالية القرار الداخلي لاتخاذ مواقفها، وارتباطها بالتنظيم الدولي للإخوان المسلمين، وجماعة الإخوان في مصر لا يعني التبعية المطلقة أو عدم استقلالية القرار.

### السعودية

كان محمد سرور زين العابدين أحد رموز الإخوان المسلمين في سوريا الذين فروا الي السعودية بسبب قانون حزب البعث السوري بإعدام المنتمين للجماعة وأنشق عن الجماعة وأسس تيار السرورية الذي يجمع بين فكر محمد بن عبدالوهاب والحركية السياسية القطبية.

كان لجماعة الإخوان المسلمين تأثير داخل المملكة العربية السعودية لأول مرة في عام 1954 عندما سعى الآلاف من الإخوان المصريين للهروب من حملة الرئيس جمال عبد الناصر، وأستقبلهم الملك فيصل حيث أراد استخدام الإخوان ضد الحكومة المصرية. نشأت تيارات فكرية متأثرة بمنهج الإخوان منها حركة الصحوة السعودية والسرورية.
في عام 2002، ندد وزير الداخلية السعودي آنذاك الأمير نايف بالإخوان، محملا إياها المسؤولية في معظم ما يعاني منه العالم الإسلامي من عنف وتطرف، قائلا إن الإخوان هم أصل البلاء ومصدر كل المشكلات شعرت الأسرة الحاكمة بالقلق أيضًا من الربيع العربي والمثال الذي قدمته جماعة الإخوان المسلمين في مصر ،محمد مرسي جلب حكومة إسلامية إلى السلطة عن طريق الثورة الشعبية والانتخابات والتي رأتها استنساخ لخطر النظام الإيراني وتصدير الثورة.

في مارس 2014، في «خروج كبير عن موقفها الرسمي السابق»، أعلنت الحكومة السعودية جماعة الإخوان «منظمة إرهابية»، وأعقب ذلك بمرسوم ملكي أعلن أنه من الآن فصاعدًا،

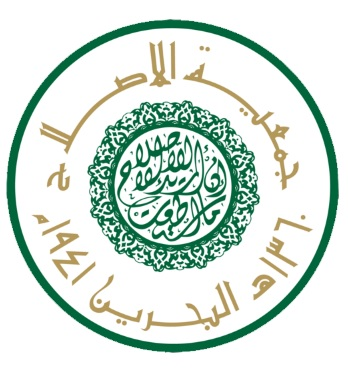
شعار جمعية الإصلاح في البحرين.

الانتماء إلى اتجاهات سياسية أو جماعات فكرية أو دينية أو جماعات متطرفة أو مصنفة على أنها إرهابية على المستوى المحلي أو الإقليمي أو الدولي، ودعمها أو التعاطف مع أفكارها وأساليبها بأي طريقة كانت، أو إبداء الدعم لها بأي طريقة كانت، أو تقديم الدعم المادي أو المعنوي لهم، أو تحريض الآخرين على القيام بأي من هذا أو الترويج لأي من هذه الأفعال بالقول أو الكتابة

### البحرين
جماعة الإخوان المسلمين في البحرين ممثلة في جمعية الإصلاح وجناحها السياسي، جمعية المنبر الوطني الإسلامي، بعد الانتخابات البرلمانية في عام 2002، أصبح المنبر أكبر حزب مشترك بثمانية مقاعد في مجلس النواب المكون من أربعين مقعدًا. ومن الأعضاء البارزين في المنبر الدكتور صلاح عبد الرحمن والدكتور صلاح الجودر والنائب محمد خالد. دعم الحزب بشكل عام التشريعات التي ترعاها الحكومة بشأن القضايا الاقتصادية، لكنه سعى إلى اتخاذ إجراءات صارمة ضد حفلات البوب والشعوذة وعازفي الكاهن. بالإضافة إلى ذلك، فقد عارضت بشدة انضمام الحكومة إلى العهد الدولي الخاص بالحقوق المدنية والسياسية.
في 21 مارس 2014 تم تصنيف جماعة الإخوان المسلمين كمنظمة إرهابية.
في أغسطس/آب 2014، أعلن القيادي في كتلة «المنبر» الدكتور ناصر الفضالة، براءة جمعية الإصلاح من إتباع تنظيم الإخوان المسلمين أو الخضوع لمرشده، موضحًا أنهم يؤمنون ببعض أفكار سيد قطب وحسن البنا الدينية «التي تخلو من الشبهات»، بيد أنهم لا يساومون على وطنهم البحرين، وأنه ليس لديهم أي نشاط واتصال مع أي دولة بما فيها قطر.

### العراق

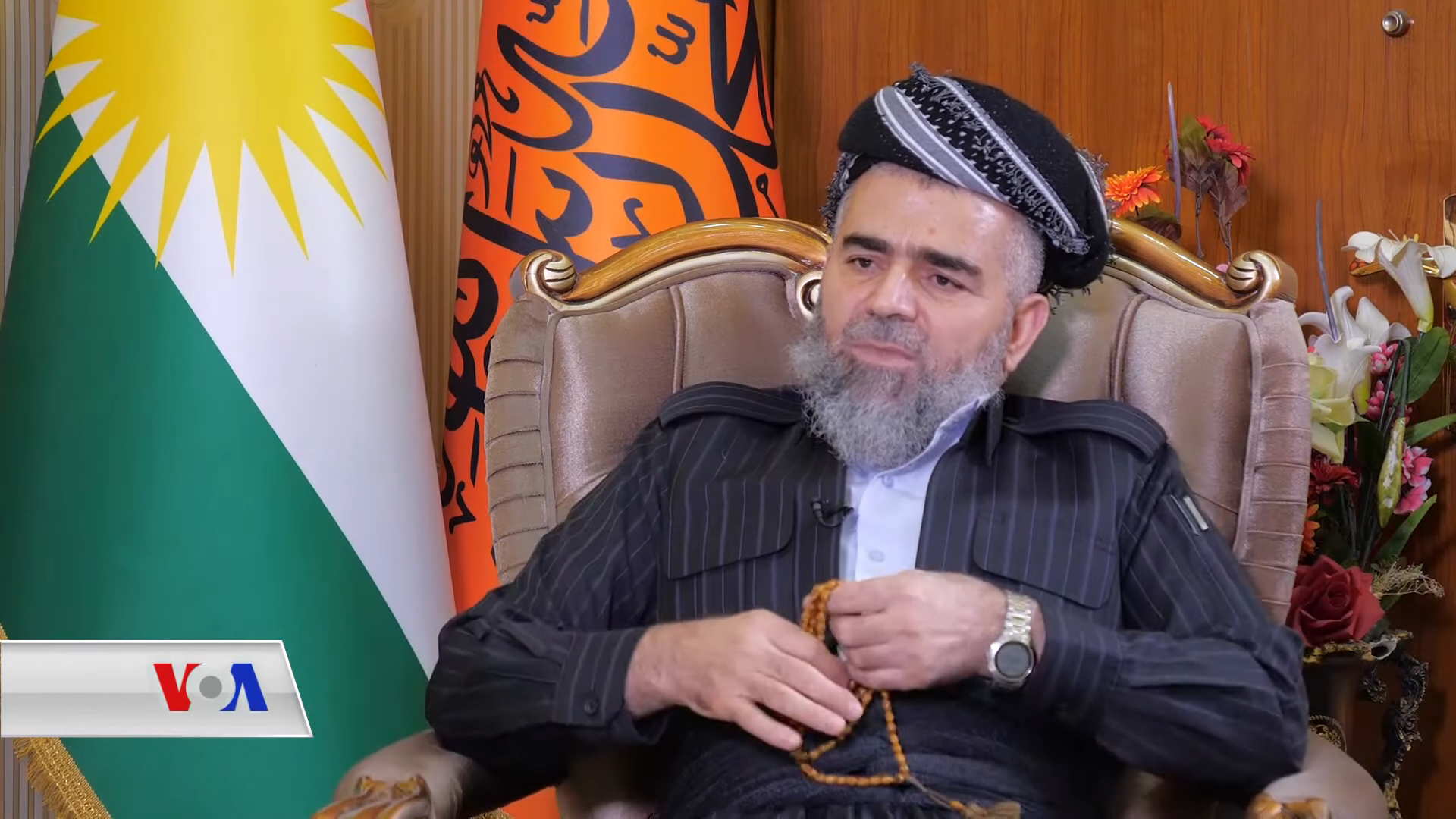
علي بابير الزعيم السابق للحركة الإسلامية الكردستانية الممثلة للإخوان المسلمين في كردستان العراق.

مؤسس الإخوان المسلمين في العراق الشيخ محمد محمود الصواف مع مجموعة من شباب جماعة الإخوان المسلمين ، وهم السباعي،الداوليبي،الأميري،المبارك

أسس الشيخ محمد محمود الصواف جماعة الإخوان المسلمين في العراق وكان أول مراقب لها بعد عودته من القاهرة حيث كان يدرس في الجامع الأزهر وتأثر هناك بفكر الإخوان المسلمين، وشارك في حرب فلسطين، وجرى تشكيل الحزب الإسلامي العراقي في عام 1960 كممثل سياسي للإخوان، ولكنه حُظر من عام 1961 أثناء الحكم القومي لعبد الكريم قاسم. مع اشتداد القمع الحكومي في ظل حزب البعث منذ فبراير 1963.
أعادت الجماعة عمل الاخوان في داخل العراق بتنظيم سري عام 1989 بشكل أكثر حركة واعادوا بناء هياكلهم التنظيمية بقيادة مؤقتة وكونوا مجلس شورى من مسؤولي تنظيمات المحافظات فعملوا على هذا الأساس إلى عام 1996 عندما انتخبوا مجلس شورى جديد اجتمع وانتخب قيادة جديدة ومراقبا عاما جديدا في ليلة 20 رمضان 1416 هجرية (1996 م)  (لكن لم تذكر هذه المصادر أسماء القيادة والمراقب الجديد المنتخب) وقد كشف هذا التنظيم أيضا واعتقل قسم من قياداته منهم الدكتور محسن عبد الحميد والذي أفرج عنه لاحقا بعد وساطة من قيادات إسلامية في تركيا والأردن والسودان.

### المغرب
الأحزاب والجماعات الإسلامية في المغرب تأثرت بفكر وأدابيات جماعة الإخوان المسلمين وطريقتها في الدعوة وفي الشمولية ومنهم جماعة العدل والإحسان المغربية التي تعرف نفسها أنها تقوم علي شمولية الإسلام، كما كان حزب العدالة والتنمية المغربي هو الحاصل على أكبر عدد من الأصوات في انتخابات عام 2011 في المغرب، واعتبارًا من مايو 2015، شغل منصب رئيس الوزراء.  ينتمي الحزب تاريخيًا إلى جماعة الإخوان المسلمين، وعلى الرغم من ذلك، ورد أن الحزب أشاد بملك المغرب «باخفاء»، بينما «يصر الحزب على أنه ليس بأي حال من الأحوال حزبًا من جماعة الإخوان المسلمين» وأنه حزب سياسي مستقل.

### ليبيا

شعار الإخوان المسلمون الليبيون.

جاءت مجموعة من الإخوان المسلمين إلى المملكة الليبية في الخمسينيات من القرن الماضي من قمع الرئيس المصري جمال عبد الناصر، لكنها لم تكن قادرة على العمل علانية إلا بعد الحرب الأهلية الليبية الأولى عام 2011م. كان ينظر إليهم بشكل سلبي من قبل الملك الليبي إدريس الذي أصبح أكثر حذرًا من أنشطتهم. منع معمر القذافي جميع أشكال الإسلاموية في ليبيا وكان العدو اللدود للإخوان المسلمين لفترة طويلة. عقدت الجماعة مؤتمرها الصحفي العام الأول في 17 نوفمبر 2011، وفي 24 ديسمبر أعلنت جماعة الإخوان أنها ستشكل حزب العدالة والبناء (JCP) وخوض انتخابات المؤتمر الوطني العام.العام التالي. الإخوان المسلمون في ليبيا «لديها تاريخ قليل من التفاعلات مع الجماهير».
على الرغم من التوقعات المستندة إلى تونس ومصر، دول ما بعد الربيع العربي، بأن حزب الإخوان المسلمين سيفوز بسهولة في الانتخابات، إلا أنه بدلاً من ذلك جاء في المرتبة الثانية بفارق كبير بعد تحالف القوى الوطنية، حيث حصل على 10% فقط من الأصوات و17 من أصل 80 قائمة حزبية. مقاعد. كما هُزم مرشحهم لمنصب رئيس الوزراء، عوض البرعصي، في الجولة الأولى من التصويت في سبتمبر/أيلول، على الرغم من أنه أصبح فيما بعد نائبًا لرئيس الوزراء في عهد علي زيدان. صالح الصالح، عضو الكونجرس عن حزب العدالة والبناء، هو أيضًا نائب رئيس المؤتمر الوطني العام.
ويرأس حزب الإصلاح والتنمية خالد الورشفاني، العضو السابق في جماعة الإخوان المسلمين. ويرتبط الصلابي، رئيس حزب الوطن، بعلاقات وثيقة مع يوسف القرضاوي، الزعيم الروحي لجماعة الإخوان المسلمين العالمية.
وتعرضت جماعة الإخوان المسلمين في ليبيا لانتقادات واسعة النطاق، خاصة بسبب علاقاتها المزعومة مع التنظيمات المتطرفة العاملة في ليبيا. في الواقع، فإن نص قانون تصنيف الإخوان المسلمين كإرهابيين الصادر عن الكونغرس الأمريكي لعام 2015 يتهم بشكل مباشر ميليشيات الإخوان المسلمين الليبيين بـ "الانضمام إلى المنظمات الإرهابية التي صنفتها الولايات المتحدة، وخاصة أنصار الشريعة" التي تحملها الولايات المتحدة المسؤولية. للهجوم على مجمعها في بنغازي. كانت هناك تقارير مماثلة تفيد بأن المكلفين بحراسة قنصلية بنغازي ليلة الهجوم كانوا على صلة بجماعة الإخوان المسلمين.
فقدت جماعة الإخوان المسلمين الليبية الكثير من دعمها الشعبي منذ عام 2012، حيث تم إلقاء اللوم على الجماعة بسبب الانقسامات في البلاد. وواصل السياسيون الليبيون العلمانيون التعبير عن مخاوفهم بشأن علاقات الإخوان بالجماعات المتطرفة. في أكتوبر 2017، ادعى المتحدث باسم الجيش الوطني الليبي العقيد أحمد المسماري أن "فروع جماعة الإخوان المسلمين التابعة لتنظيم القاعدة" قد انضمت إلى تنظيم داعش في ليبيا. في الانتخابات البرلمانية لعام 2014، فاز الإخوان المسلمون بـ 25 مقعدًا فقط من أصل 200 مقعدًا متاحًا.

### الفلبين

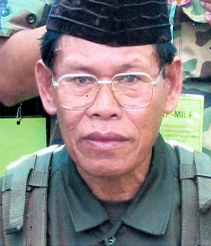
أمريل أومبرا كاتو مؤسس وزعيم مناضلو بانغسامورو الإسلاميين في سبيل الحرية.

منظمة مناضلو بانغسامورو الإسلاميين في سبيل الحرية قامت علي منهج وفكر الإخوان المسلمين في 2008م مقرها جزيرة مينداناو بالفلبين، وهي حركة إسلامية إنفصالية في الفلبين تسعي لتحرير شعب مورو المسلم من الاحتلال الفلبيني المسيحي وإقامة حكم إسلامي في أراضيهم تنشط في الغالب في ماجوينداناو وأماكن أخرى في وسط مينداناو . يتزعمها الحاج مراد إبراهيم الذي اختير لرئاسة الجبهة عقب وفاة زعيمها السابق سلامات هاشم عام 2003م. أسسها بعد أن إنفصل عن جبهة تحرير مورو عام 1977 وكان سبب الانشقاق -حسب جبهة مورو الإسلامية- أن تيار الجبهة الوطنية بدأ يقترب من حكومة مانيلا ويتخلى عن المطلب الأساسي لشعب مورو وهو الاستقلال واكتفى بفكرة اقامة حكم ذاتي. وقد اعترفت منظمة المؤتمر الإسلامي بجبهة تحرير مورو الإسلامية ممثلا لمسلمي الفلبين.
بعد وفاة كاتو في 14 ابريل 2015م، انقسمت المجموعة إلى ثلاث فصائل، أحدها متحالف مع جماعة أبو سياف، بينما الآخران أقل تطرفا.

### السنغال
بعض الطلبة السنغاليين الذين تأثروا بفكر حسن البنا حملوا هذا الفكر وبلغوه وسط المجتمع السنغالى حتى أثمر عن جماعة عباد الرحمن والتي تأسست عام 1978م كإمتداد لجماعة الإخوان المسلمين العالمية، ومن أعلامها الشيخ أحمد جه.

### طاجيكستان

عبد الله نوري رئيس حزب النهضة الإسلامية في طاجيكستان (1997-2006)

علم حزب النهضة الإسلامية في طاجيكستان.

حزب النهضة الإسلامية في طاجكستان هو الممثل للإخوان في طايجكستان، ترأّس حزب النهضة الإسلامية في طاجيكستان الشيخ عبد الله نوري الذي توفي عام 2006 بعد مرض عضال، ويرى المراقبون أنه الحزب الثاني من حيث الأهمية في البلاد. وفي عام 1991 م انعقد المؤتمر التأسيسي لحزب النهضة الإسلامي في إحدى قاعات مبنى الحزب الشيوعي المنحل. شارك الحزب في حرب الاستقلال الطاجيكية ما بين عامي 1992 وعام 1997 واستفاد الحزب من تنظيمه والانسجام في صفوفه وفي عام 1992 أعلن رحمن ناييف الرئيس الشيوعي السابق حالة الطوارئ في البلاد مما جعل المعارضة الإسلامية تقوم بحشد أنصارها أمام البرلمان في اعتصام مفتوح وبعد إسبوع استولت على الإذاعة والتلفزيون ثم حاصرت مبنى الاستخبارات. وفي 11 أيار عام 1991م وافق ناييف على مطالب المعارضة فتشكّلت حكومة ائتلافية.

### باكستان

شعار الجماعة الإسلامية الباكستانية الممثلة للإخوان في باكستان.

الجماعة الإسلامية الباكستانية التي تأسست في 26 أغسطس 1941 متعاونة مع جماعة الإخوان المسلمين كفكر مشترك وأهداف واحدة غير أن المسميات مختلفة، والجماعة الإسلامية الباكستانية تعتبر نفسها إخوان باكستان. في 3 يوليو 2011 في حوار لأمير الجماعة سيد منور حسن مع موقع إخوان أون لاين قال أن القوة العددية للجماعة بلغت أكثر من 6 ملايين عضو مؤيد وأكثر من 25 ألف عضو عامل.
في 13 أبريل 2009 بلغ عدد أعضاء العضوية العامة للجماعة حوالي خمسة ملايين (4.8) أما الأعضاء الأساسيون فعددهم حوالي 24 ألف عضو رجالا ونساءً.
وفي 5 أكتوبر 2002 بلغ عدد أعضاء الجماعة نحو 4.5 مليون، بينهم 16 ألف عضو عامل يحق لهم الترشيح والانتخاب. وهي الحزب الإسلامي الوحيد الذي يجري انتخابات كل خمس سنوات لاختيار «أمير الحزب» و«مجلس الشورى» الذي يتكون من 72 عضوا.

### الشيشان
لعبت جماعة الإخوان المسلمين دور كبير في التنسيق وإنشاء وتمويل منظمة إسلامية تسمى المجلس العسكري الأعلى لمجاهدي القوقاز، بقيادة سيف الإسلام خطاب وشامل باساييفـ، كما تمثلت المقاومة الشيشانية في الحركة الانفصالية الشيشانية بقيادة دوكو أحمدوفيتش عمروف، واختير عمروف زعيما لإمارة القوقاز الإسلامية في 2006، وكان عمروف ينتمى إلى جماعة الإخوان المسلمين وكانت من أهم أهدافه الجهاد ضد الروس لتحرير القوقاز منهم وقد أتبع في ذلك أتخاذ مزيج من حرب العصابات والعمليات النوعية الخاصة بهدف تحرير الدول المسلمة المحتلة من روسيا وإقامة إمارة إسلامية موحدة في القوقاز.

شعار التجمع اليمني للاصلاح.

### اليمن

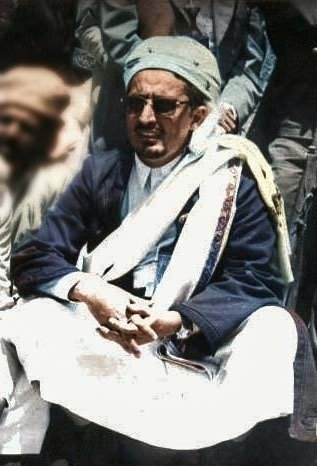
الشيخ عبد الله الأحمر.

كان أول اتصال لحسن البنا باليمن في حفل أقامته جمعية الشبان المسلمين سنة 1929م بعد المحاضرة التي ألقاها بعنوان: «ذكرى يوم الهجرة والدعوة الإسلامية وأثرها»، حيث التقى مع السيد محمد زبارة الحسن اليمني أمير قصر السعيد في صنعاء وقام السيد محمد بزبارة حسن البنا في الإسماعيلية، ومكث معه ثلاثة أيام وشاهد منشآت الإخوان ومؤسساتهم "معهد حراء الإسلامي، ومدرسة أمهات المؤمنين، وفرقة الرحلات، ورأى الإخوان في دروسهم ومحاضراتهم ولمس ما تفيض به نفوسهم من حب وإخاء وغيرة على الإسلام والمسلمين، فأعجب بذلك كله أيما إعجاب، واستمرت هذه الصلة بينه وبين الإخوان بعد ذلك قوية ومتينة.
بدأ نشاط الإخوان في اليمن في فترة الستينات التي كانت لا تسمح بقيام الأحزاب السياسية وكانت الأحزاب تمارس أنشطتها في تنظيمات سرية وتعيش حالة من النضال ضد الأنظمة. يتكون الإخوان الآن من مجموعة قبائل يمنية كبيرة.
الإخوان المسلمون اليمنيين ممثلين سياسيًا تحت اسم التجمع اليمني للإصلاح المعروفة باسم حزب الإصلاح. تأسس بعد الوحدة بين شطري اليمن يوم 13 سبتمبر 1990 على يد الشيخ عبد الله بن حسين الأحمر شيخ قبائل حاشد بصفته تجمعاً سياسياً ذا خلفية إسلامية، وامتداداً لفكر الإخوان المسلمين، وتم افتتاح مقره الرئيسي في 3 يناير 1991.

### تونس
حركة الاتجاه الإسلامي التي تأسست عام 1972م هي إحدي الحركات الإسلامية التي تأثرت بأفكار الإخوان المسلمين التي أنتشرت أثناء الصحوة الإسلامية في أوائل السبعينيات من القرن العشرين، ومثلت التيار الإسلامي في تونس، ولكنها قطعت مع أفكارها في 1978 فيقول رئيسها وأحد مؤسسيها عبد الفتاح مورو:
قال رئيس حركة النهضة راشد الغنوشي بأن حركة النهضة لم تعد تابعة للإسلام السياسي:
وجه الداعية الإسلامي المصري وجدي غنيم المنتمي لجماعة الإخوان المسلمين انتقادا للغنوشي بسبب تهنئته لحزب نداء تونس بفوزه في الانتخابات التشريعية التونسية 2014، وقال أنه من المؤسف أن يهنئ الغنوشي الباجي قايد السبسي بفوز حزبه، متسائلا «هل هناك مسلم يهنئ كافرا على أن الكفر انتصر على الإسلام».

### قطر
على مدى العقدين الماضيين، مارست قطر رعاية شبه رسمية للحركة العالمية للإخوان المسلمين. تميز الشيخ القطري السابق حمد بن خليفة آل ثاني على وجه الخصوص بأنه أحد المؤيدين الأكثر تفانيًا للإخوان المسلمين والحركات الإسلامية بشكل عام في منطقة الشرق الأوسط وفي جميع أنحاء العالم.
في عام 1999 حُلت جماعة الإخوان المسلمين في قطر. غالبًا ما فُسر دعم الدولة الطويل الأمد للمجموعة على أنه حسابات إستراتيجية حدت من الدور الذي يلعبه الدين في قطر. كما افترض مدير مركز الدراسات الدولية والإقليمية في فرع جامعة جورجتاون بالدوحة، مهران كامرافا، أن قطر التي تقدم نفسها على أنها راعية الدولة للإخوان المسلمين جعلت الدين في قطر لا «يلعب أي دور في التعبير عن المشاعر المعارضة أو تشكيلها».[بحاجة لمصدر]

### ماليزيا

الحزب الإسلامي في ماليزيا.

يمثل الحزب الإسلامي الماليزي أقدم وأكبر حزب إسلامي رئيسي في ماليزيا الفرع الماليزي لجماعة الإخوان المسلمين العالمية ويقوده عبدالهادي أوانج ويرأس ولاية ترغكانو في ماليزيا، تلقي عبد الهادي تعليمه في المملكة العربية السعودية ثم انتقل إلى مصر ليدرس في جامعة الأزهر؛ وداخل جامعة الأزهر تعرَّف على جماعة الإخوان المسلمين التي تنتشر بقوة في الجامعات المصرية، وبعد عودته إلى ماليزيا واصل عمله في الحزب الإسلامي مستفيدًا مما تلقاه في مدرسة الإخوان المسلمين التي يرى أنها مدرسةٌ تربويةٌ شاملة. عندما خرج الحزب الإسلامي من الحكومة عام 1978، كُلفت بمهام رئيس قسم التربية للحزب فقام بتطبيق خبراته وقرأته في المدرسة الإخوانية في الحزب الإسلامي على حسب الواقع في ماليزيا.

### إندونيسيا

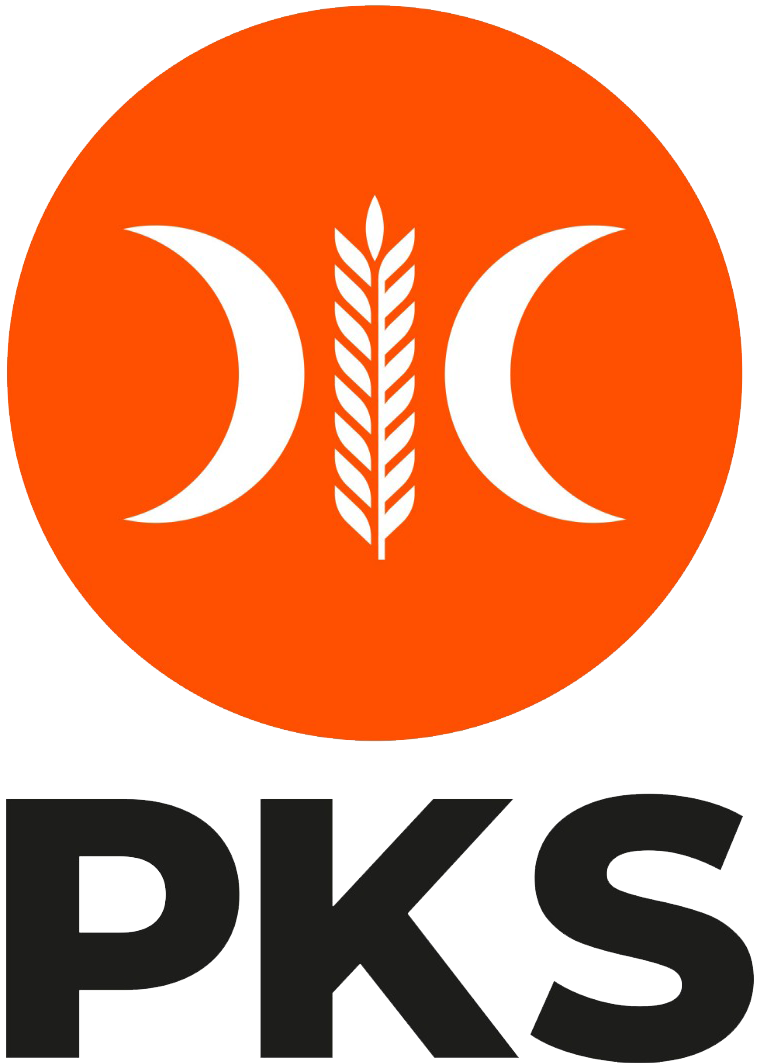
حزب العدالة والرفاهية الممثل للإخوان المسلمين في أندونيسيا.

العديد من الأحزاب والمنظمات الإسلامية في إندونيسيا منتمية فكريا أو على الأقل مستوحاة من جماعة الإخوان المسلمين، على الرغم من عدم وجود علاقة تنظيمية مع جماعة الإخوان المسلمين. أحد الأحزاب المرتبطة بالإخوان المسلمين هو (حزب العدالة المزدهرة)، الذي حصل على 6.79٪ من الأصوات في الانتخابات التشريعية 2014، انخفاضًا من 7.88٪ في انتخابات 2009. أكد يوسف القرضاوي، أحد قادة الإخوان المسلمين البارزين، إنتماء حزب العدالة والرفاهية لجماعة الإخوان المسلمين.
وفي أول مشاركة سياسية ل حزب العدالة والرفاهية حصل على 7 مقاعد (مليون ونصف المليون صوت) في انتخابات 1999 م ثم على 47 مقعدا (ثمانية ملايين صوت) في انتخابات عام 2004م معتمداً جماهيرياً على أجنحته المختلفة الطلابية منها والخدمية كالإغاثة الإنسانية في المناطق المنكوبة ومن ذلك أنه كان متصدرا جهود القوى السياسية في كارثة تسونامي في إقليم آتشيه وحصل في الانتخابات البرلمانية في 9 أبريل 2009 على 57 مقعدا من 560 مقعدا بنسبة 11.9% وليصبح ترتيبه رابعا وتحالف مع الحزب الديمقراطي الحاكم في الانتخابات الرئاسية التي فاز بها الحزب الحاكم متمثلا في رئيسه سوسيلو بامبانج يودويونو، وشارك في الحكومة بأربع حقائب وزارية ليكون ثانيا بعد الحزب الحاكم الذي شارك ب 6 حقائب وأتى بعده حزب جولكار الذي شارك ب 3 حقائب.

## الإخوان في أوروبا وأمريكا

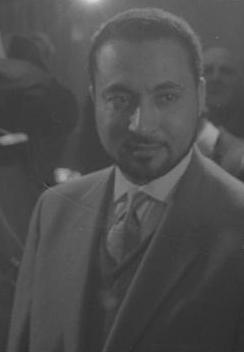
سعيد رمضان أحد قادة الإخوان في أوروبا ومن مؤسسي المراكز الإسلامية والعمل الإسلامي في أوروبا وألمانيا علي وجه الخصوص.

غالبية المراكز الإسلامية في الغرب اسسها الإخوان المسلمين عندما ترك كثير منهم مصر بسبب قمع نظام عبد الناصر لهم كما كونوا مجتمعات إسلامية في العديد من دول أوروبا، كما أن اتحاد المنظمات الإسلامية في أوروبا يتبع لجماعة الإخوان المسلمين العالمية.

### نيوزيلاندا
في عام 2016، أفيد لسلطات أن خلية الإخوان المسلمين كانت نشطة في شمال غرب كرايستشيرش.
فقال المرشح ليكون أول مستشار في بابانوي جون سترينجر عن خلية الإخوان: "لقد حددت مجموعة ناشطة إسلامية تزعج سكان الشرق الأوسط المحليين بشأن قانون الشريعة وتحرضهم على قيام دولة إسلامية بدلاً من مجلسنا وحكومة أوسع".
وقال: "لا أريد قانون الشريعة الإسلامية في ميريفال بابانوي أو نيوزيلندا"
وأضاف: "تم رفع أجراس الإنذار لأول مرة في اجتماع شارك فيه السفير المصري في نيوزيلندا، والذي اختطفته هذه المجموعة إلى حد ما".

### فرنسا
بدأ نمو الإخوان في فرنسا مع اتحاد المنظمات الإسلامية في فرنسا، تألفت المنظمة بشكل أساسي من الطلاب الأجانب الذين دخلوا فرنسا من تونس والمغرب. بحلول عام 2020، كان هناك 147 مسجدًا ومركزًا و 18 مدرسة إسلامية في فرنسا مرتبطة بالإخوان المسلمين. تضم اتحاد المنظمات الإسلامية في فرنسا حوالي 50000 عضو موزعين على 200 منظمة عضو.
تنتهج جماعة الإخوان المسلمين فلسفة مجتمعية وتعمل ضد المسلمين الذين يتبنون أنماط حياة ليبرالية ويصبحون مندمجين في المجتمع الفرنسي. على المدى الطويل، يهدفون إلى دخول السياسة من خلال زيادة عدد المسلمين حتى يتمكنوا من تشكيل حزب سياسي خاص بهم.

### ألمانيا
التجمع الإسلامي في ألمانيا هي المنظمة التأسيسية والمؤسسة لجماعة الإخوان المسلمين في ألمانيا تحت مظلتها، وتنشط جماعة الإخوان المسلمين في ألمانيا بداخل التجمع الإسلامي في ألمانيا. ويحرص أعضاء التجمع الإسلامي على عدم الإعلان علنًا عن انتمائهم إلى الإخوان المسلمين. يفترض مكتب حماية الدستور أن أعضائه القياديين يعتزمون «إقامة دولة إسلامية على المدى المتوسط».

### إيطاليا
اتحاد الهيئات والجاليات الإسلامية في إيطاليا تابع لجماعة الإخوان المسلمين العالمية وهو الفرع الإيطالي لاتحاد المنظمات الإسلامية في أوروبا والذي يسيطر عليه تيار الإخوان المسلمين في أوروبا الاتحاد يدير حوالي 130 مسجد ومركزا إسلاميا من جملة حوالي 500 مسجد ومركز تتوزع في كامل أنحاء إيطاليا، ويقوم علي تقديم الخدمات للجاليات المسلمة في إيطاليا ومساعدة المسلمين الجدد وهو منتشر في كل إيطاليا من صقلية في أقصى الجنوب إلى أقصى شمال إيطاليا. ويلقى تأييدا من طرف اتحاد الطلاب المسلمين بإيطاليا - Usmi -، إحدى أقدم التشكيلات الإسلامية في إيطاليا التي تعود إلى سنة 1971 وأيضا الفرع الإيطالي ل الاتحاد الإسلامي العالمي للمنظمات الطلابية ويرأسه عز الدين الزير 

### روسيا
تحظر روسيا جماعة الإخوان المسلمين وتصنفها كمنظمة إرهابية منذ عام 2006 بعد أن جرى التأكيد في 14 فبراير 2003 بقرار من المحكمة العليا لروسيا، أن جماعة الإخوان المسلمين نسقت وقامت بإنشاء منظمة إسلامية تسمى المجلس العسكري الأعلى لمجاهدي القوقاز، بقيادة سيف الإسلام خطاب وباساييف؛ وقامت المنظمة بإرتكاب العديد من الهجمات ضد روسيا خلال الحرب الشيشانية الأولى. كما أن دوكو عمروف والذي كان من الإخوان قد أسس جماعة إنفصالية تسمي إمارة القوقاز الإسلامية بهدف فصل الدول المسلمة التي تسيطر عليها روسيا وإقامة دولة إسلامية في القوقاز.

### المملكة المتحدة
تأسست أولى المنظمات التابعة للإخوان المسلمين في المملكة المتحدة في الستينيات، والتي ضمت المنفيين والطلاب الأجانب.  روجوا لأعمال عالم اللاهوت الهندي أبو الأعلي المودودي ومثلوا الجماعة الإسلامية. في المرحلة الأولية، كانوا غير نشطين سياسيًا في المملكة المتحدة حيث افترضوا أنهم سيعودون إلى بلدانهم الأصلية وبدلاً من ذلك ركزوا على تجنيد أعضاء جدد ودعم الإخوان المسلمين في العالم العربي.
في التسعينيات، أنشأت جماعة الإخوان المسلمين منظمات مرئية للجمهور ومنظمات «وطنية» ظاهريًا لتعزيز أجندتها، لكن العضوية في الإخوان المسلمين كانت ولا تزال سراً.  سيطر الإخوان المسلمون على الجمعية الإسلامية في بريطانيا (ISB)، والرابطة الإسلامية في بريطانيا (MAB) وأسست المجلس الإسلامي البريطاني (MCB). أصبح برنامج MAB ناشطًا سياسيًا في قضايا السياسة الخارجية مثل فلسطين والعراق، بينما أقام MCB حوارًا مع الحكومات آنذاك.
في عام 1996، استطاع الممثل الأول لجماعة الإخوان المسلمين في المملكة المتحدة، كمال الهلباوي، وهو مصري، أن يقول «لا يوجد الكثير من الأعضاء هنا، لكن العديد من المسلمين في المملكة المتحدة يدعمون فكريًا أهداف الإخوان المسلمين». .
في سبتمبر 1999، افتتحت جماعة الإخوان المسلمين «مركز معلومات عالمي» في لندن.
منذ عام 2001، نأى ISB بنفسه عن أيديولوجية الإخوان المسلمين جنبًا إلى جنب مع MCB.
في أبريل 2014، أطلق ديفيد كاميرون، الذي كان رئيس وزراء المملكة المتحدة في ذلك الوقت، تحقيقًا في أنشطة جماعة الإخوان المسلمين في المملكة المتحدة وأنشطتها المتطرفة المزعومة.  رحبت مصر بالقرار. بعد قرار كاميرون، ورد أن جماعة الإخوان المسلمين نقلت مقرها الرئيسي من لندن إلى النمسا في محاولة لتجنب التحقيق.
في تقرير حكومي صدر عام 2015، تبين أن جماعة الإخوان المسلمين لم تكن مرتبطة بنشاط إرهابي مرتبط ضد المملكة المتحدة، كما أدانت المنظمة نشاط القاعدة في المملكة المتحدة.

### الولايات المتحدة

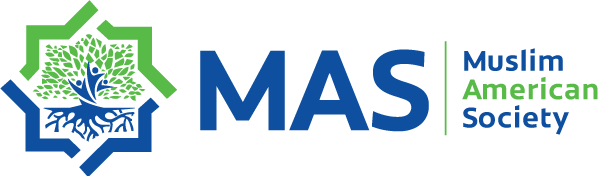
الجمعية الإسلامية الأمريكية التي أسسها الإخوان المسلمون في عام 1992م.

وفقًا لمقال نشرته صحيفة واشنطن بوست عام 2004، فإن أنصار الإخوان المسلمين الأمريكيين «يشكلون القوة الأكثر تنظيماً في المجتمع الإسلامي الأمريكي» من خلال إدارة مئات المساجد والمشاريع التجارية، وتعزيز الأنشطة المدنية، وإنشاء منظمات إسلامية أمريكية للدفاع عن الإسلام والترويج له.  في عام 1963، بدأ فرع الولايات المتحدة للإخوان المسلمين بواسطة نشطاء منخرطين في جمعية الطلاب المسلمين (MSA).  كما أنشأ أنصار الإخوان المسلمين الأمريكيين منظمات أخرى مثل: North American Islamic Trust في 1971، والجمعية الإسلامية لأمريكا الشمالية في 1981، والمجلس الإسلامي الأمريكي في 1990، والجمعية الإسلامية الأمريكية عام 1992 والمعهد الدولي للفكر الإسلامي في الثمانينيات.  بالإضافة إلى ذلك، وفقًا لمذكرة تفسيرية حول الهدف الاستراتيجي العام للجماعة في أمريكا الشمالية، «فهم دور الإخوان المسلمين في أمريكا الشمالية»، وهدف حميد نسبيًا للإخوان المسلمين في أمريكا الشمالية.

## التدرج التنظيمي في الجماعة

### اللائحة الداخلية لجماعة الإخوان المسلمين
- طالع نسختها في ويكي مصدر

اللائحة الداخلية لجماعة الإخوان المسلمين هي قانون النظام الأساسي للإخوان المسلمين، وافقت الجمعية العمومية للإخوان المسلمين عليها لأول مرة، وأصبحت نافذةً في 2 شوال سنة 1364 هـ الموافق 8 سبتمبر سنة 1945م.
وأمام تطورات جماعة الإخوان المسلمين، رأى المرشد العام حسن البنا أن يقترح علي الهيئة التأسيسية المنعقدة في محرم 1367 هـ 1948م إدخال بعض التعديلات، فوافقت الهيئة علي ذلك، وأصبح التعديل ساريا منذ 12 رجب سـنة 1367 هـ الموافق 21 مايو سنة 1948م.
وجرى تعديل اللائحة بعد ذلك في 2 صفر 1371 هـ الموافق 2 نوفمبر 1951م، تلاها بعد ذلك عدة تعديلات أخرى حتي تواكب اللائحة تطورات الدعوة واتساع ميادينها وإنشاء التنظيم العالمي للجماعة. وتنظم اللائحة عمل أقسام الجماعة المختلفة مثل قسم الطلاب، وغيره من الأقسام.

### التدرج التنظيمي

رسم إيضاحي للتنظيم في الجماعة؟

طبقا للمادة 9 في اللائحة الداخلية للإخوان المعدلة عام 1948م فإن المرشد العام هو الرئيس الأعلى للجماعة، ويرأس في نفس الوقت جهازي السلطة فيها وهما مكتب الإرشاد العام ومجلس الشورى العام، ويقوم بانتخابه مجلس الشورى العام.

### المرشد العام
يُنتخب المرشد العام عن طريق مجلس الشورى العام، ويجب أن يكون قد مضى على انتظامه في الجماعة «أخاً عاملا» مدة لا تقل عن خمس عشرة سنة هلالية ولا يقل عمره عن أربعين سنةً هلاليةً، وبعد انتخابه يبايعه أعضاء الجماعة، وعليه التفرغ تماما لمهام منصبه للعمل بالجماعة، فلا يصح له المشاركة في أي أعمال أخرى عدا الأعمال العلمية والأدبية بعد موافقة مكتب الإرشاد عليها، ويظل المرشد في منصبه لمدة ست سنوات قابلة للتجديد مرة واحدة. ويختار المرشد العام نائبا له أو أكثر من بين أعضاء مكتب الإرشاد العام، وفي حالة وفاته أو عجزه عن تأدية مهامه، يقوم نائبه بعمله إلى أن يجتمع مجلس الشورى العام لانتخاب مرشدًا جديدًا، وكذلك يمكن لمجلس الشورى العام أن يُنحي المرشد إذا خالف واجبات منصبه.
غير أن انتخاب المرشد، بحسب الإخوان، لم يكن يجري إلا بواسطة أعضاء مكتب الإرشاد بسبب احترازات أمنية تحول دون اجتماع مجلس الشورى العام، حيث قامت قوات الأمن المصرية في عام 1995م أثناء اجتماعه بالقبض على غالبية المشاركين فيه، وحوّلوا إلى محاكمات عسكرية حكمت على كثيرين منهم بالسجن مُدَدًا تتراوح من ثلاث إلى خمس سنوات.

### مكتب الإرشاد العام العالمي
مكتب الإرشاد العام هو القيادة التنفيذية العليا للإخوان المسلمين، وهوالمشرف على سير دعوة الإخوان والموجه لسياستها وإدارتها. ويختار أعضائه بطريق الاقتراع السري، ومدة العضوية فيه محدّدة بأربع سنوات هجرية.
يتألف مكتب الإرشاد العالمي من 13 عضوا عدا (المرشد العام)، ويختارون وفق الأسس التالية:
- ثمانية أعضاء ينتخبهم مجلس الشورى من بين أعضائه، من الإقليم الذي يقيم فيه المرشد العام.
- خمسة أعضاء ينتخبهم مجلس الشورى من بين أعضائه، ويراعى في اختيارهم التمثيل الإقليمي.
- يختار المرشد من بين أعضاء مكتب الإرشاد أمينا للسر وأمينا للمالية.
- وإذا صادف فكان أحد المنتخبين لمكتب الإرشاد مراقبا عاما في قطره، فعلى القطر أن يختار مراقبا بدلا منه.[346]

### مجلس الشورى العام العالمي
مجلس الشورى العام (أو كما كان يسمى الهيئة التأسيسية) هو السلطة التشريعية لجماعة الإخوان المسلمين، وقراراته ملزمة، ومدة ولايته أربع سنوات هجرية. وتتضمن مهامه الإشراف العام على الجماعة وانتخاب المرشد العام.
أعضاء المجلس:
- أ- يتألف مجلس الشورى العام من ثلاثين عضوا على الأقل، يمثلون التنظيمات الإخوانية المعتمدة في مختلف الأقطار، وتختارهم مجالس الشورى في الأقطار أو من يقوم مقامهم. ويحدد عدد ممثلي كل قطر بقرار من مجلس الشورى.
- ب- يجوز لمجلس الشورى إضافة خمسة أعضاء من ذوي الاختصاص إلى عضوية المجلس.
- جـ- يمكن تمثيل أي تنظيم إخواني جديد في مجلس الشورى إذا اعتمده مكتب الإرشاد العام.
- د- يجب أن يكون المراقبون العموميون للأقطار أعضاء في المجلس، وإذا تعذر مشاركة مراقب عام كعضو ثابت في المجلس يمكن للقطر اختيار غيره.
- يحتفظ المرشد العام بعد انتهاء ولايته بعضوية مجلس الشورى العالمي مدى الحياة، إلا إذا كان انتهاء الولاية نتيجة الإخلال بواجباته أو فقد الأهلية.[349]

### العلاقة بين القيادة العامة وقيادات الأقطار
طبقا للمواد (من 49 إلي 54) في النظام الأساسي للإخوان، الذي وُضِع عام 1982م والنظام المعدل في 1994، فإن على قيادة الأقطار الالتزام بقرارات القيادة العامة متمثلة في المرشد العام ومكتب الإرشاد العام ومجلس الشورى العام وتشمل ما يلي:
1. الالتزام بمبادئ النظام الأساسي للإخوان وتشمل هذه المبادئ:
  1. العضوية وشروطها ومراتبها
  2. ضرورة إيجاد مجلس للشورى إلى جانب المكتب التنفيذي
  3. الالتزام بالشورى ونتيجتها في جميع أجهزة الجماعة
  4. الالتزام بفهم الجماعة للإسلام
  5. الالتزام بسياسات الجماعة ومواقفها تجاه القضايا العامة
  6. الالتزام بالحصول على موافقة مكتب الإرشاد العام قبل الإقدام على اتخاذ أي قرار سياسى هام.
2. على قيادات الأقطار التشاور والاتفاق مع المرشد العام أو مكتب الإرشاد العام قبل اتخاذ القرار في جميع المسائل المحلية الهامة والتي قد تؤثر على الجماعة في قطر آخر.
3. يمكن لقيادة الأقطار التصرف بحرية كاملة ثم إعلام مكتب الإرشاد العام في أول فرصة ممكنة أو في التقرير السنوي الذي يرفعه المراقب العام في ما يلي:
  1. كل ما يتعلق بخطة الجماعة في القطر ونشاط أقسامها ونمو تنظيمها.
  2. المواقف السياسية في القضايا المحلية والتي لا تؤثر على الجماعة في قطر آخر شريطة الالتزام بالمواقف العامة للجماعة.
  3. الوسائل المشروعة التي يعتمدها القطر لتحقيق أهداف الجماعة ومبادئها على ضوء أوضاعه وظروفه.

ويقوم كل قطر بوضع لائحة تنظيمية خاصه به على ألا تتعارض مع النظام الأساسي للإخوان، ويجب اعتمادها من مكتب الإرشاد العام قبل تنفيذها.
يقدم كل «مراقب عام» تقريرا سنويا عن سير الدعوة ونشاط الجماعة والاقتراحات التي يراها كفيلة بتحقيق المصلحة في إقليمه إلى مكتب الإرشاد العام قبل انعقاد الاجتماع الدوري لمجلس الشورى العام. وللمساهمة في أعباء الدعوة يلتزم كل قطر بتسديد اشتراك سنوي تحدد قيمته بالاتفاق مع مكتب الإرشاد العام.

### المكتب الإداري
ينقسم القطر إلى مكاتب إدارية، فلكل محافظة مكتبها الإداري الذي يشرف على المناطق الواقعة في هذه المحافظة، ويجوز أن تتسع حدود المكتب أو تضيق عن حدود المديرية أو المحافظة، ولكل مكتب إداري مجلس يديره، ويرأس المجلس الإداري رئيس الشعبة الرئيسية أو من يختاره مكتب الإرشاد من الإخوان العاملين الذين يرون فيهم الكفاءة، ولكل مكتب وكيل وسكرتير وأمين مالي، وضمن أعضاء المجلس أيضا رؤساء المناطق في دائرة المكتب الإداري، وأعضاء مجلس الشوري في القطر، ويوزع المكتب الإداري مناطقه في شكل قطاعات لتسهيل مهمة المتابعة في المكتب الإداري، ويضم القطاع الواحد على الأقل ثلاث مناطق.

### المنطقة
وينقسم المكتب الإداري إلي مناطق، تتكون المنطقة من كل الشعب الواقعة في دائرة المركز أو القسم (بحد أدنى ثلاث شعب وبحد أقصى عشر شعب)، ويجوز أن تكون حدود المنطقة أوسع أو أضيق من حدود المركز أو القسم. لكل منطقة مركز يديرها، يرأسه رئيس الشعبة الرئيسية، أو من يختاره المركز العام من مجلس إدارة الشعبة، أو من الإخوان العاملين الأكفاء لذلك، ويكون للمركز وكيل وسكرتير وأمين صندوق، وضمن أعضاء المركز رؤساء الشعب الداخلة في المنطقة.

### الشعبة
وتنقسم المنطقة إلى شعب، والشعبة هي أصغر الوحدات الإدارية، ويتكون لها مجلس لإداراتها ضمن أعضاءه رئيس الشعبة ونائبه ووكيل وسكرتير وأمين صندوق، وللشعبة جمعية عمومية، وتضم الشعبة كل الإخوان المقيمين في دائرة الشعبة أيا كانت صفتهم، (والحد الأدنى لأعضاء الشعبة خمسة من الإخوان العاملين، بصرف النظر عن عدد المنتظمين والمنتسبين، والحدّ الأقصي خمسة وأربعون من الإخوان العاملين)، وينقسم الإخوان في الشعبة إلي إخوان تحت الاختبار (منتسبين ومنتظمين) وهم الذين اعتنقوا فكرة الإخوان حديثا، وإخوان عاملين وهم كل من قام بواجبات عضويته واعتمدت عضويته من المركز العام وبايع على ذلك.

### الأسرة
ينقسم الأعضاء العاملون في الشعبة إلى أسر، ويختار نقيب لكل أسرة.

## مرشدو الجماعة

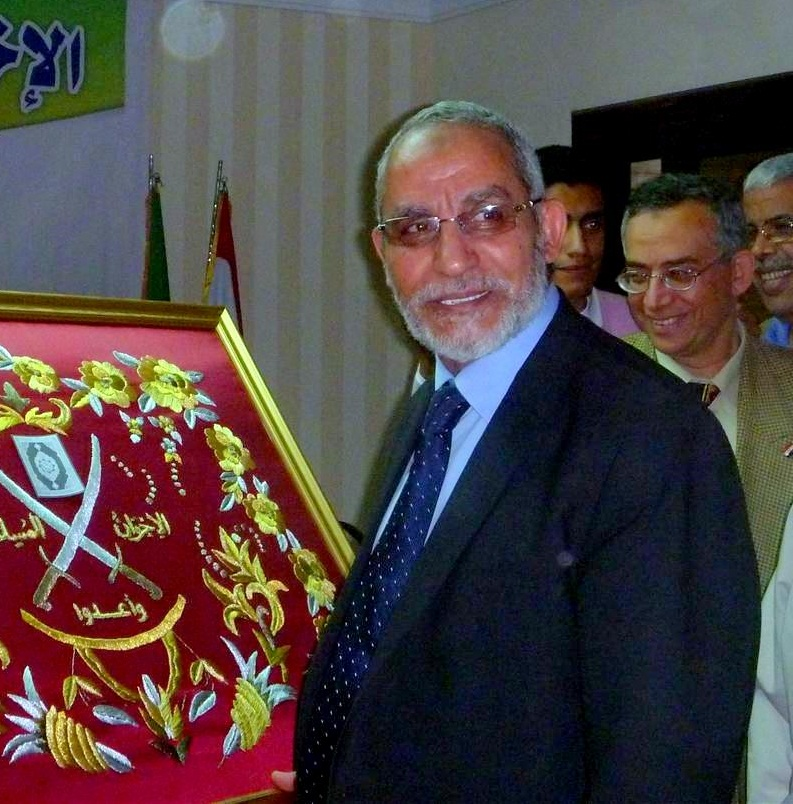
محمد بديع المرشد العام للإخوان المسلمين (2010-2013).